# Історія японської кухні
Історія японської кухні починається в доісторичні часи. Найдавніші мешканці Японських островів харчувалися переважно горіхами, жолудями, морепродуктами й м'ясом кабанів та оленів, які запікали й варили в керамічних посудинах.
У III столітті до Японії прийшло поливне рисівництво. Рис став найважливішим продуктом харчування й протягом багатьох століть становив майже весь раціон селянства. При цьому ні молочне, ні м'ясне тваринництво на архіпелазі не розвивалося. З рису варять кашу, його варять у воді та на пару, причому клейкий рис асоціюється з святковими датами. Також у ранній японській кухні була поширена ферментація риби. Через особливості клімату єдиною сировиною для виробництва алкоголю в Японії був, знову ж таки, рис. Тож японські алкогольні напої представлені насамперед саке, яке пили приблизно з V століття, і міцним шьочю, що з'явився через тисячу років.
Становлення японської кухні сягає до VI—XVI століть. У першій половині цього періоду в Японії відчувався сильний китайський вплив, завдяки чому в країну потрапили палички для їжі, чай, тофу, кілька видів локшини та інші страви. Крім цього, китайський (а точніше, буддійський) вплив зумовив переважання вегетаріанської або напіввегетаріанської дієти, а піднесення самурайського класу в другій половині цього періоду зумовило потяг до естетики простоти.
З XIII століття чаювання в Японії набуло величезної популярності. Утвердилася чайна церемонія, розвиток якої призвів до вдосконалення керамічного посуду, що, у свою чергу, вплинуло й на традиції накривання столу та заклало основи елітарної кухні кайсекі. Окрім того чайна церемонія почала традицію споживання сезонних продуктів, популярну й у XXI столітті. Торгівля з європейцями, що почалася в XV столітті, принесла в Японію велику кількість нових овочів, солодощів, рецептів і технологій, що суттєво змінило японську кухню.
Важливим аспектом розвитку японської кухні була та є її регіональність, що виходить з самої природи Японського архіпелагу, який складається з багатьох островів та простягається на більше ніж 3500 км. Проте певні загальні принципи як щодо інгредієнтів, так і щодо смаку дозволяють говорити про японську кухню як цілісне поняття. Регіональність японської кухні виражається у величезному різноманітті як самих страв, так і їхніх варіантів. Проте всі ці регіональні кухні пройшли багато в чому спільну еволюцію, яка виразилася в зміні продуктів та способів приготування й споживання, а також у запозиченнях з кухонь інших країн, які поширилися по всій країні.

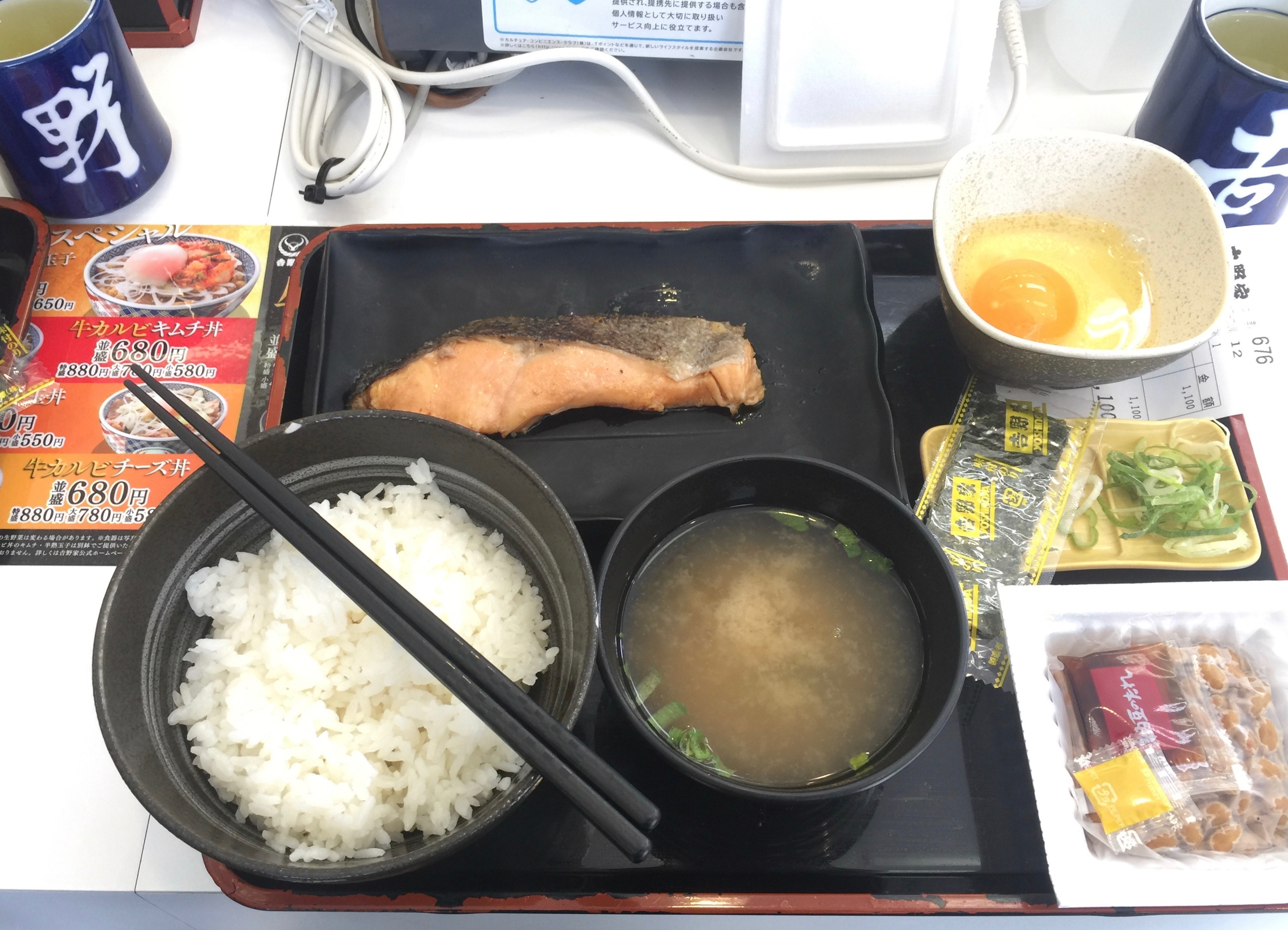
Сучасний сніданок у традиційному стилі: миска білого рису, місо-суп, риба, сире яйце, свіжа цибуля, натто
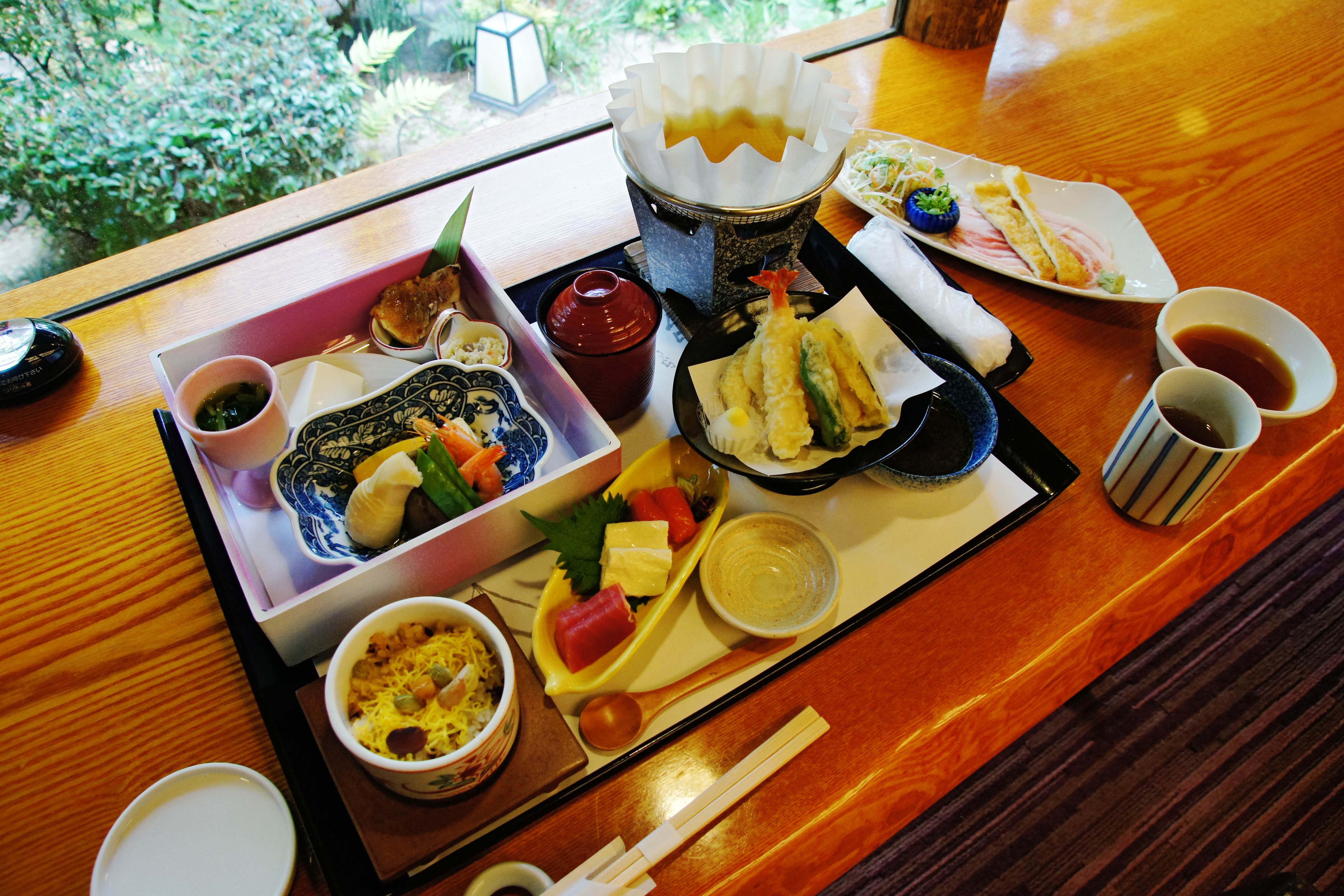
Кухня кайсекі, сад Гофусо[ja]
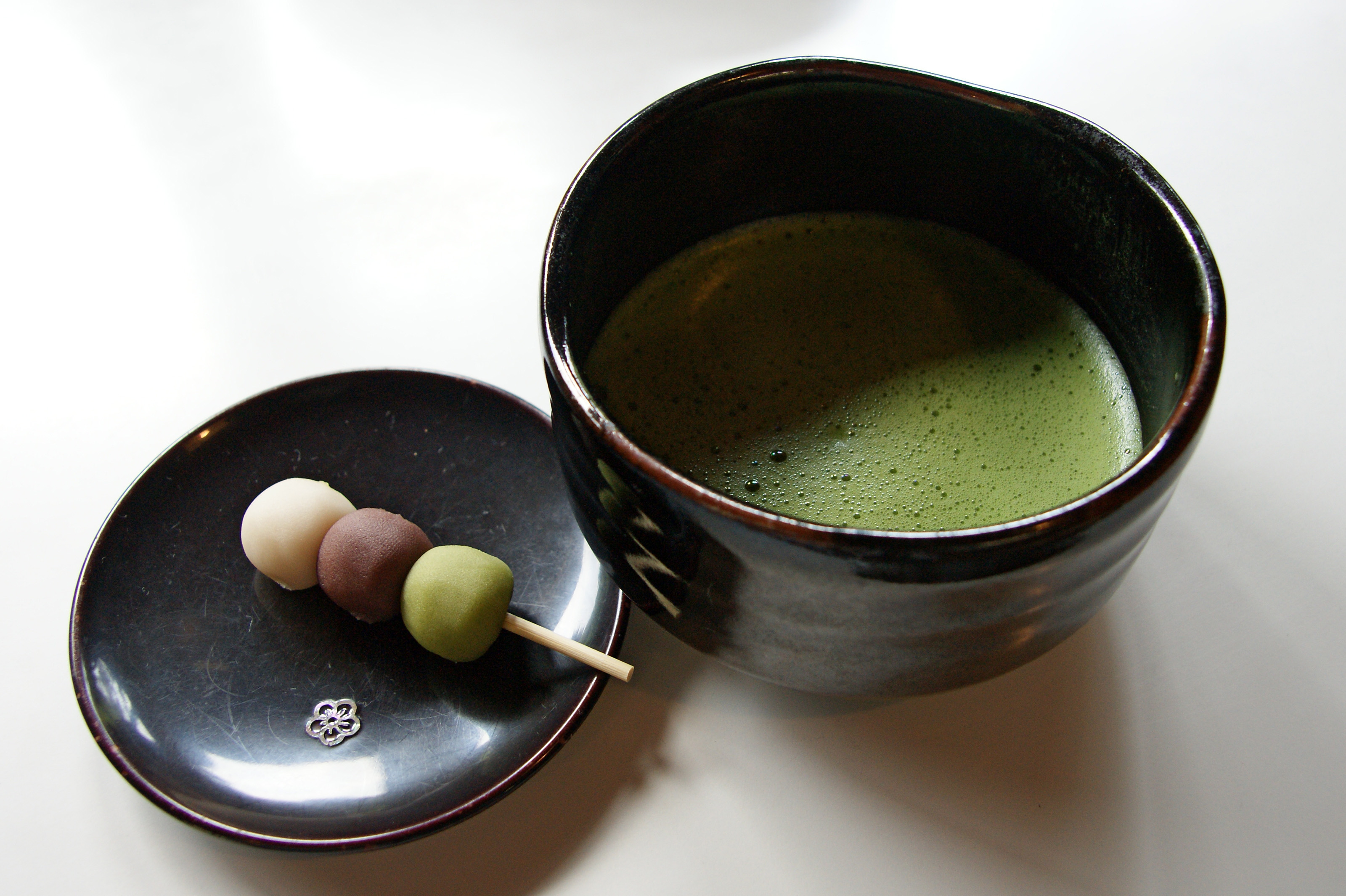
Японський чай матча з данґо
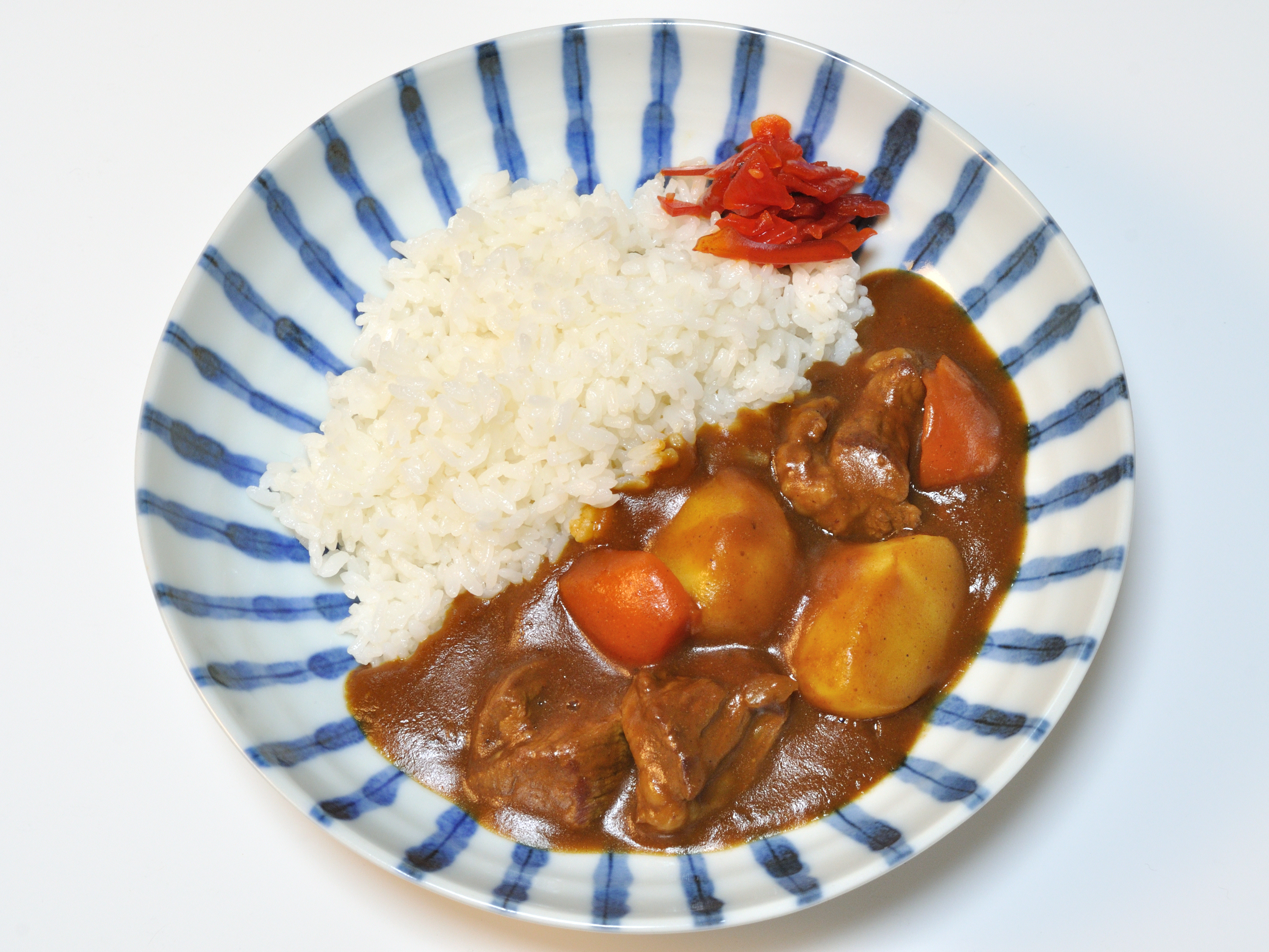
Японське карі з яловичиною

## Палеоліт іперіод Дзьомон(до 400 року до н.е.)
Японський архіпелаг почав заселятися людьми в палеоліт, під час заледеніння, коли туди ще можна було потрапити суходолом. Найдавніші місця стоянок людей в Японії датуються 30-10 тисячами років тому, однак про дієту найдавніших японців мало що відомо через погане збереження органічних залишків. Аналіз поверхні кам'яних інструментів показує, що предки японців полювали на слонів Науманна. Вони готували їжу на каменях, які клали поверх багать, а також у земляних печах.
Близько 8000 року до н. е. в Японії почалося потепління і збільшення вологості. Хвойні дерева відступили на північ, їхнє місце зайняли ліси помірного поясу; великі ссавці зникли, холодноводні види риб також пішли на північ; підйом рівня моря відділив Японські острови від континенту. Люди в цей час поступово перейшли від кочового до осілого способу життя. Основу їхнього раціону тепер складали багаті вуглеводами волоські горіхи, жолуді і каштани, а також м'ясо оленів і кабанів, риба і морепродукти. Додатковим підтвердженням переважного вживання горіхів є поганий стан зубів дзьомонских людей: якби їхній раціон включав переважно білкову їжу, то знайдені археологами зуби були б набагато здоровіше.

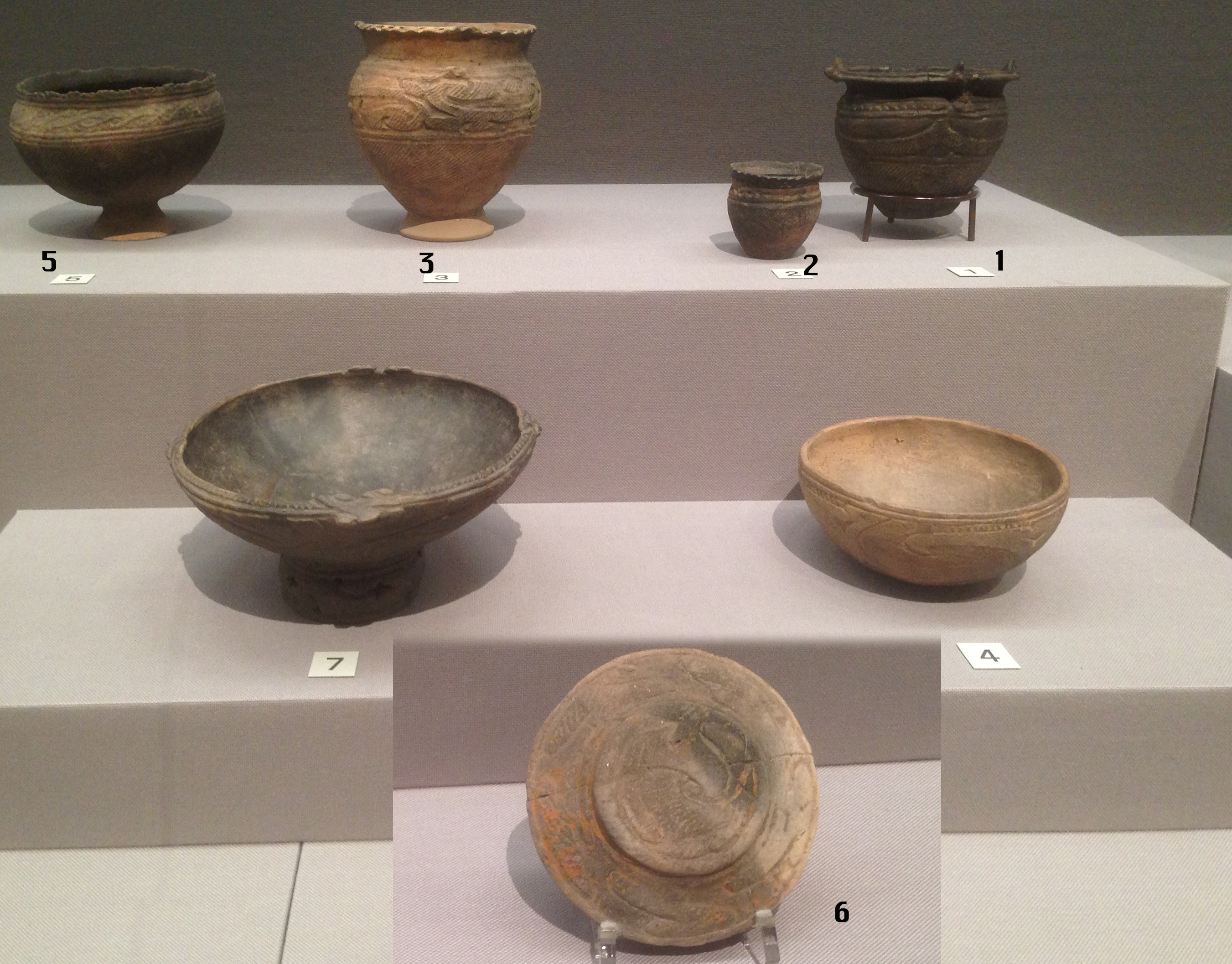
Кераміка пізнього Дзьомона

Початок використання кераміки стало ознакою закінчення палеоліту і початку неоліту, що зветься в Японії період Дзьомон. Дзьомон (яп. 縄文, дзьо:мон) буквально означає «знаки мотузок», тобто, мотузкові орнаменти, якими прикрашали першу японську кераміку. Керамічні посудини дозволили варити їжу і ширше використовувати овочі та горіхи, особливо гіркі: при варінні і вимочуванні гіркота зникала. Люди Дзьомона почали їсти кінські каштани; вживання цього продукту вимагає температурної обробки з лугом (ймовірно, попелом). Горіхи є високоврожайним і поживним продуктом, а це дозволяло прогодувати в десятеро більше населення, ніж полювання. Горіхи перетирали в пасту і запікали або варили, їх також варили з рибою, м'ясом, овочами або морепродуктами. Велика кількість величезних черепашкових куп, дозволяє припустити, що серед морепродуктів японці найбільше вживали молюсків: хамаґурі, ясарі, сіофукіґай та інші.
У пізній Дзьомон (2000—400 роки до н. е.) японці почали виварювати з морської води сіль, а також випарювати її за допомогою водоростей. Солону воду лили зверху на водорості, які потім висихали, після чого їх спалювали. Крім солі доісторичні японські страви приправляли перцем.
Наступ неоліту в Японії не призвів до одомашнення худоби та активної культивації землі, як в інших частинах світу. З III тисячоліття до н. е. японці вирощували гречку, пшеницю, просо або могар, маш, периллу і японські гарбузи, але площі посівів весь Дзьомон залишалися дуже скромними. Єдиною одомашненою твариною в той час були собаки, які допомагала полювати на кабанів і оленів. Розвивалося рибальство; рибу ловили на кістяні гачки, гарпунами та стіями, потім варили і сушили на сонці, або коптили, роблячи запас. Ці технології зберігаються в Японії і в XXI столітті: висушування на сонці називається намарібусі, а копчення — кацуобусі; остання процедура використовується для приготування дасі.

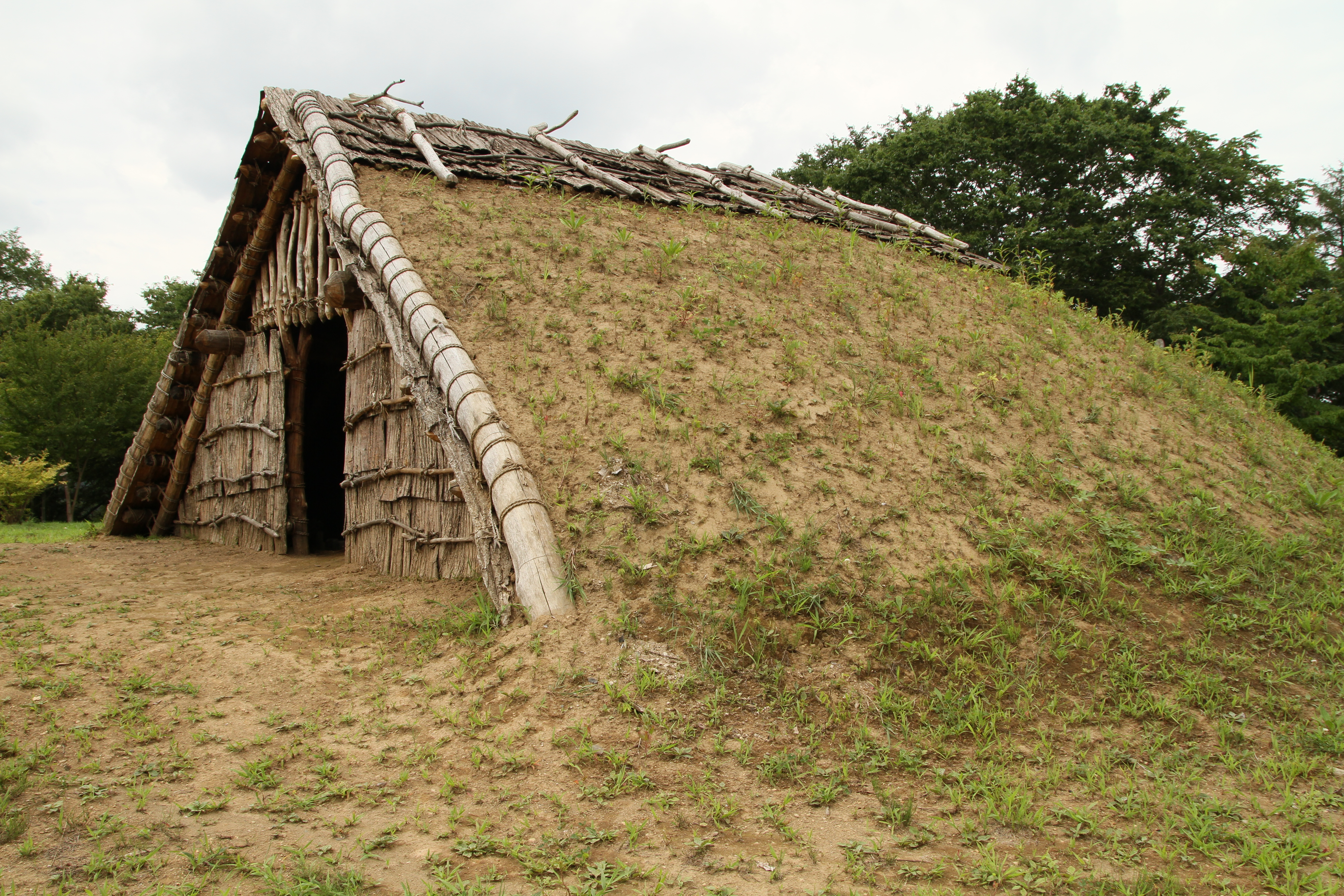
Середній Дзьомон. Житло. Гошоно[en]
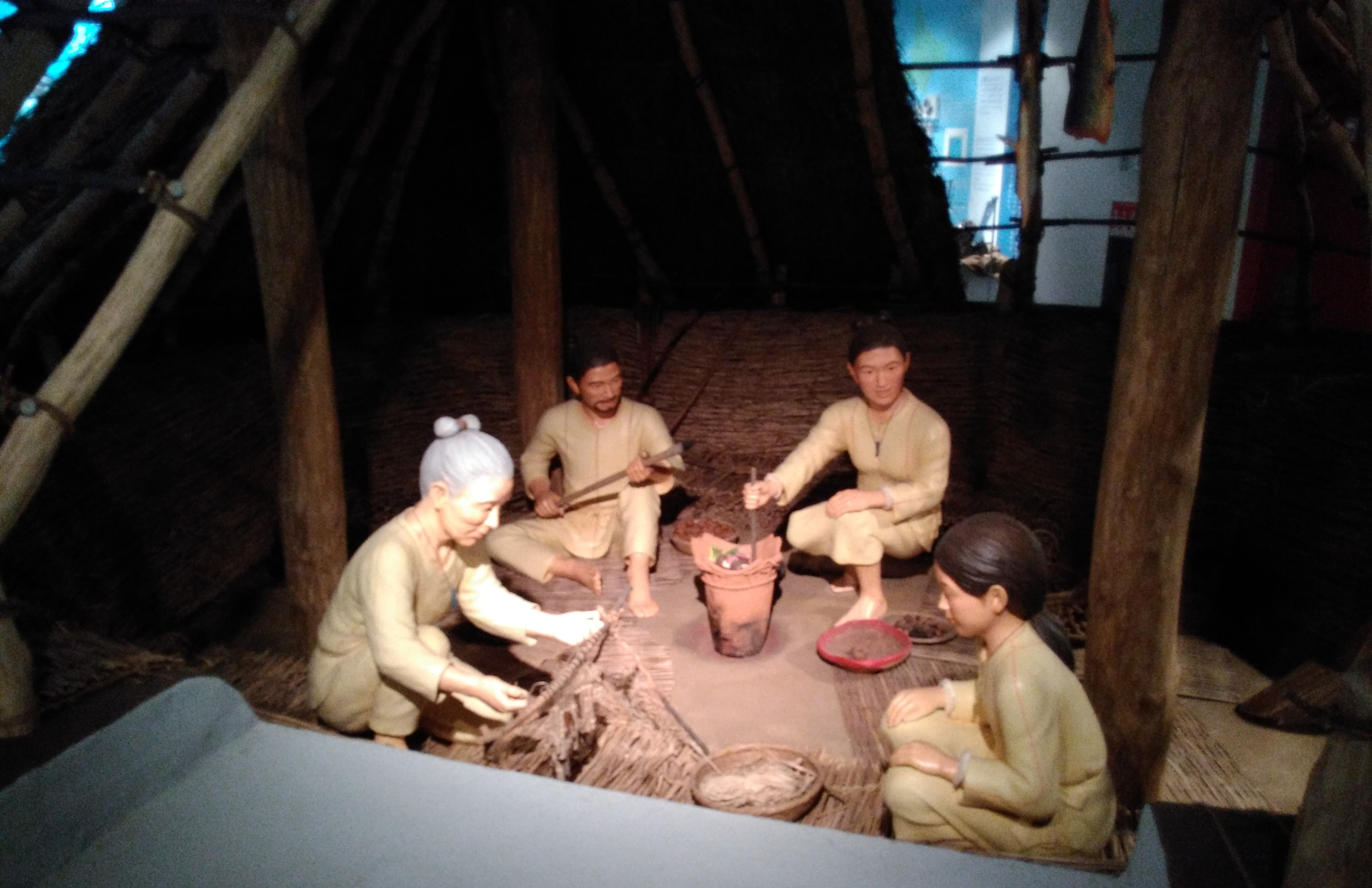
Дзьомонська сім'я біля вогнища, Саннай-Маруяма
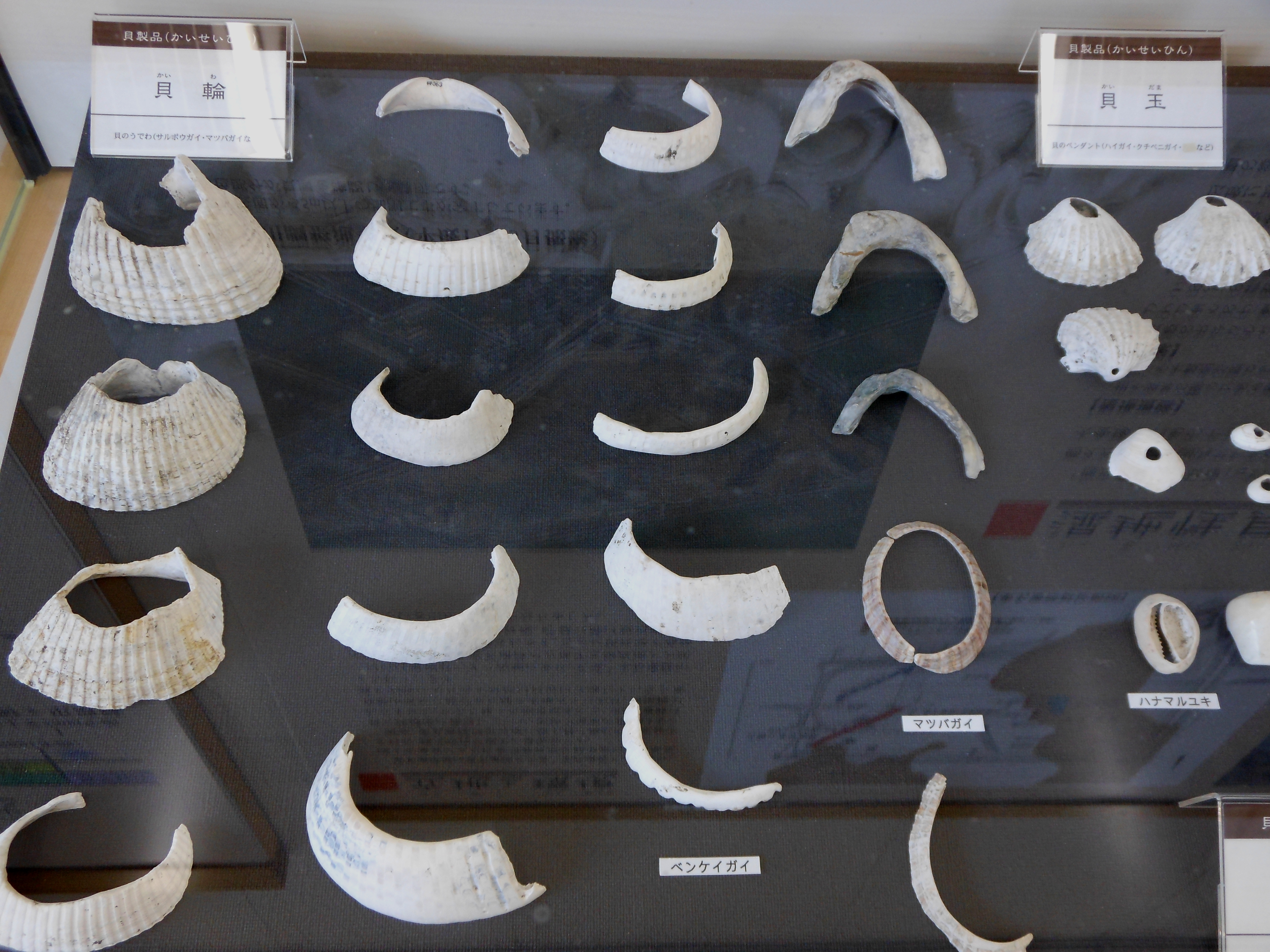
Прикраси з мушель, Хіґасіме[ja]
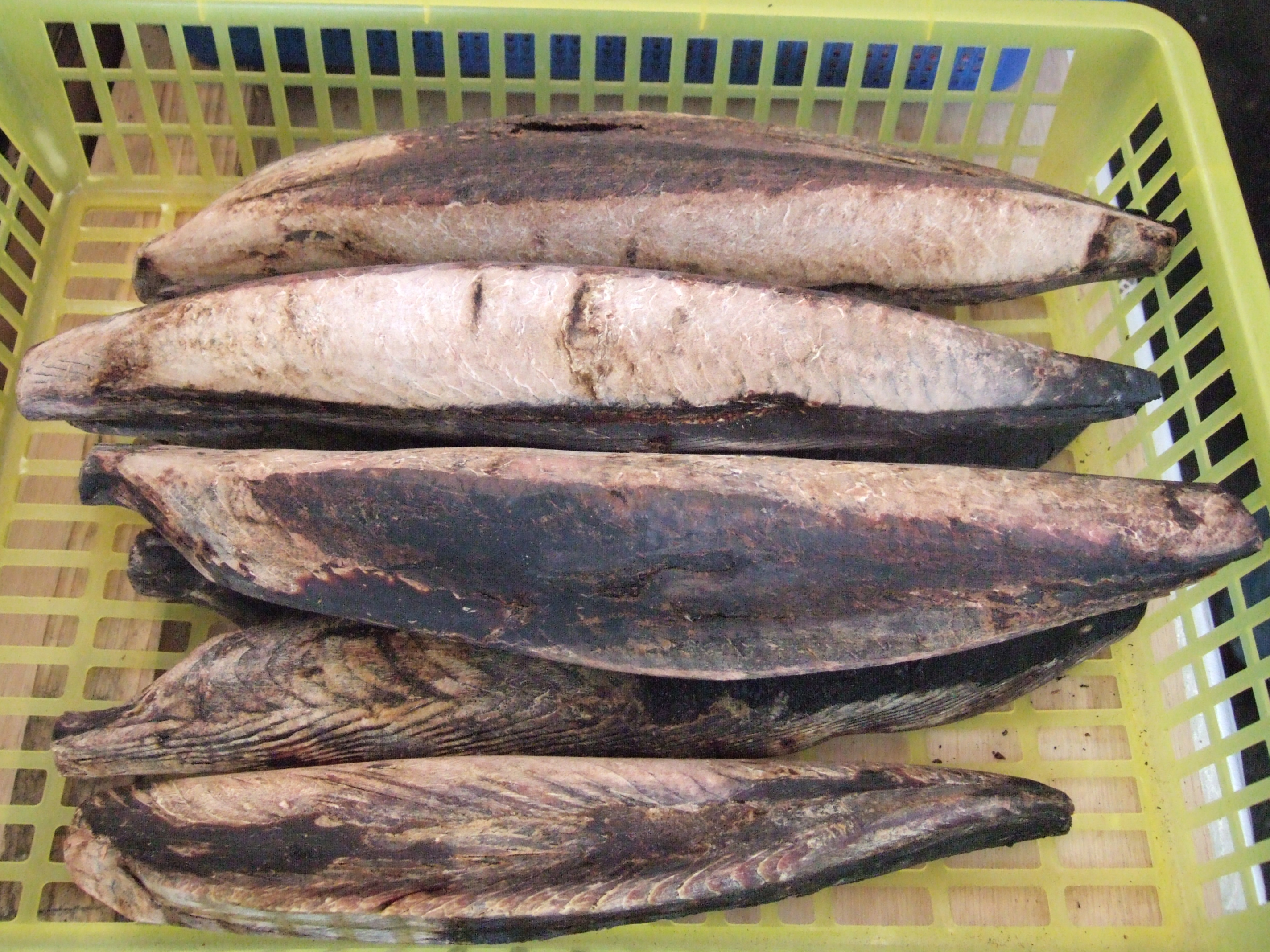
Кацуобусі

## ПеріодиЯйой—Кофун(400 рік до н.е.- 500 рік)

### Початок рисівництва
У III столітті до н. е. відбулася найвизначніша подія в історії японської кулінарії: до Японії прийшло поливне рисівництво. Рис назавжди зайняв найважливіше місце в системі цінностей японського народу і на два тисячоліття став основною одиницею японської економіки: податки з селянства збирали рисом до кінця XIX століття. Державний контроль виробництва і споживання рису зберігається і в XXI столітті, що відображає важливість цього продукту харчування і безперебійного постачання ним населення. Імператори та імператриці Японії з найдавніших часів брали участь в ритуальному висаджуванні рису і молилися за збереження його врожаю; ця традиція також зберігається і нині. Висока харчова цінність рису і велика кількість у ньому білка дозволила не покладатися на м'ясне і молочне тваринництво, для якого клімат Японських островів не надто підходить. Основним джерелом м'яса в Японії довгий час були свині, проте рис дозволяв їсти набагато менше м'яса, ніж, наприклад, європейська хлібная дієта. Рис цілковито домінував на японських столах з III століття і аж до 1960-х років.
Дикий рис в Японії ніколи не ріс, його одомашнили або на Індійському субконтиненті, або на півдні Китаю, а потім привезли на острів Кюсю. Крім рису в цей час в Японії вирощували просо і могар, ячмінь, пшеницю, Плоскуха звичайна; сою, адзукі, персики, японські гарбузи і дині. Острови Рюкю і Хоккайдо при цьому ще довго зберігали устрій мисливців-збирачів.
Китайська хроніка Книга Вей містить перші описи соціально-економічного устрою «народу ва», а також перший опис їхньої дієти: там повідомляється, що в Японії III століття «деякі люди займаються ловлею риби і молюсків», «вирощують рис і просо», «сирі овочі їдять цілий рік», «вирощують імбир, цитрусові і перець, але не знають, як використовувати їх у кулінарії», «їдять пальцями з плескатих мисок», «люблять випити». У період Кофун японські землі консолідувалися під владою Ямато.
Всі основні методи приготування рису з'явилися саме в цей період. Варіння у великій кількості води з пакетом низькоякісного зеленого чаю перетворєю рис на кашу «ча гаю»; варіння у чітко відміряній кількості води, спочатку на великому вогні, а потім на малому не дозволяє рісу розбухати сильніше, ніж потрібно, і дає злегка клейкий рис, який вважається в Японії найкращим; нарешті варіння на пару краще для клейкого рису, який в Японії вживають в основному на свята. Перші два способи використовувалися ще в період Яйой, а варіння на пару з'явилася в період Кофун і стало основним методом приготування рису протягом багатьох століть, аж до XIII століття. Традиція споживання клейкого рису на свята є радше імітацією цього давнішого етапу японської кулінарії.
Білий, очищений від оболонок рис завжди вважався в Японії більш цінним продуктом, ніж коричневий, що призвело до широкого поширення в Японії хвороби бері-бері. Її називали «хворобою Едо», а хворих відправляли в глибоку провінцію, де не так ретельно шліфований рис дозволяв їм підлікуватися.

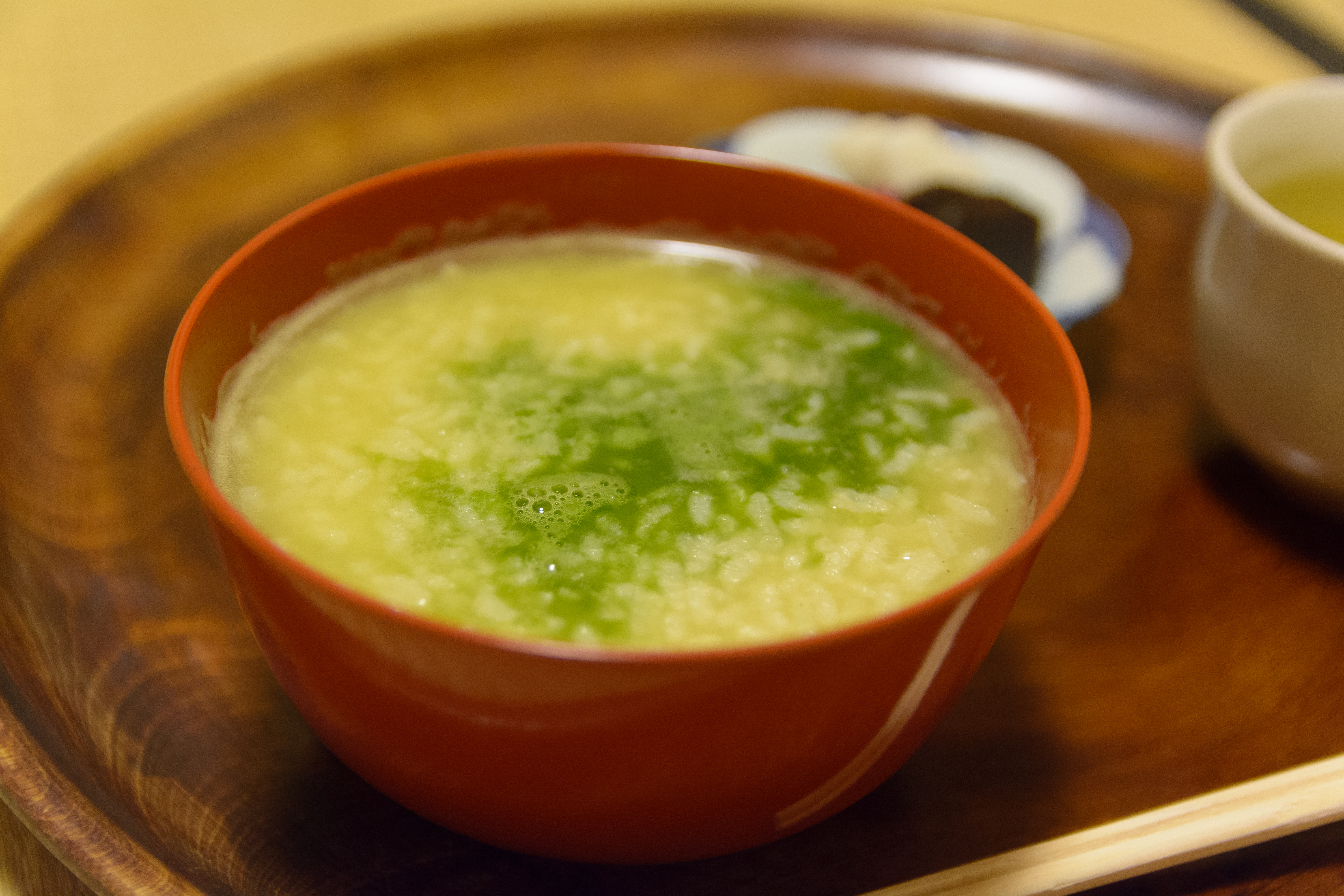
Чагаю
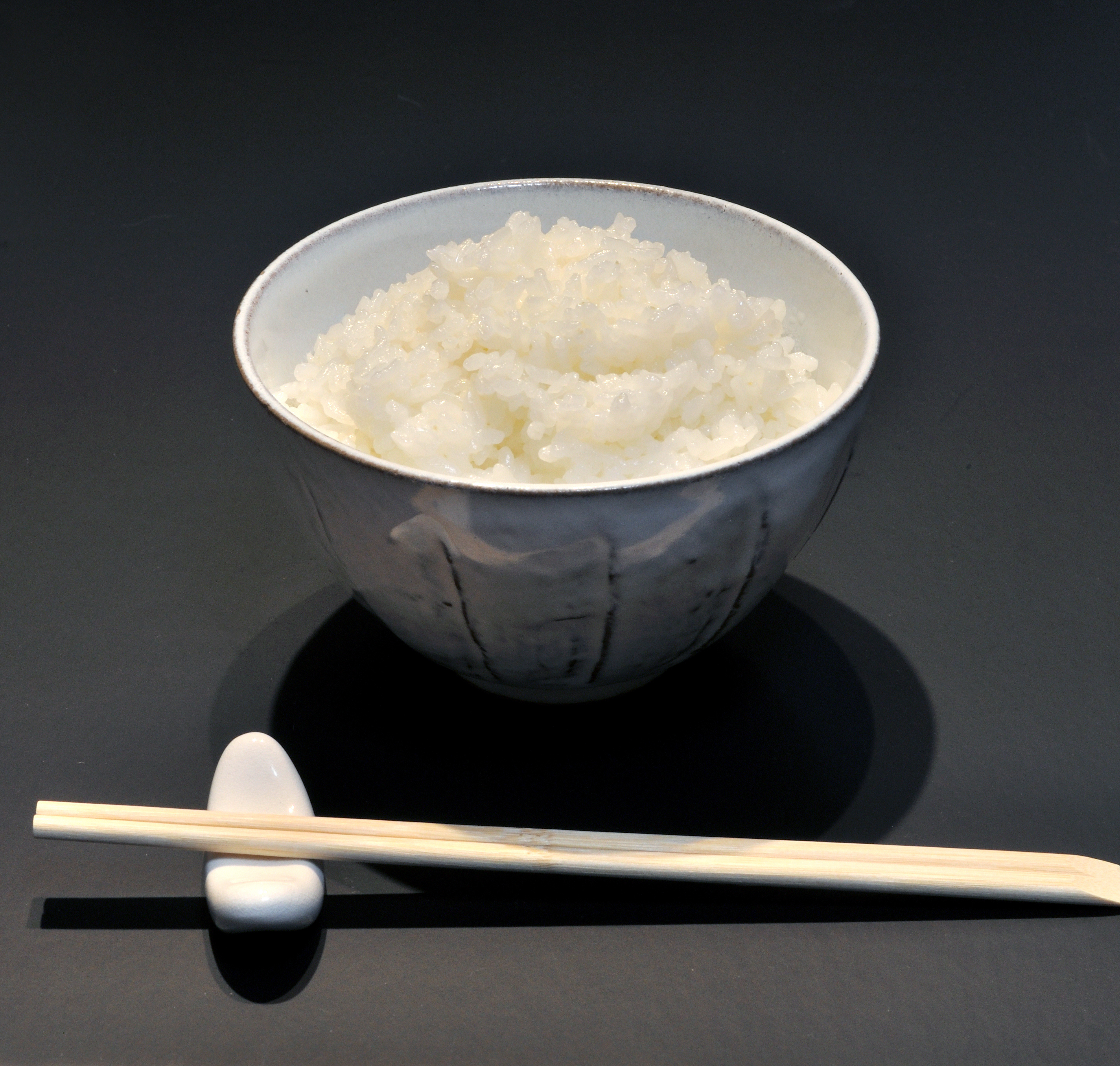
Мисочка вареного рису
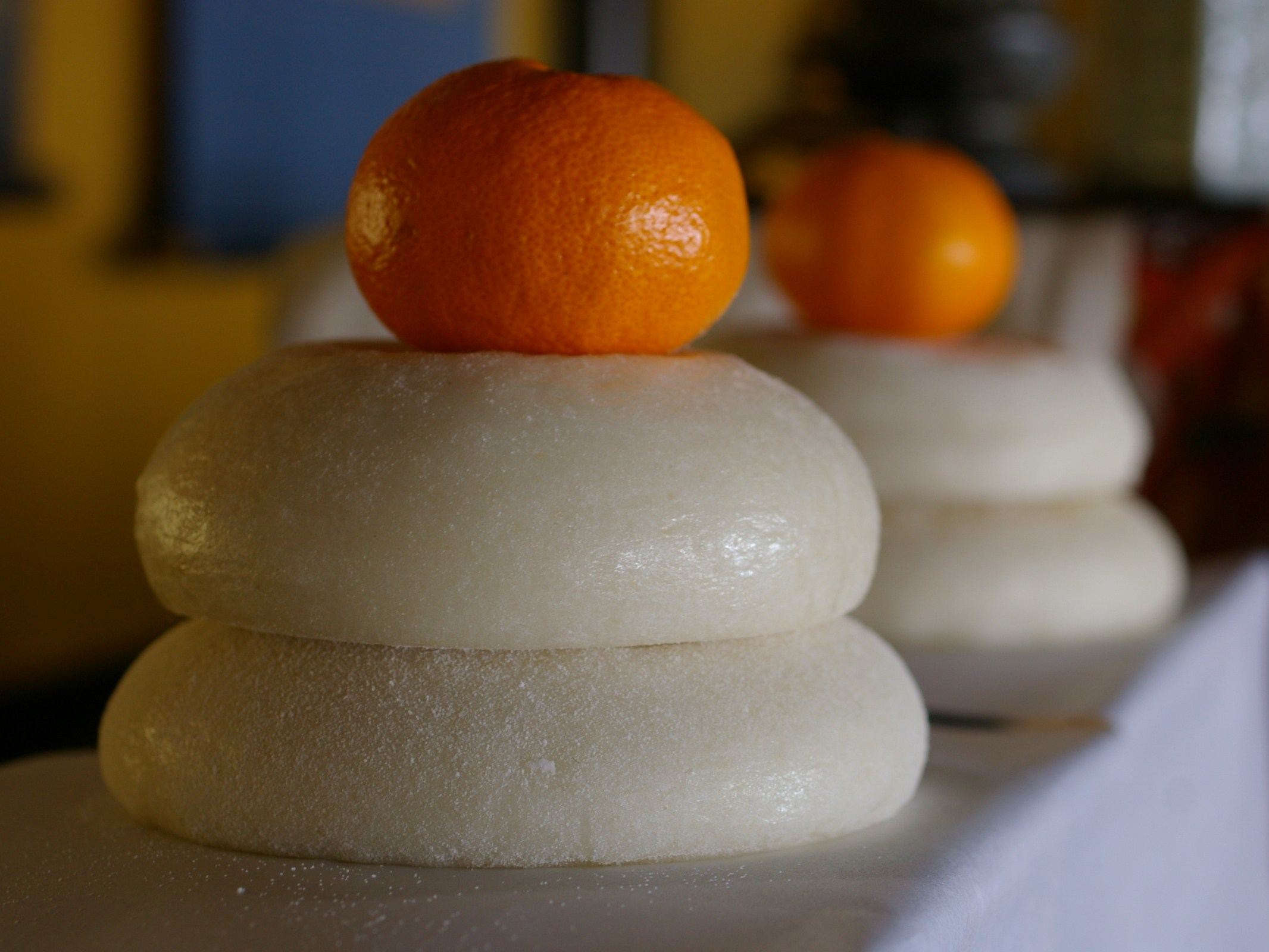
Святковий коржик з клейкого рису, Каґамі - Мочі

### Алкогольні напої
Невідомо, чи готували люди періоду Дзьомон алкогольні напої; вміст цукру в японських фруктах низький через м'який клімат, і для ферментації вони не надто пасують, через це фруктового вина в Японії не робили аж до початку модернізації в XIX столітті. Найдавніші відомості про виробництві саке датуються IX століттям: жителі села збиралися разом, жували рис, що дозволяло ферментам слини перетворити крохмаль у цукор, а потім випльовували пожований рис у загальну посудину, де починався процес бродіння сусла.
З часом слину замінив грибок плісняви кодзі, який також використовують для виробництва соєвого соусу і пасти місо. У V столітті один кореєць, названий у хроніці Сусукорі, подав до імператорського столу алкогольний напій, приготований з допомогою кодзі, проте немає причин вважати, що до нього ферментація цвілевим грибком була невідома. У Китаї її використовували задовго до того, як рис потрапив до Японії, і скорше за все кодзі потрапив на Японські острови в той самий час, що і рис. Японський спосіб варіння саке відрізняється від китайського і корейського тим, що для нього не використовуються додаткові злаки і кодзі, що росте на пшениці.

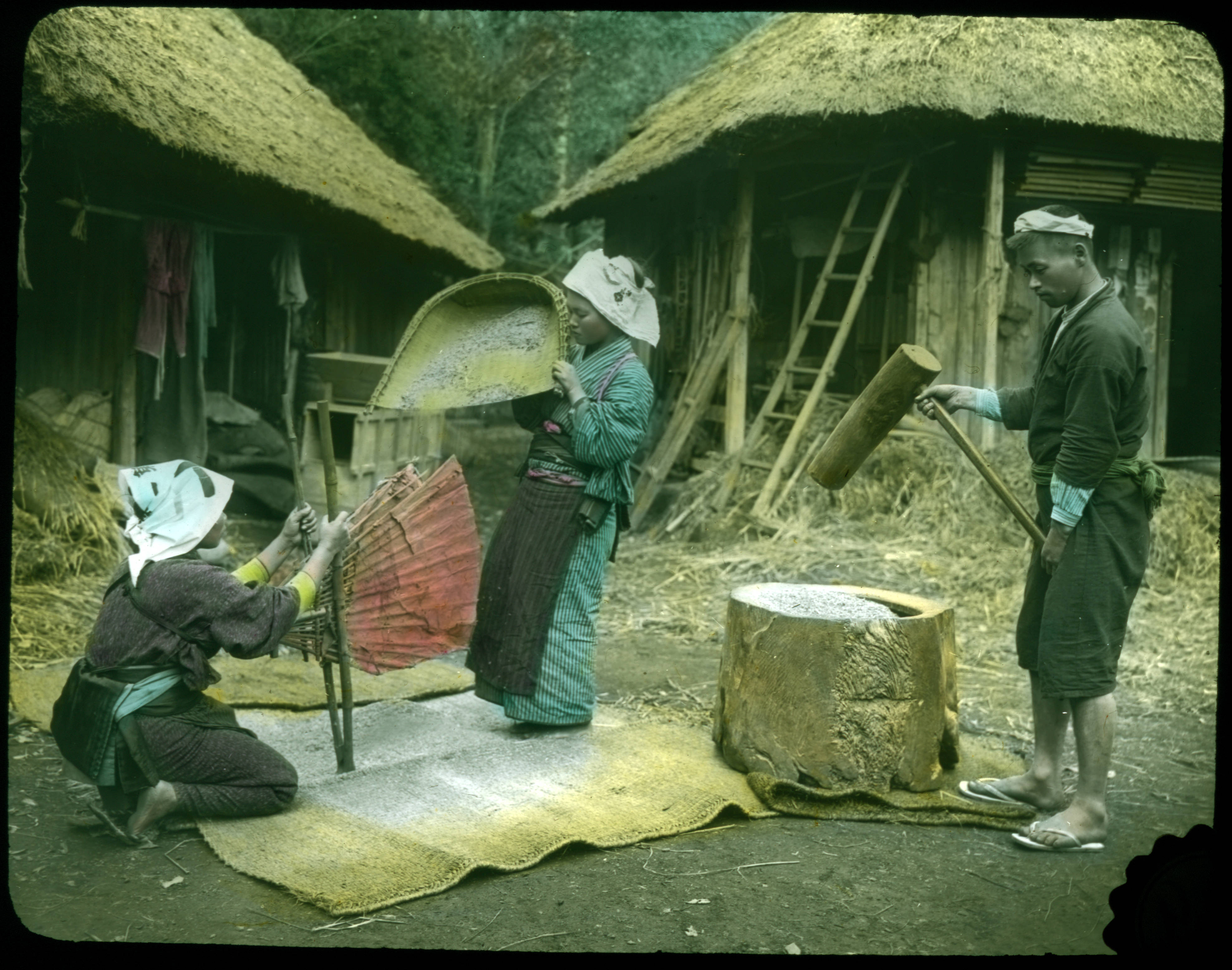
Жінки з віялкою і віялом, чоловік з дерев'яним молотом
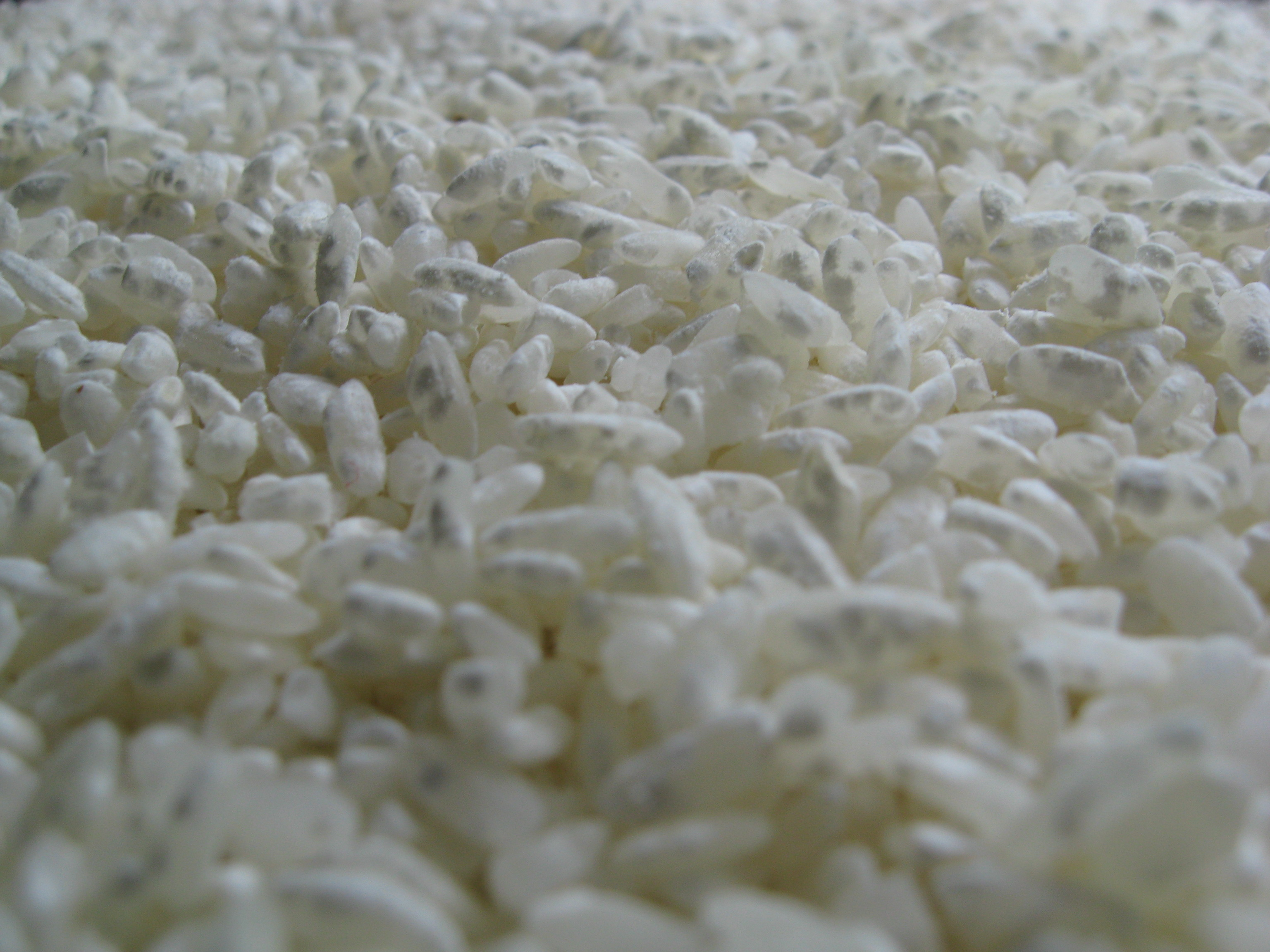
Рис, заражений кодзі

### Ферментовані страви
Одним з найпопулярніших соусів до рису до недавнього часу була шіокара, паста з морепродуктів або риби, ферментованих в солі разом з нутрощами. У XXI столітті її вживають майже виключно разом з саке, але в доіндустріальній Японії вона була дуже популярна через легкість приготування і зберігання. Цей метод приготування морепродуктів поширений по всій Східній і Південно-Східній Азії. Інша схожа страва, раніше відома у всій Японії, яка тепер втратилп популярність, — рибний соус. Історично поширеність рибної пасти і рибного соусу охоплювала всі регіони, де рис вирощувався наливним методом. Перша згадка про шіокару припадає на 694—710 роки, цю пасту виявили на табличці, що описувала податкові надходження в столицю Фудзівараке.
Інший вид ферментованої риби — наредзуші (яп. なれ鮨) — готують, закочуючи приготований рис разом з солоною рибою в контейнер; рис починає ферментацію, після чого рибу можна зберігати не менше року. Перед вживанням наредзуші рис викидають. Цей спосіб є прямим прообразом сучасних суші, він відомий у всьому басейні Меконга, звідки потрапив у Китай і потім у Японію. Цей спосіб ферментації він переважав у Японії аж до XIX століття.

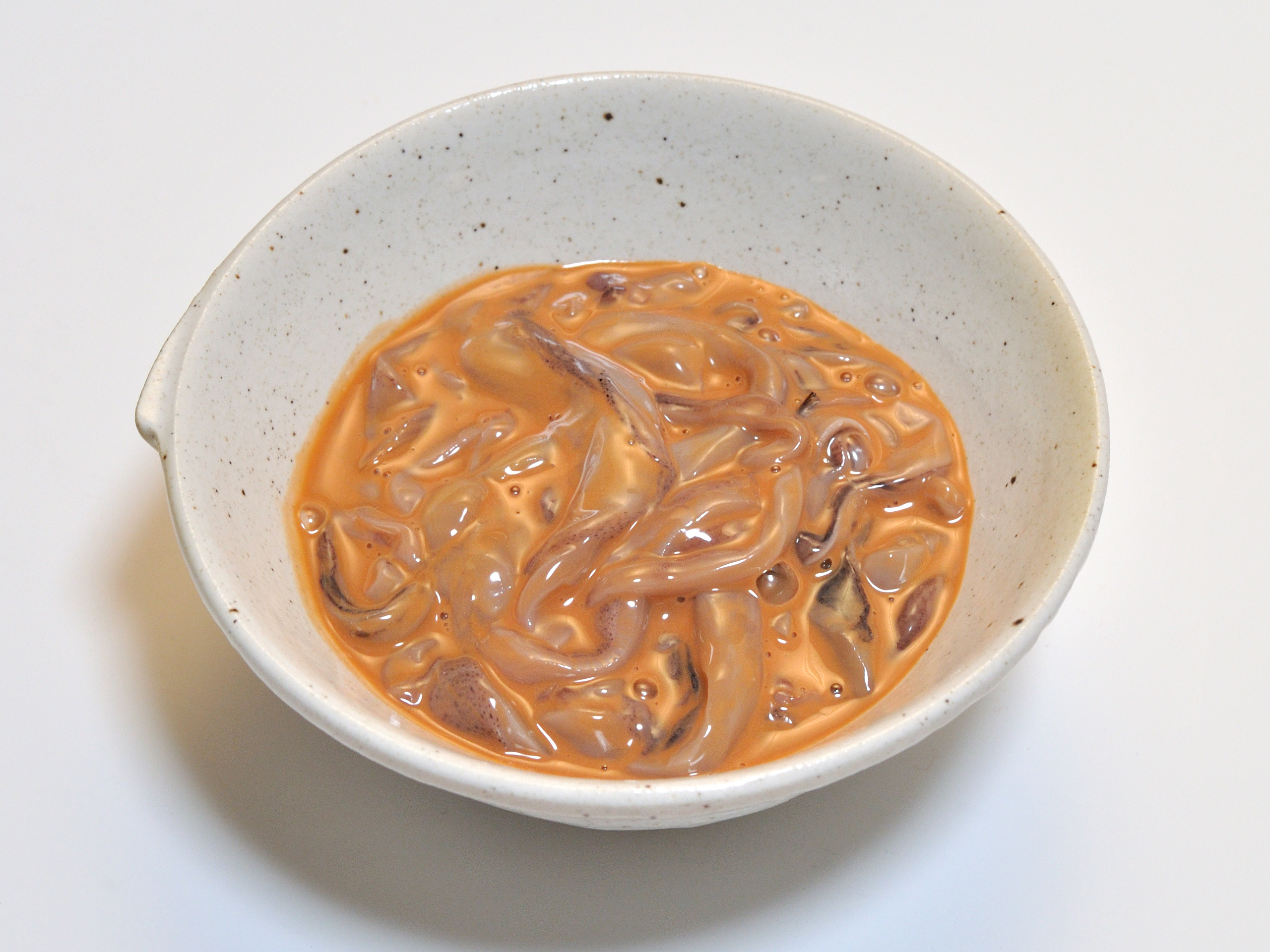
Шіокара
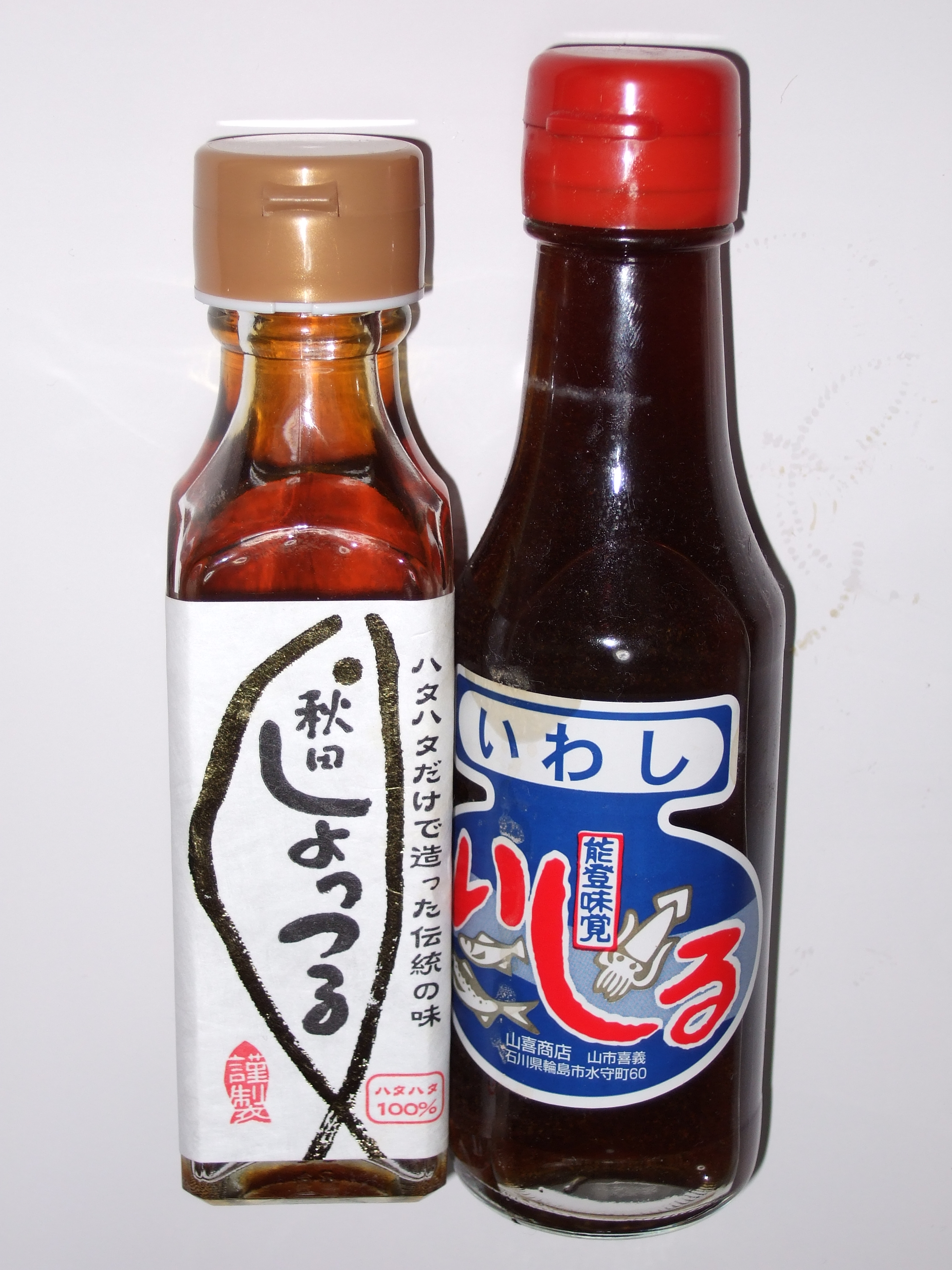
Рибний соус: сетцуру (Акіта) та ішіру (Ното)
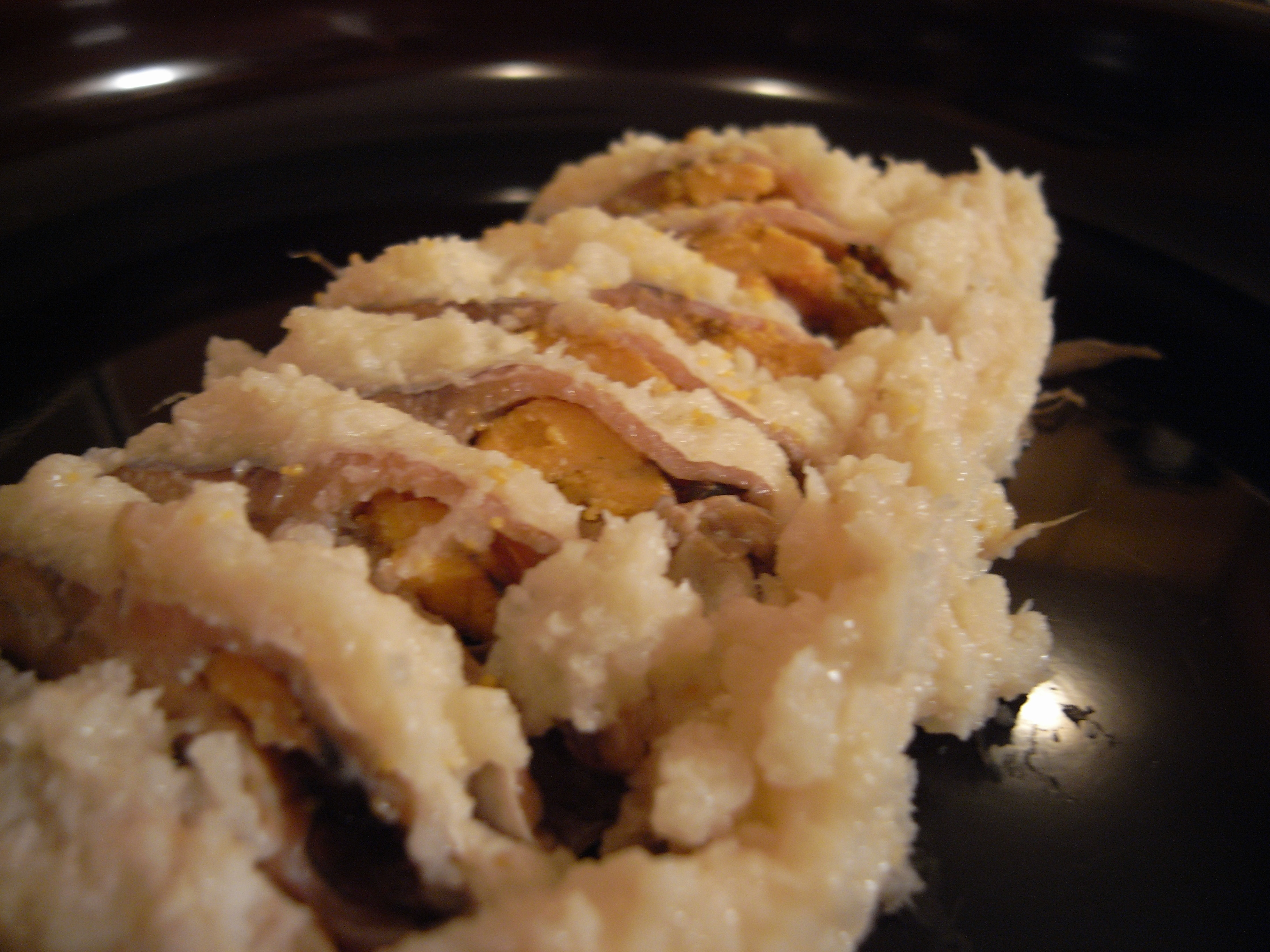
Наредзуші з коропа[en], що живе в озері Біва

## Періоди Асука—Муроматі(593—1568): становлення національної кухні
З кулінарного погляду цей тисячолітній період є цілісним етапом становлення національної кухні. В процесі становлення національної кухні можна виділити ранній етап (до X століття) та пізній . В першу його частину (593—1192) японська держава була централізованою, а правління відбувалося за китайським зразком, проте пізніше японська аристократія втратила верховенство влади, її захопили військові — самураї на чолі з феодалами даймьо, над якими стояв сьоґун . Замість єдиної держави Японія стала сукупністю напівнезалежних князівств .
Захоплення влади самураями призвело до того, що імператорська влада зберегла тільки церемоніальну роль, втративши свій вплив; придворні бенкети також сфокусувалися на зовнішній стороні кулінарії, а смак і поживна цінність поданих страв значно менше бралися до уваги . Самі самураї зазвичай були вихідцями з селянства, тож вони цуралися розкоші й формальностей . Саме їм японська культура завдячує традицією аскетизму, на противагу своєрідного епікурейства японських аристократів, а потім — і збагатілої купецької верстви .

### Іноземний вплив

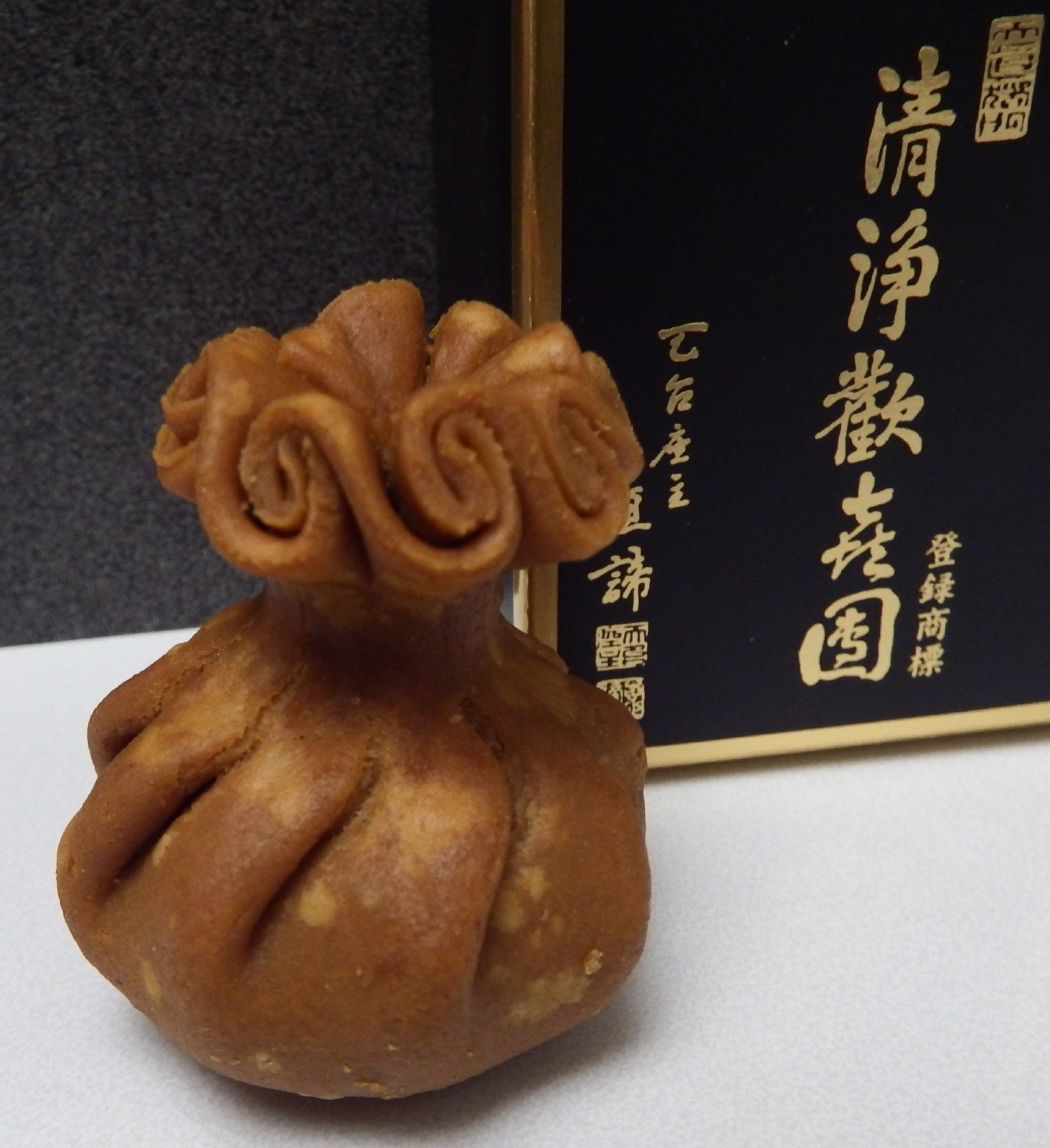
«Китайський пиріг» канкідан

Хоча китайський вплив на Японію в цей час був дуже значний, на відміну від Кореї і В'єтнаму, Китай ніколи не був японським сюзереном, зважаючи на географічну ізоляцію Японії. Китайський вплив зазвичай досягав Японії через Корею, і всі запозичені елементи китайської культури потрапляли в країну поза контекстом, завдяки чому японська культура переосмислювала й адаптувала їх до власної культури. Окрім того, з 600 до 834 року Японія регулярно надсилала в Китай вчених і ченців, які вивчали китайську культуру і закуповувала там товари, а потім поверталися додому з новими знаннями і матеріальними об'єктами. Так в Японію потрапили «китайські пироги» (яп. 唐菓子, то:гасі): Мочі, що подаються між двома листям камелії (цубаїмоті), крекери сембей, косички з пшеничного тіста сакубей тощо. З Китаю до Японії привезли палички для їжі і чай.
Іммігранти з Кореї часто опинялися в авангарді технологічного розвитку в Японії ще в період Кофун. У VII столітті підтримуване Японією корейське королівство Пекче програло в боротьбі за владу над Корейським півостровом королівству Сілла, яке підтримував танський Китай. Наслідком цього стала нова хвиля корейської еміграції до Японії. Завдяки новоприбулим корейцям до Японії потрапив буддизм і кераміка Суе; буддизм вплинув на кулінарію своїм негативним ставленням до вживання м'яса, а кераміка суе послужила основою для розвитку власної керамічної традиції.

### Вживання м'яса і молока

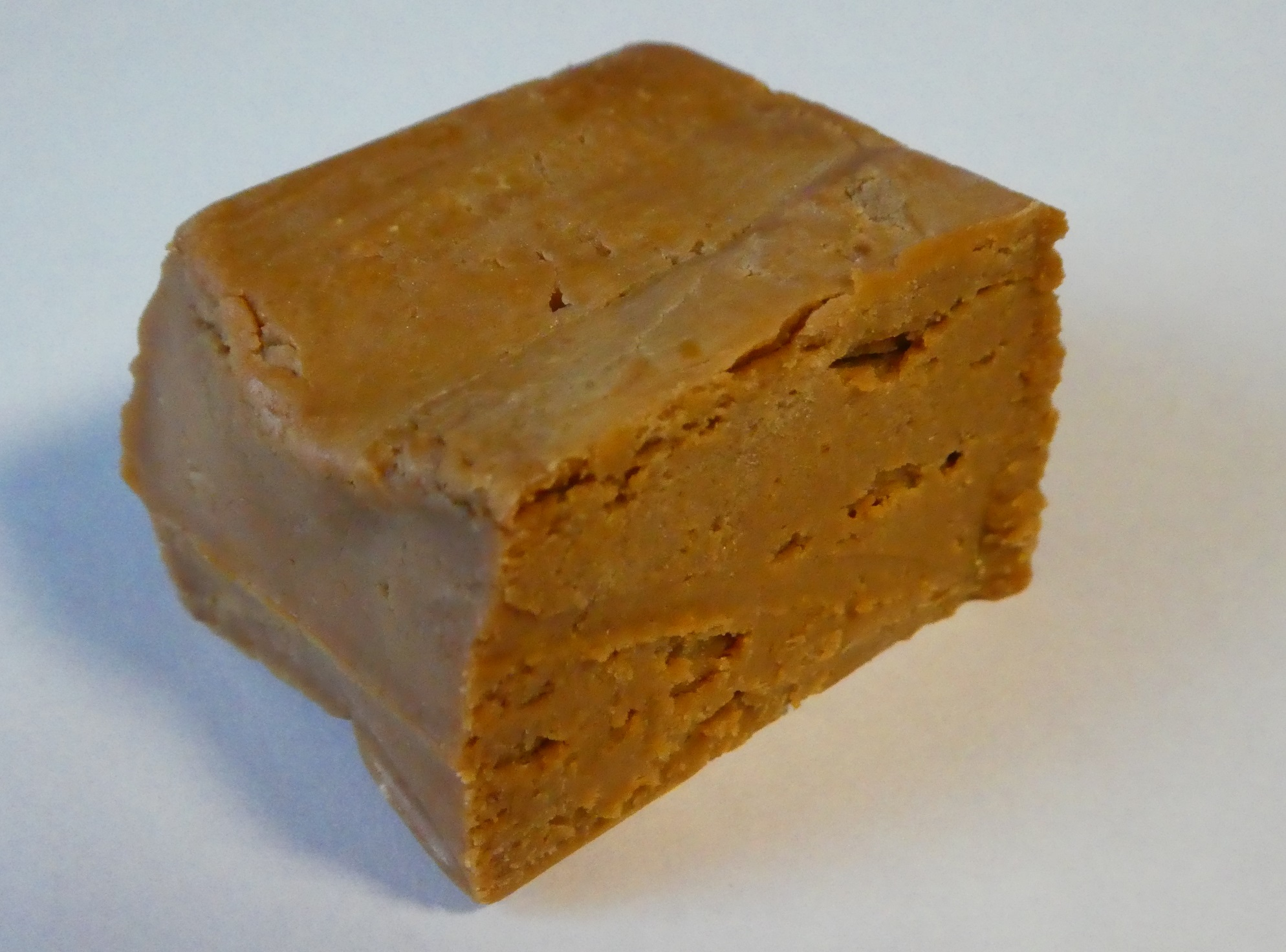
Со

Відсутність звички до вживання м'яса у японців до XIX століття пояснюється тим, що жоден із сусідніх народів не вирощував худобу для молока і м'яса.
Буддійські заборони на вживання м'яса в Китаї і Кореї дотримувалися не дуже суворо і переважно стосувалися ченців. 675 року в Японії першу законодавчу заборону такого роду випустив імператор Темму, ця заборона поширбвалася на найпопулярніші види м'яса: вепрятина і оленятина. М'ясо собак, мавп, курей і великої худоби на кшталт корів і коней у цей час майже не використовували в їжу. З періоду Яйой і пізніше жертвопринесення тварин в Японії майже ніколи не проводилися.
Декілька заборон на вбивство тварин вийшло в період Нара в VIII столітті, наприклад, імператриця Кокен повністю заборонила вбивати тварин протягом 752 року. Приблизно з X століття, як серед духовенства, так і серед мирян, вживання м'яса вважалося гріхом. Заборона поширилася і на синтоїзм: утвердилася думка, що після споживання м'яса деякий час не можна відправляти синтоїстські ритуали і відвідувати святі для синтоїзму місця, такі як Святилище Ісе. Водночас японці не уникали ні морепродуктів, ні риби (до якої зараховували і китів). Вживання м'яса ссавців в більшості випадків обмежувалося випадками хвороби і імператорського полювання.
Найраніша згадка вживання молока в їжу в японських хроніках сягає 750-х років: китаєць Дзенна подав молоко до столу імператриці Кокен, а вона у відповідь надала йому звання надвірного лікаря. Молочних корів вирощували при дворі, з молока готували со (найімовірніше «со» це були затверділа молочна пінка, аналогічно до монгольського урума, «өрөма»). Загальна кількість корів при цьому не перевищувала 1500. Після занепаду придворної культури в ХІІ столітті молочні продукти перестали вживати зовсім аж до XX століття.

### Вегетаріанська кухня
За два роки до закінчення періоду Хейан (1183) у Японії вперше згадується такий продук харчування, як тофу, що було привезене з Китаю. Також в цей час з Китаю до Японії потрапили фу — коржики з пшеничної клейковини і юба, пряжене соєве молоко; всі ці продукти були важливим джерелом білка для ченців-вегетаріанців. Поступово вони поширилися і серед мирян.

### Локшина
Ще один продукт, що потрапив до Японії з Китаю — це локшина. Локшина в Японії з'явилася близько VIII століття, швидше за все, першим в Японії потрапив сомен, який тоді називався «сакубей». Сомен відносно складна у виробництві локшина, ймовірно, її робили фахівці або вмілі селяни. Сомен досі асоціюється з літом і спекою, його подають з крижаною водою і соєвим соусом, з васабі, маринованим імбиром і зеленою цибулею.
Удон також прийшов до Японії з Китаю, але пізніше: в XIV столітті; його легше виробляти, ніж сомен. Соба з гречаного борошна з'явилася в Японії 1574 року. З гречки мололи борошно й раніше, але з неї зазвичай варили кашу.
Удон і соба стали найпоширенішими в Японії видами локшини; удону надають перевагу в західній частині, а собі — у східній.

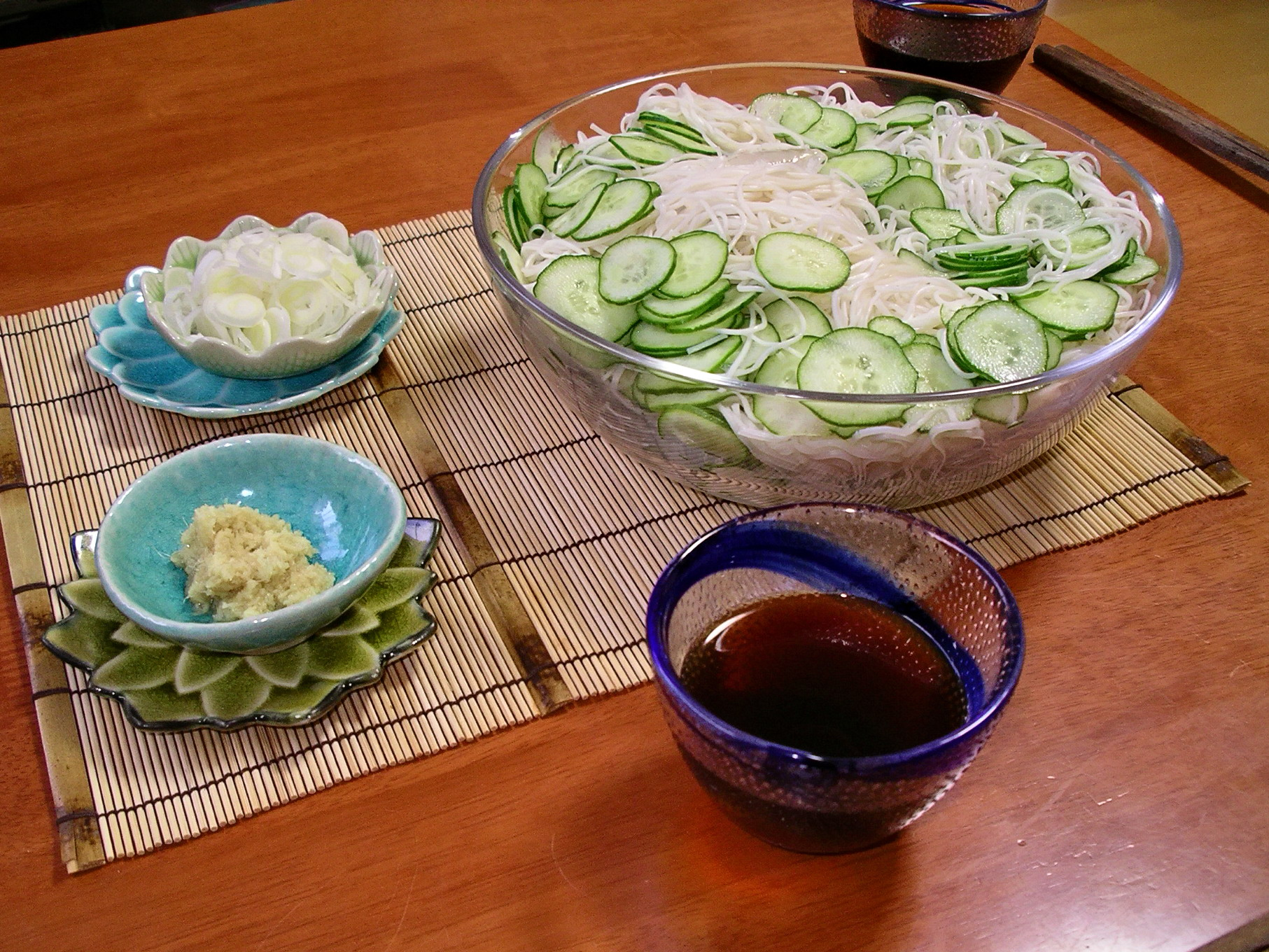
Сомен в літньому сервуванні
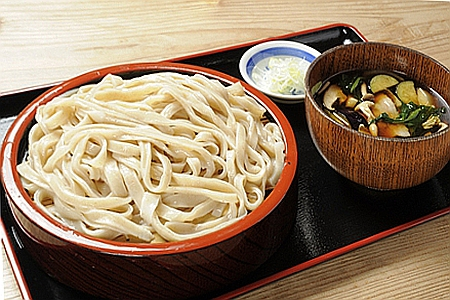
Удон
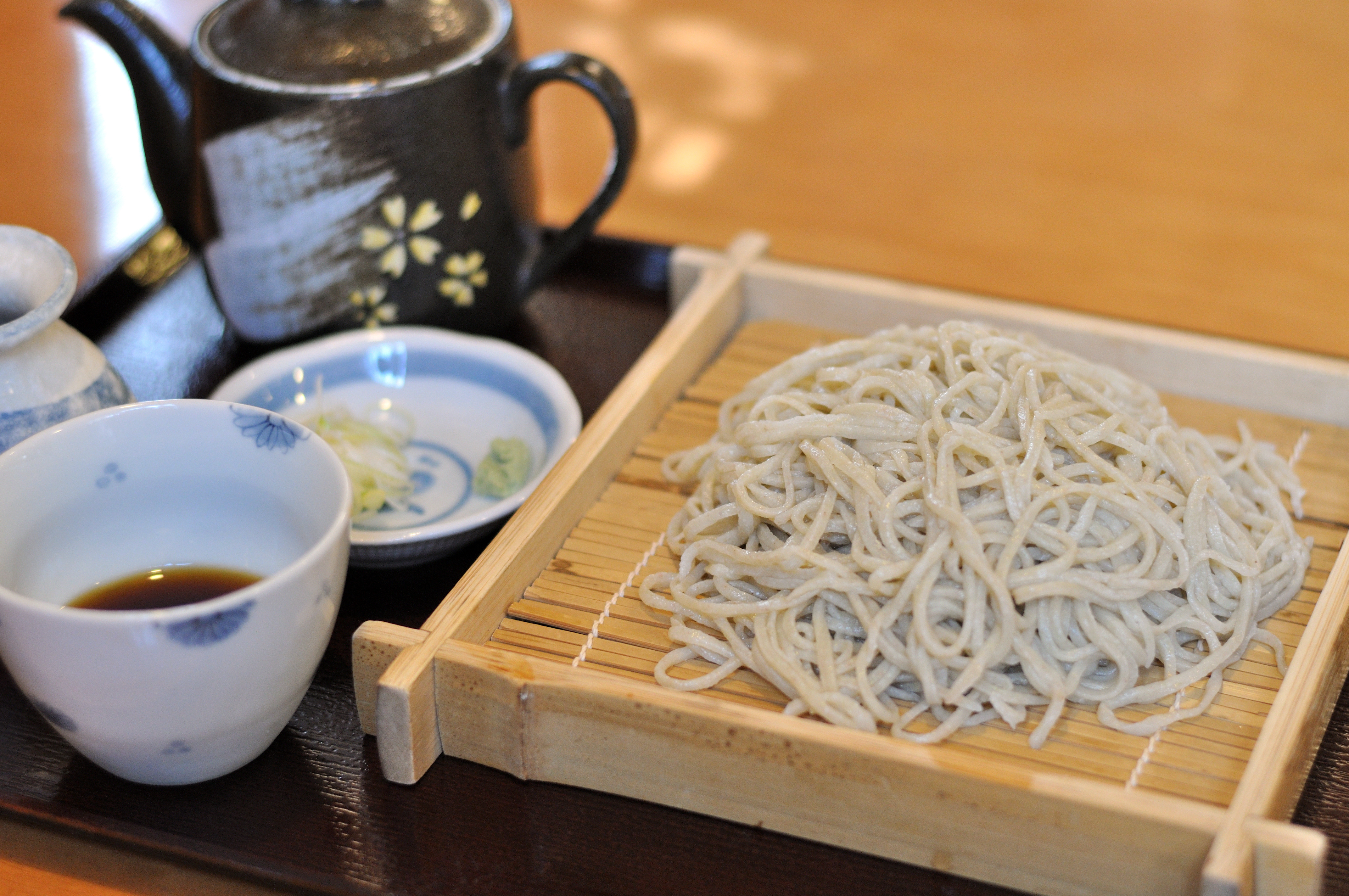
Соба

### Чай
Традиція вживання чаю з солодощами прийшла в Японію з Китаю через дзен-буддизм. Разом з традицією третього прийому їжі в обід вона заклала фундамент японської чайної церемонії і кухні кайсекі.

### Святкові страви
Кожні 20-30 днів в японському суспільстві наступали священні дні «харе» (яп. 晴れ). Головним ласощами на свята були кагамі-мочі, два великі рисів'яники, покладені один на одного. Через брак водяних млинів мочі, як тофу і локшина були доволі трудомісткими стравами, оскільки борошно слід було молоти вручну, і тому в селах їх готували тільки в особливі дні. Водночас, за традицією, навіть найбідніші селяни повинні були мати можливість на святах досхочу наїстися білого рису та добре причаститися саке. Чимало буддійських свят і, відповідно, святкових страв на ці свята прийшли в Японію з Китаю разом з місячно-сонячним китайським календарем, який використовувався з 553 року до кінця XVII століття.
Дати наведено за Григоріанським календарем, вони відстають від традиційного японського календаря приблизно на місяць.
1 січня — Новий Рік. Найважливіше свято року, присвячене майбутньому врожаю. На Новий рік готують великі кагамі-мочі, які їдять з 1 по 7 січня, рибний суп дзоні з галушками з мочі та листовими овочами. У минулому перед тим, як поїсти дзоні, японці пили саке, настояний на лікувальних травах (це китайська традиція).
7 січня — Свято семи трав, запозичене з Китаю. На нього заведено готувати рисову кашу з сімома травами (яп. 七草粥, нанакуса-гаю).
3 березня — Свято ляльок, також китайського походження. Приблизно з IX століття на це свято стало прийнято їсти полинові мочі у формі ромба, що отримали назву  Хісі-мочі .
Близько 21 березня — Хіган, буддійське свято рівнодення. Цього дня прийнято їсти солодощі (особливо ботамоті) й пити чай; враховуючи те, що свято пов'язане з буддизмом, рибу і саке на Хіган не вживають.
5 травня — Свято дітей, на нього готують тімакі (яп. ちまき), Японські цзунцзі, а також касіва-мочі, загорнуті в дубове листя .
7 липня — Танабата, цього дня вживають продукти, типові для літа: диню і сомен.
15 серпня — О-бон, буддійський день духів предків. У минулому — друге за важливістю свято року. Цього дня прийнято утримуватися від риби і м'яса і споживати фрукти, овочі, мочі, сомен, данґо.
Повний місяць у вересні й жовтні — дні підношення їжі: у вересні прийнято жертвувати таро, в жовтні — зелені соєві боби.
Огрім загальних свят в кожній громаді відзначалися місцеві свята, мацурі, зазвичай пов'язані з сільськогосподарськими ритуалами; в ці дні вживають морепродукти: сасимі та рибу «тай» з родини спарових. Також відзначалися: народження дитини, досягнення повноліття, весілля, 60-й день народження; в ці дні прийнято їсти мочи та секіхан. похорон в Японії асоціюється з ритуалами буддизму, тож поминальні застілля зазвичай вегетаріанські .

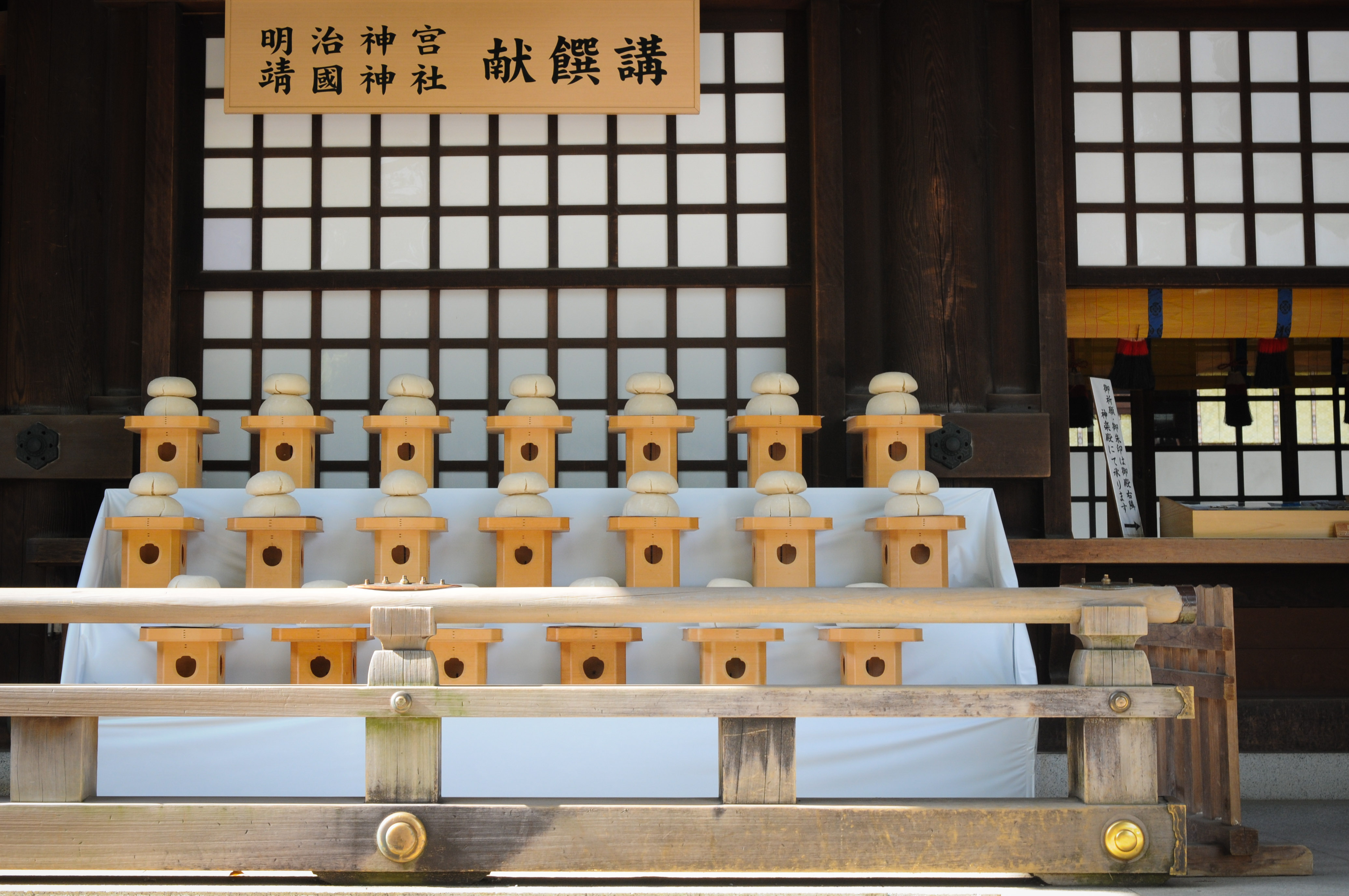
Пожертви Кагамі-мочі в храмі Мейдзі
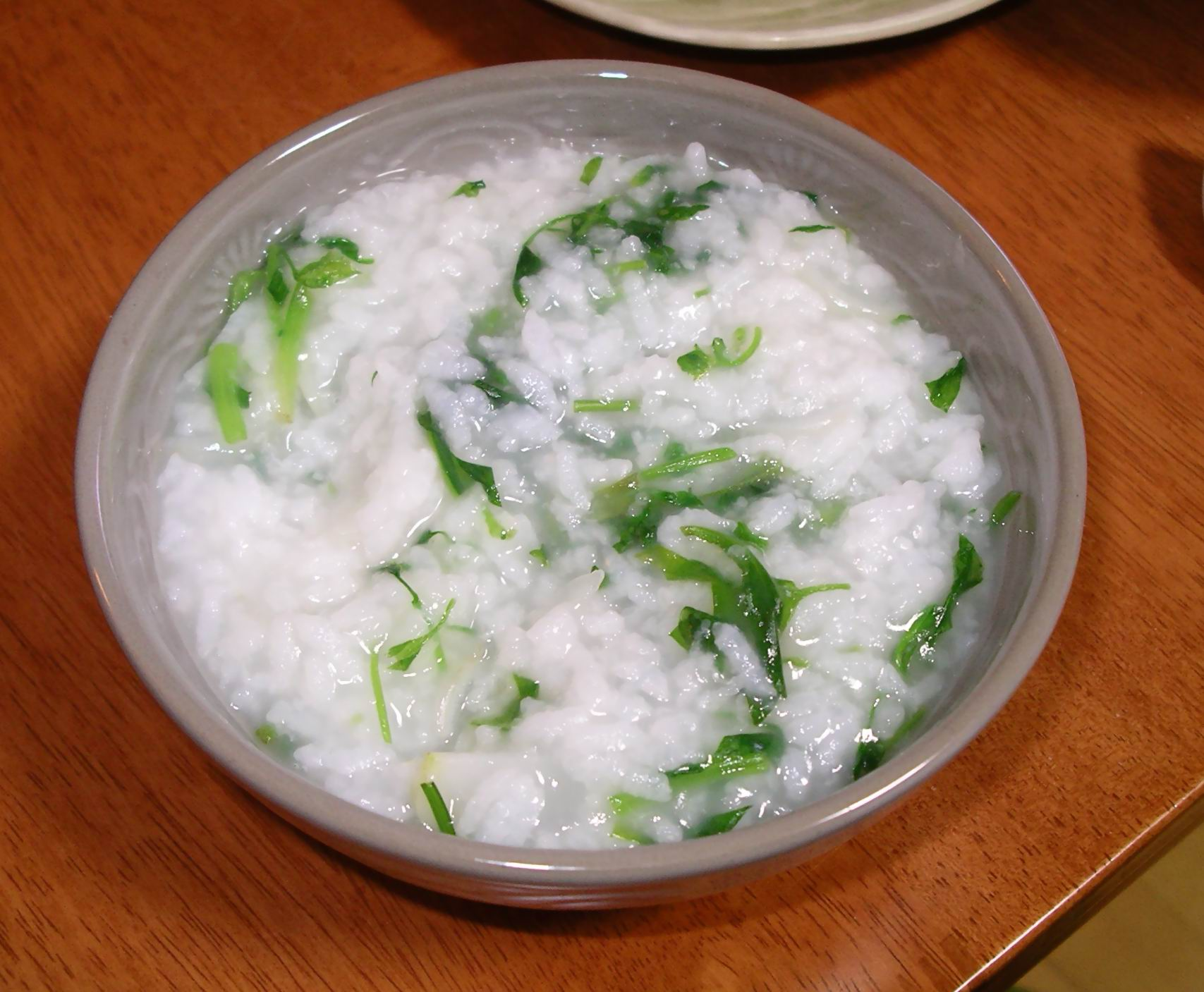
Нанакуса-гаю
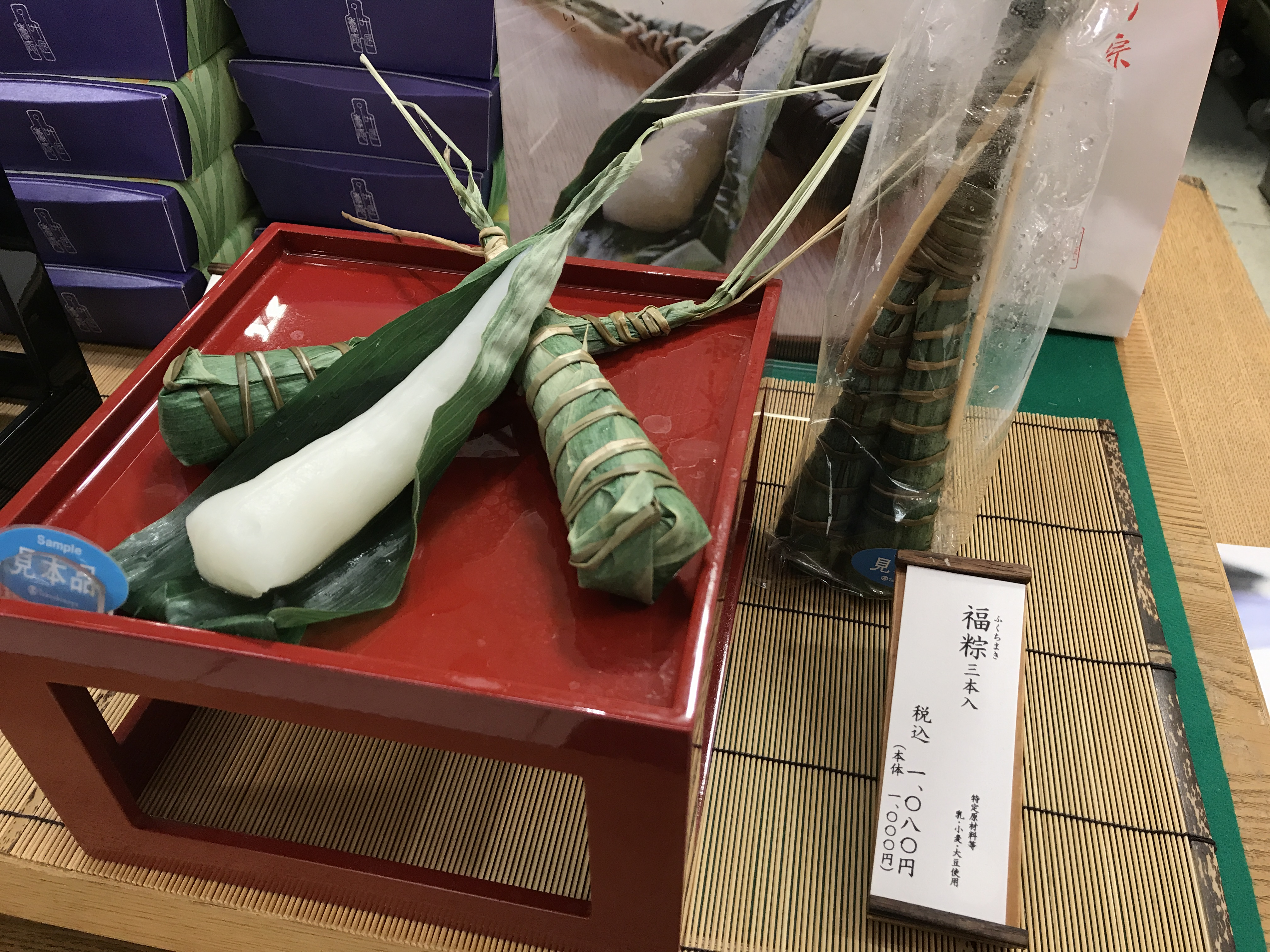
Тімакі

### Приготування їжі
До IX століття в Японії вже використовували всі основні кулінарні техніки: смаження на грилі, варіння на повільному вогні, на пару, приготування холодцепобідних страв, споживання сирої риби з соусами на основі оцту, овочів з соусами (аемоно) і засолювання овочів. Смаження на олії практично відсутнє: через відсутність молочного тваринництва тваринні жири в японській кухні не застосовувалися, а овочеві (насамперед, кунжутна олія були дуже дорогими у виробництві і застосовувалися тільки у вигляді приправи.
Єдиним винятком були китайські десерти — «тогаші»: їх смажили в олії з кунжуту у фритюрі.
Багато китайських кулінарних технік на зразок пасерування до Японії не проникли, позаяк з'явилися після того, як постійний контакт між Китаєм і Японією припинився. Відсутність смаження в олії призвело до того, що європейську кухню в XIX столітті японці сприймали як важку і дуже жирну.
Починаючи з періоду Камакура холодні страви поступово змінилися теплими й гарячими; смаження на грилі поступилося варінню на повільному вогні; рис також стали варити у воді замість пари. Поширилися металеві горщики і міцні глазуровані керамічні вироби. У монастирях з'явилася кулінарна традиція седзин ріорі, що включала варіння овочів з пастою місо та використання води, в якій варилися водорості, як бульйону для варіння овочів, а також соуси з давленого в ступці кунжуту і волоського горіха.
У Записках в узголів'ї Сей Сьонаґон зауважує, що робітники, які прибули для проведення ремонту в палаці, їдять незвично: спершу вони повністю випили суп, потім з'їли всі овочі, а після цього взялися за рис; очевидно, що придворні манери припускали чергування страв. До XIII століття аристократія приймала їжу двічі на день, в 1221 році імператор вже їв тричі на день.

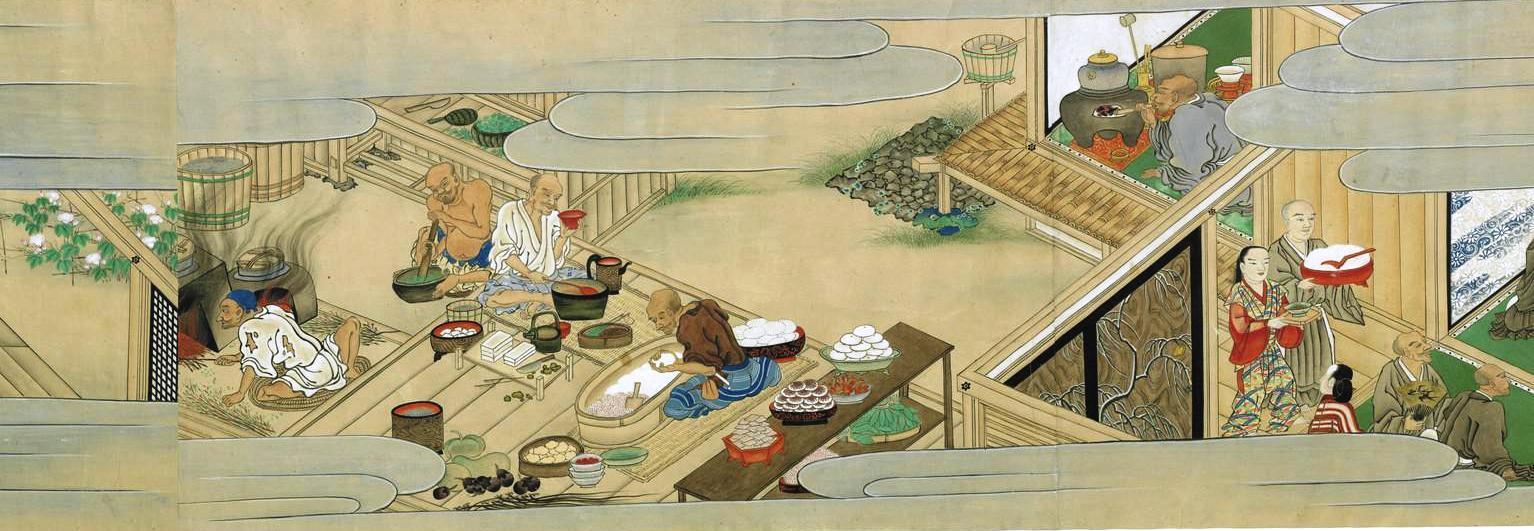
Копія емакімоно XVI століття Сюханрон емакі[fr]. Приготування трапези; Кано Мотонобу

### Начиння та сервування столу
Перші виявлені в Японії палички для їжі використовували в Хейдзьо-кьо, столиці Японії в 710—784 роках. Всі знайдені там палички знаходилися на території палацу і придворних територіях, що свідчить про те, що простолюд продовжував їсти руками. У Нагаокаке (столиця 784—794 роках) палички вже знаходять і в житлових кварталах. Історично в Китаї супи, рис та інші крупи їли ложками, ця традиція збереглася і в Кореї. В Японії ложки не мали популярності серед простолюду, позаяк суп було прийнято пити прямо з мисочки. Японський етикет поїдання рису відрізняється як від корейського, так і від китайського: у Кореї не прийнято піднімати миску з рисом до рота, це вважається «жебрацькою» звичкою; в Японії не прийнято їсти з тарілки, що стоїть на столі; китайську звичку згрібати рис паличками в рот в Японії сприймають як погані манери.
Відсутність серед столового начиння ножів означає, що продукти слід було різати на досить дрібні для підхоплення паличками шматочки ще на кухні. Також це зумовило вибір посуду: в Японії їжу подають в невеликих чашах, а не на тарелях, оскільки з них зручніше брати їжу паличками. До недавнього часу при подаванні на стіл загальної страви, роздавання в індивідуальний посуд відбувалося особливими загальними паличками щоб уникнути ритуального забруднення їжі особистими столовими приборами. Водночас багато церемоній включають почергове пиття саке з тої самої посудини: гігієнічні міркування не відіграють ролі, заборона використання особистих паличок спирається на синтоїстські поняття про чистоту.
На відміну від Кореї і Китаю, де здебільшого їли за загальними столами, розділеними за статтю (в Кореї — і за віком) за конфуціанської традиції, в Японії прийом їжі здійснювався всіма членами родини разом, з тацями (яп. 折敷, осікі) на колінах, а в багатих будинках — за індивідуальними столиками, на яких стояла одна таця. Великі бенкети включали кілька столиків для кожного гостя.
Придворні бенкети в період Хейан включали переважно дичину та рибу, овочі подавали в дуже скромних кількостях (мабуть через те, що вони вважалися менш цінними продуктами). Перед кожним гостем ставили рис, суп, палички для їжі і ложку, а також чотири миски, три зі спеціями (сіль, оцет, ранній вид соєвого соусу хісіо) та одну порожню миску для змішування. Страви, що подавалися, поділяли на хімоно (яп. 干物, «сухі»), намамоно (яп. 生物, «свіжі»), кубоцукі (яп. 窪坏, «мариновані») та каси (яп. 菓子, солодощі). Більшість страв потребувало мінімальної обробки і подавалося холодними.
- «Сухі» продукти включали нарізані тонкими скибочками сушену рибу і м'ясо (лосося, фазана), варене на парі й потім сушений абалон або восьминіг.
- «Свіжі» — рибу (короп, тай, лосось, форель), морепродукти і птицю, що подаються сирими з оцтом або смаженими на грилі.
- «Мариновані» — засолені асцидії, шіокара, медуза або риба в оцтовому соусі (аемон).
- Солодощі — китайські пироги «тогасі», горіхи (кедрові горіхи, сушені каштани, жолуді), фрукти (ююба, гранат, персик, уме, хурма, юдзу)[69].

Після прийому їжі відбувався бенкет із саке, на якому подавали гарячі супи, суп з локшиною «контон», фарширований горіхами, а потім смажену на грилі рибу та інші страви. Формальний перебіг першої частини бенкету контрастував з вільною атмосферою другої.
В кінці періоду Хейан були закладені основи сервування хондзен-ріорі, які глибоко вплинули на японську кухню. Ранні сьогуни забороняли своїм самураям наслідувати манерам аристократів і пишалися своїм простим невимогливим стилем життя. Самурайські бенкети також були набагато простіше придворних: так, новорічний стіл сьогуна на початку XIII століття включав сушений абалон, аемоно з медузи, умебоші, рис, сіль і оцет.

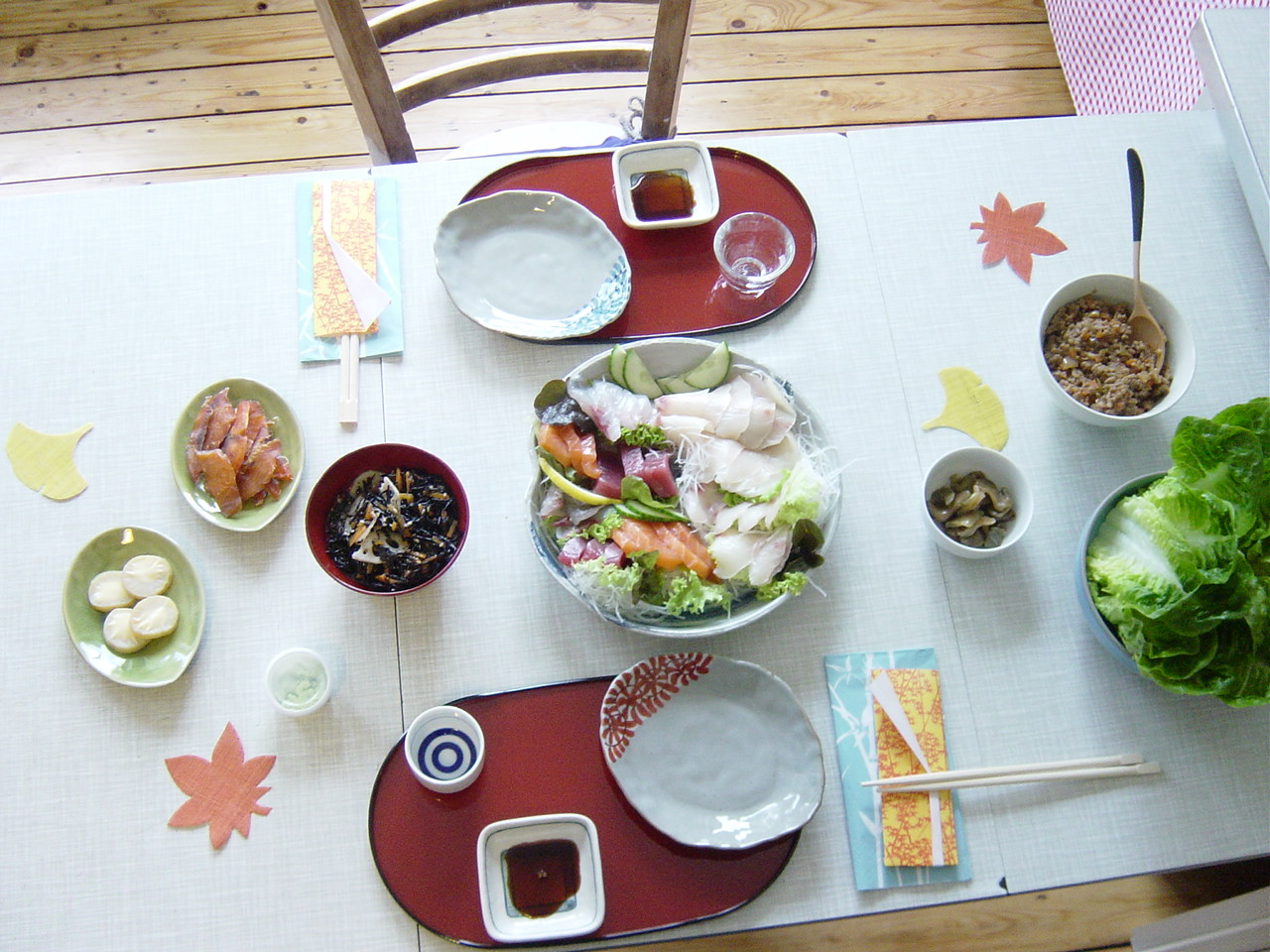
Сучасне сервування столу
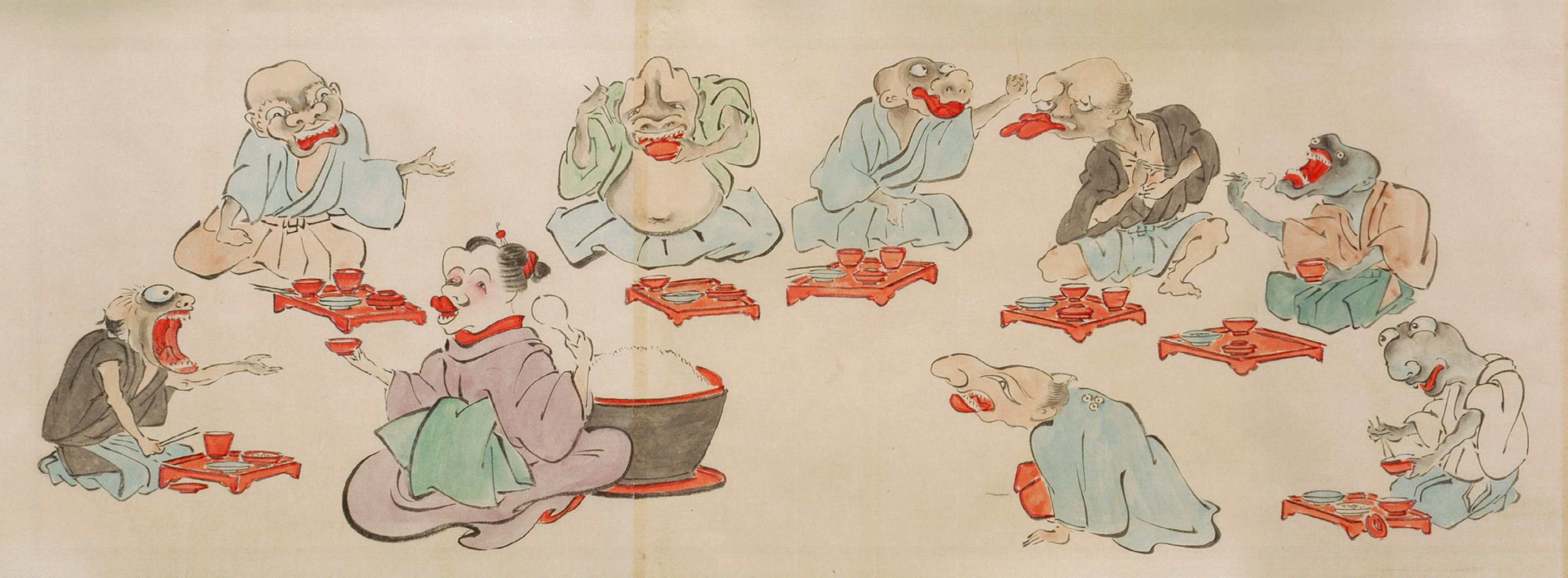
Підноси осікі на сувої невідомого автора

## Пізня феодальна епоха (до 1603)
З 1392 року знову з'явився централізований уряд (сьогунат Муроматі), проте сьогун був не в змозі здійснювати загальний контроль за дедалі незалежнішми даймьо . В цей час відбулося декілька технологічних удосконалень у сільському господарстві, які дозволили розширити посівні площі і поліпшили сорти сільськогосподарських культур. Корейський посол так описав загальний стан японської економіки в 1420 році:
Селяни в Японії сіють ячмінь і пшеницю восени, а на початку літа наступного року збирають урожай, потім саджають заздалегідь підготовлені проростки рису, які збирають на початку осені, а також саджають гречку, яку збирають на початку зими. Вони збирають три врожаї з єдиної ділянки родючої землі, будуючи на річках дамби, заливаючи поля, а потім відводячи воду і осушуючи їх.
.
Сьогуни негативно ставилися до торгових і ремісничих гільдій, оскільки вважали їх непідконтрольною формою організації підданих, тож вони будували біля замків ринки, на яких заохочувалася вільна торгівля. Після того, як до Японії з Португалії потрапила перша вогнепальна зброя, сьогунат Муроматі переорієнтувався на співпрацю з Португалією, яка поставляла, зокрема, і нові для японців спеції. Даймьо і багаті торговці стали і самі посилати колоністів в Південно-Східну Азію; їхня кількість оцінюється в 100 000 осіб або більше.
У цей період у Японії вперше з'явилися європейський гарбуз, солодка картопля, каєнський перець, тютюн та виноградне вино; дуже дорогий до цього цукор стали імпортувати у великих кількостях, що призвело до створення нових різновидів солодощів. На Рюкю потрапили описи дистиляції спирту, і там почалося виробництво аваморі. Тойотомі Хідейосі двічі намагався захопити Корею, проте об'єднані корейсько-мінські війська дали йому відсіч. Незважаючи на це, він захопив у полон чимало ремісників, зокрема і гончарів, які значно вдосконалили японську кераміку, знайшли каолін на Кюсю і почали виробництво японської порцеляни.
Кінець XV — початок XVI сторіччя були часом появи естетичної концепції вабі і розвитку нових видів мистецтв: театрів но і кеген, ікебани, а також чайної церемонії. Був сформульований застільний етикет і правила сервування.
Кінець цієї епохи настав після того, як сьогун відчув загрозу від зростання впливу християнства і заборонив його, встановивши політику ізоляціонізму, водночас наклавши заборону на торгівлю з усіма західними країнами окрім Нідерландів.

### Чай
Чай з'явився в Японії ще на початку періоду Хейан, проте його популярність обмежувалася вузьким колом шанувальників китайської культури. Чайне листя тоді фасували в брикети, які зазнавали процесу ферментації, що не пасувало до тогочасного японського смаку. Поворотний момент в історії чаю настав 1214 року. Дзенскій чернець Ейсай, який культивував чай у себе в монастирі, подав чайний напій сьогуну Мінамото-но Санетомо, який потерпав від похмілля. Чай негайно поліпшив його стан. Потім Ейсай випустив трактат "Записки про пиття чаю для живлення життя (喫茶養生記) і відправив його сьогуну . Ейсай поширив нову технологію приготування зеленого чаю-матчя, який не проходив ферментацію і набагато більше подобався загалу. За XIII століття звичка до чаювання проникла в усі верстви японського суспільства.
У XIV столітті з'явилися чайні вечірки точа, під час яких учасники намагалися вгадати, звідки походить той чи той чай, а також пили саке, їли локшину і фрукти, насолоджувалися танцями і творами мистецтва, якими був прикрашений бенкетний зал — загальна структура точа віддалено нагадувала хеянські бенкети. Через двісті років, наприкінці XV століття, в осакському портовому місті Сакаї у середовищі торговців виникла більше споглядальна традиція чаювання вабі-ча, ритуали якії походили з дзенської традиції й, навпаки, підкреслювала невибагливість і відстороненість учасників від щоденних турбот. Майстер вабі-чя Сен-но Рікю мав колосальний вплив на всю японську чайну традицію. Він фактично став зачинателем кількох сучасних чайних шкіл. Вживання чаю в вабі-ча перетворилося на спосіб відмови від повсякденності, під час якого можна відкинути соціальні умовності і присвятити цей час тому, щоб освіжити свій розум і дух.
Чайна церемонія в тому вигляді, в якому її зафіксував Сен-но Рікю, де в чому повторює вечірки точа; вона починається з легкої вечері кайсекі, яка має не наситити, а лише підготувати до прийому густого чаю. Рікю засуджував надмірності під час церемонії та вважав ідеальною вечерею вечерю, що складається з місо-супу, миски рису і трьох закусок; зазвичай до чаю подають мукодзуке (яп. 向付け, салат з оцтом або сиру рибу), (яп. 煮物, овочі, варені з рибою або птицею) і якімоно (яп. 焼き物, риба на грилі). До трапези можуть подавати саке, за цим іде десерт. Після десерту гості залишають приміщення і виходять у сад, в той час як господар готує чай і змінює сувій в токонома. Першим подають густий чай (яп. 濃茶, кой-ча), потім — слабкий чай (яп. 薄茶, усу-ча). У деяких випадках церемонія завершується розпиванням саке в іншій кімнаті.
Цей вид церемонії мав неабиякий вплив на розвиток японського мистецтва. Чайні сади стали зразком ландшафтного дизайну, чайні будиночки — для архітектури, сувої та композиції з живих квітів, що прикрашають кімнату, вплинули на живопис, каліграфію та ікебану, а столове начиння — на розвиток металообробки, лакового мистецтва та гончарної справи. Чайна церемонія надала японській кухні інтерес до сезонності і неідеальності.

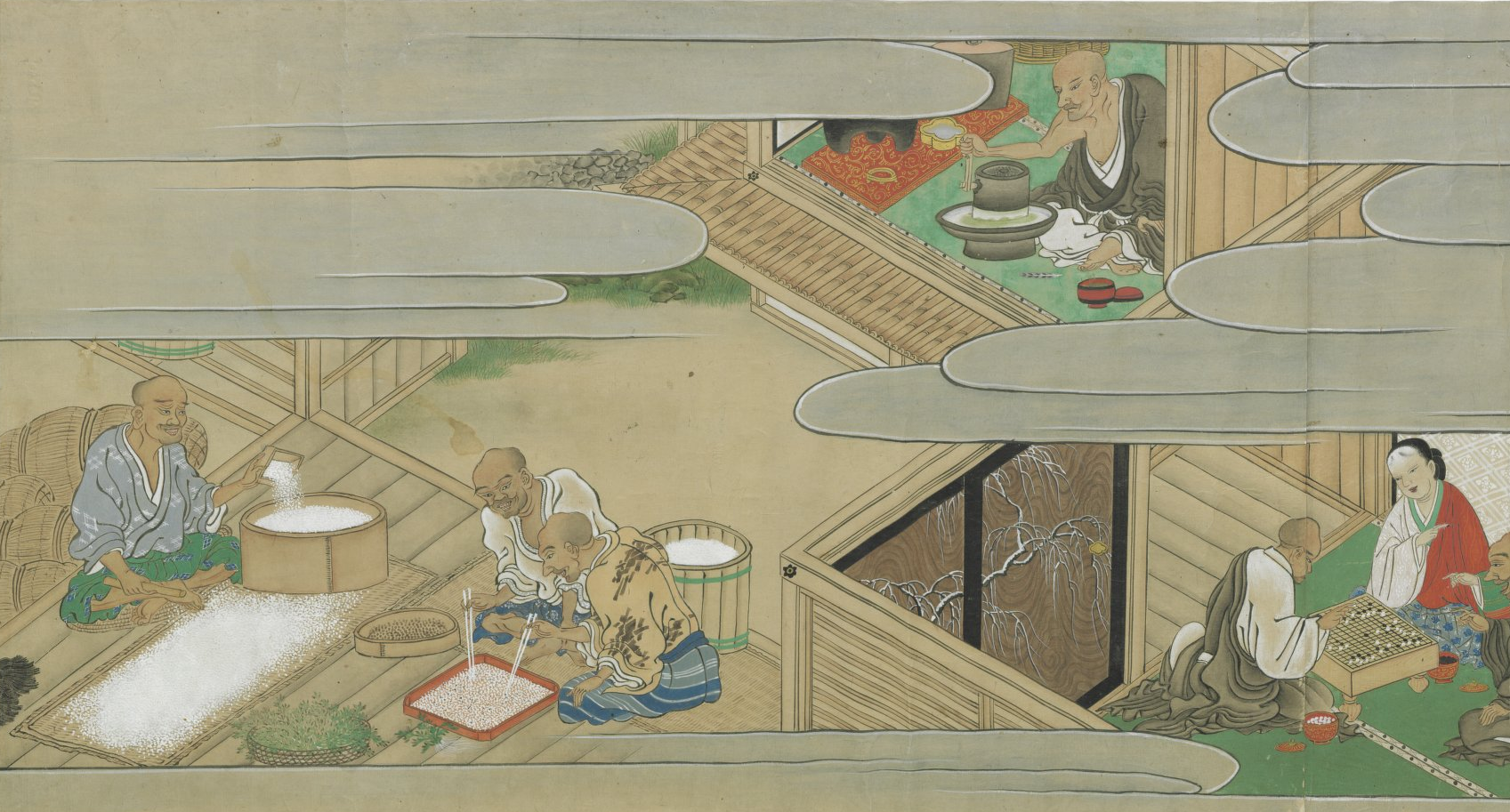
Копія емакімоно XVI століття сюханрон емакі[fr]. Приготування чаю
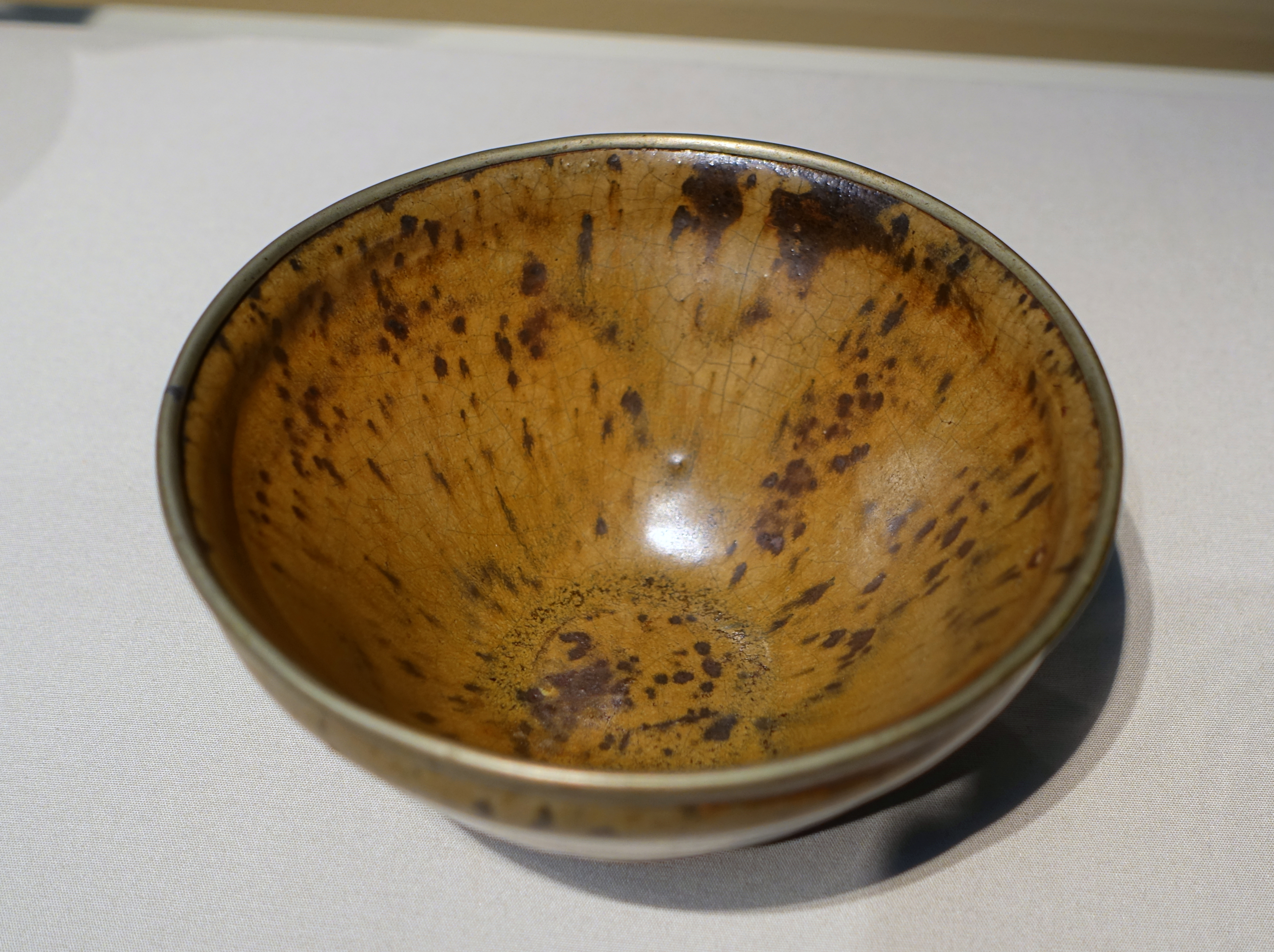
Чайна чашка стилю теммоку, 1530-1550-ті роки
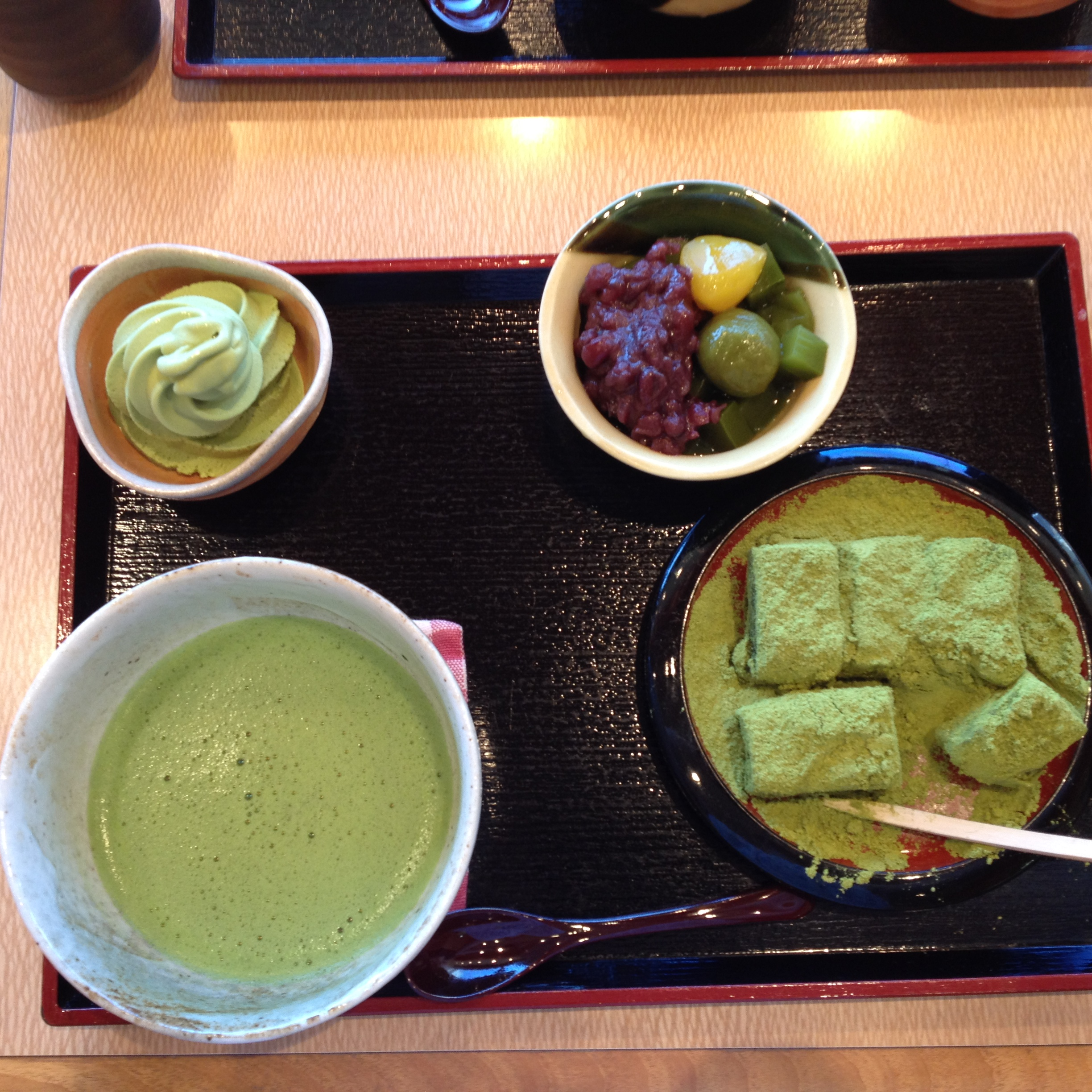
Чай маття і солодощі
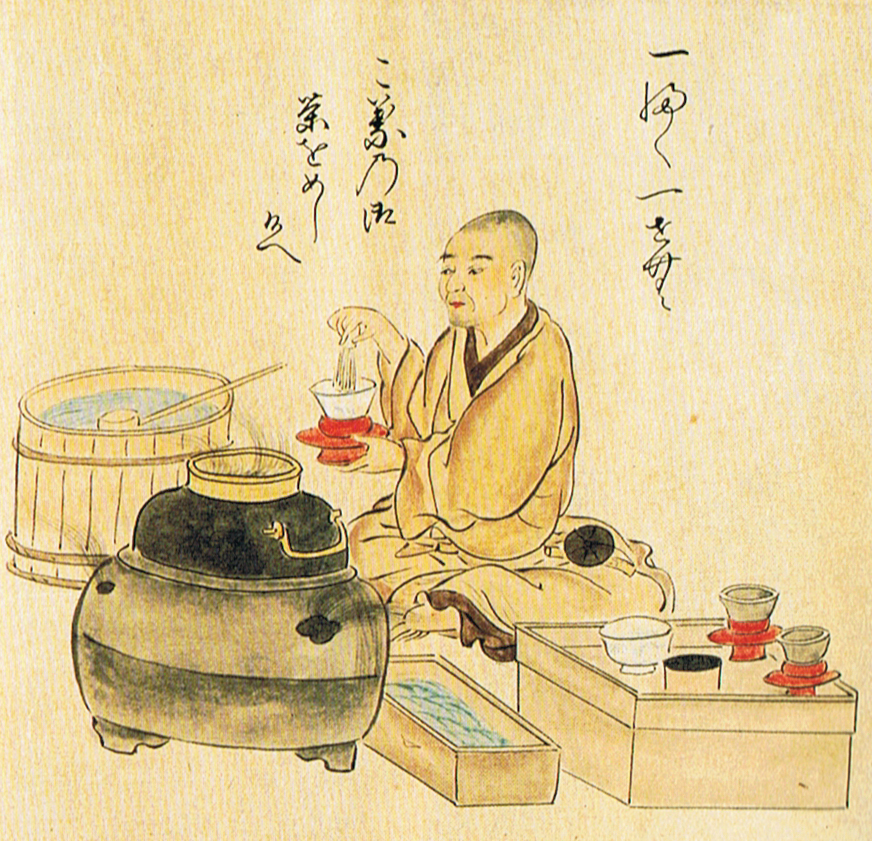
Копія гравюри 1632 року; приготування чаю
Сучасне аскетичне приміщення для проведення чайної церемоніїСучасне аскетичне приміщення для проведення чайної церемонії

### Вплив «південних варварів»

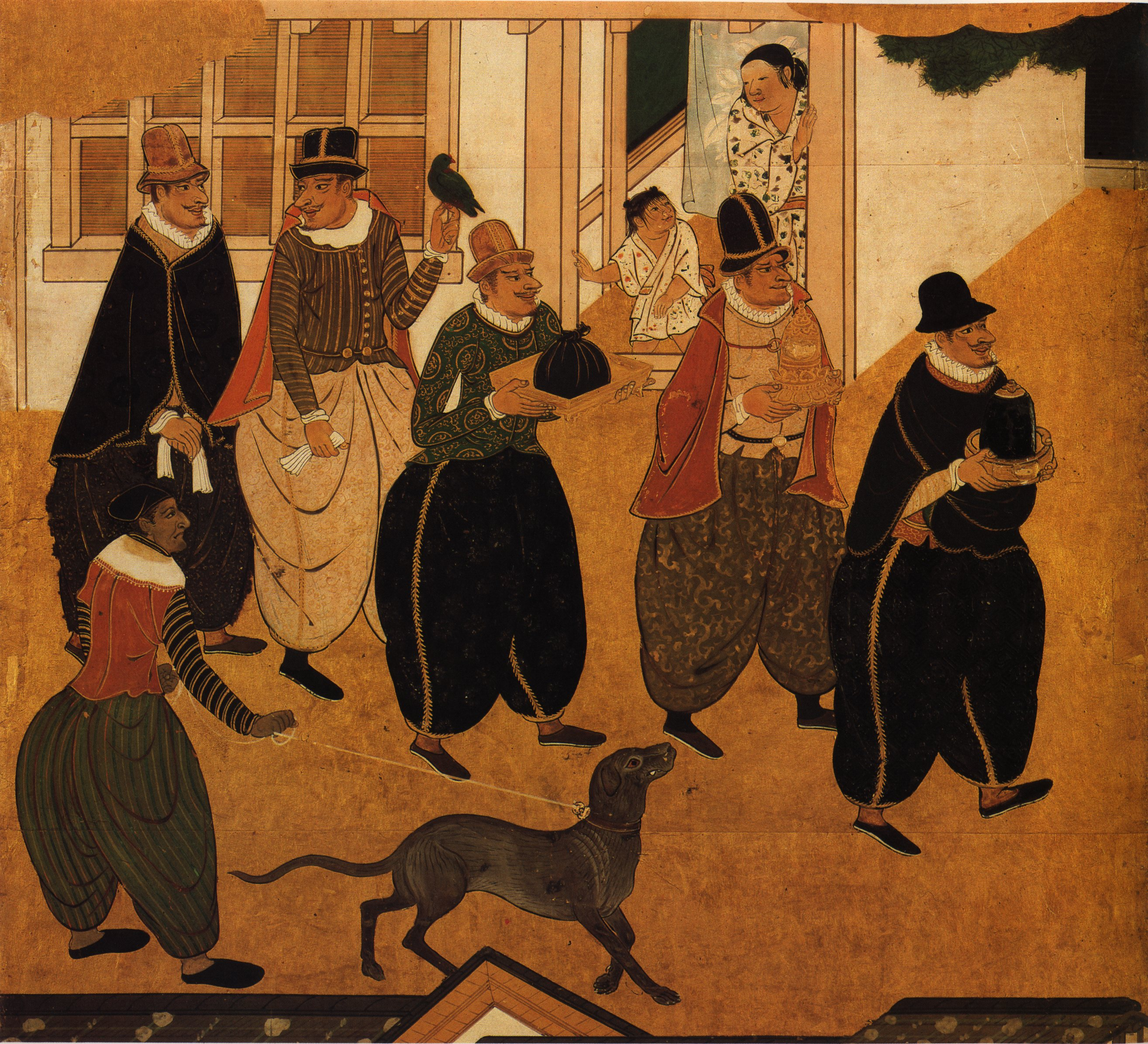
«Південні варвари», ширма 1593—1600 років

В Японії успадкували китайський погляд на навколишні народи, і прибулих з півдня португальців та іспанців стали називати «намбан», тобто, «південними варварами». Страви, що з'явилися під португальським і іспанським впливом, називали намбан-ріорі (яп. 南蛮 料理) кухня південних варварів . Нідерландців і англійців, які прибули пізніше, і які сповідували протестантизм, а не католицизм, називали інакше: «рудоволосі» (яп. 紅毛 人, ко: мо: дзін) .
Перші єзуїти залишили такі спогади про японську кухню:

Зазвичай ми не їли ні риби, ні м'яса. Це, безперечно, було нелегким випробуванням. Хоча Батько весь день проводив на ногах в холод і сніг, в шинку нам подавали лише трохи рису, приготованого на простій воді, і маленький шматочок солоної риби, іноді вареної або смаженої на грилі, жахливого смаку, а також миску овочевого супу з кепським запахом. Батько віддавав нам свою рибу, і оскільки нічого більше у нього не було, він їв лише жменьку рису і суп.
— Луїш Фроїш.日 欧 文化 比較 c. 1590. 1982: 94-95; цит. за Ishige 2011
Найважливішим наслідком торгівлі з «південними варварами» стало поширення в Японії овочів з Нового світу, особливо батата . У західних регіонах країни, не придатних для вирощування рису через клімат і низьку щільності населення, батат став забезпечувати їжею до 60 відсотків населення . Також в цей період в Японію вперше потрапила гарбуз, названий «Кабот» (яп. か ぼ ち ゃ) за країною, звідки її імпортували — Камбоджа . Гарбуз також став популярним інгредієнтом японської селянської кухні, його додавали в місошіру, а також варили з соєвим соусом і місо . Каєнський перець, ввезений португальцями 1542 року, увійшов до складу популярної суміші гострих приправ, сітімі тоґарасі .
Перші навернені в християнство японці почали їсти м'ясо разом з єзуїтами . В Нагасакі і Хірадо, де «південні варвари» часто бували, популярність м'яса виросла серед усіх верств населення . Також в цих містах стали випікати хліб, причому місцеві жителі їли його на десерт . Після заборони християнства в 1612 році споживання яловичини і хліба також було заборонено .
Рецепти португальської та іспанської кухні, що потрапили в Японію, підганяли під місцеві звичаї: молоко і вершки з них прибирали, замість дріжджів в тісто додавали амадзаке, м'ясо замінювали на рибу тощо . Наприклад,  пікадо  перетворилося в хікадо (яп. ヒ カ ド), і замість рагу, попередньо підсмаженого в олії, обсмажені з соєвим соусом шматочки тунця . Поширена на заході Японії назва гаммодокі — «хірьодзу» — походить від португальського або іспанського «фільос» . Темпура, ймовірно, також походить від португальського рецепта . Ще одна страва, адаптована з кухні «південних варварів» — ніваторі-но мідзутакі (яп. 鶏 の 水 炊 き, курка, варена з дайконом, місо і овочами).
«Варварські» десерти здобули в Японії навіть більшу популярність, ніж перші і другі страви . Хоча випікання пирогів і тортів в Японії було утруднене через брак домашніх печей, в японську кухню увійшли кастела, касудосу ( castella doce ), таруто (в Ехіме), компейто, карумера, арухейто і кейран-сомен .
Хоча після повної ізоляції нідерландські купці продовжували регулярно заходити в порт Нагасакі ще протягом двохсот років, через заборону на спілкування з простими людьми голландська культура абсолютно не вплинула на японську .

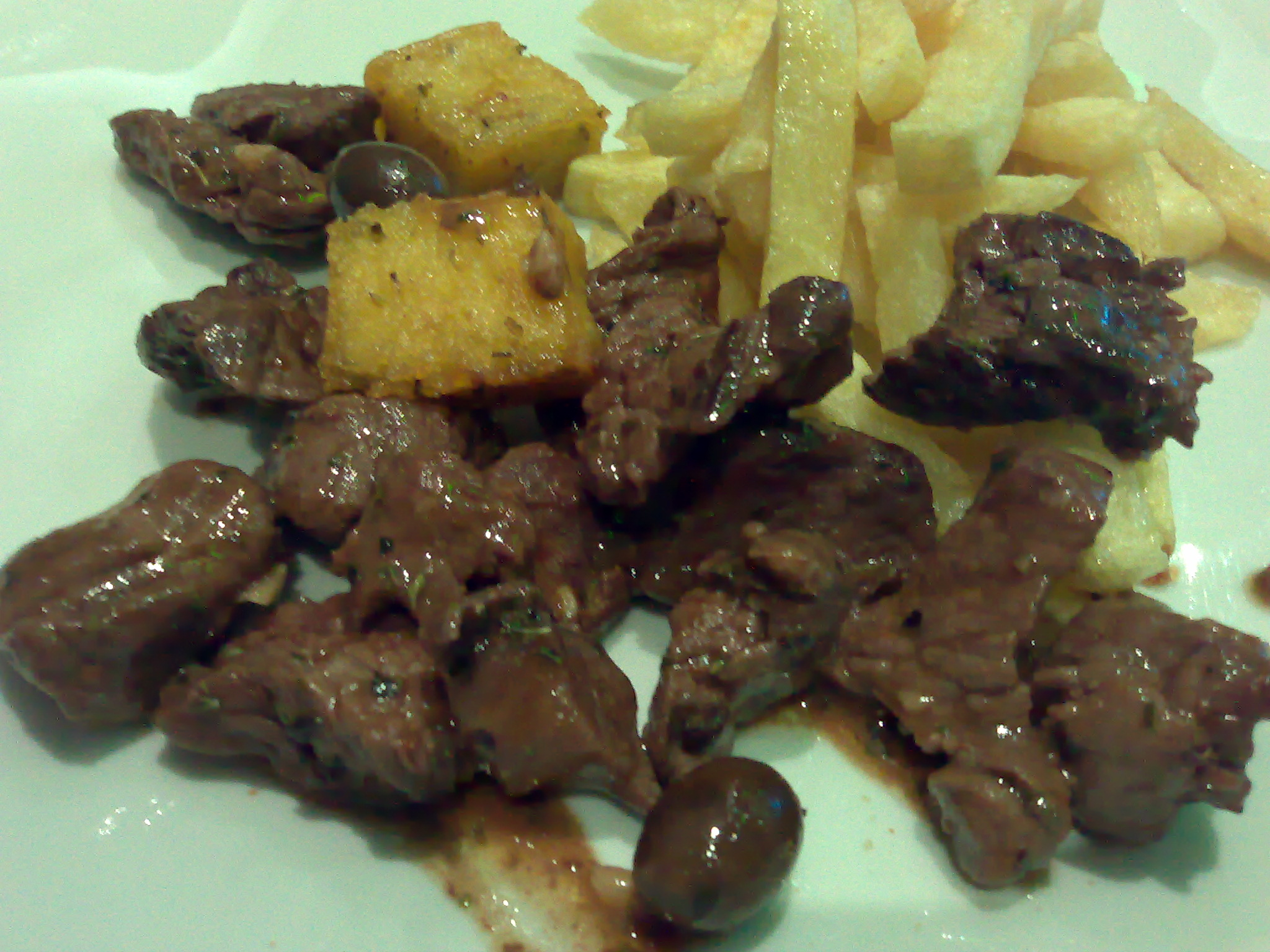
Португальське пікадо
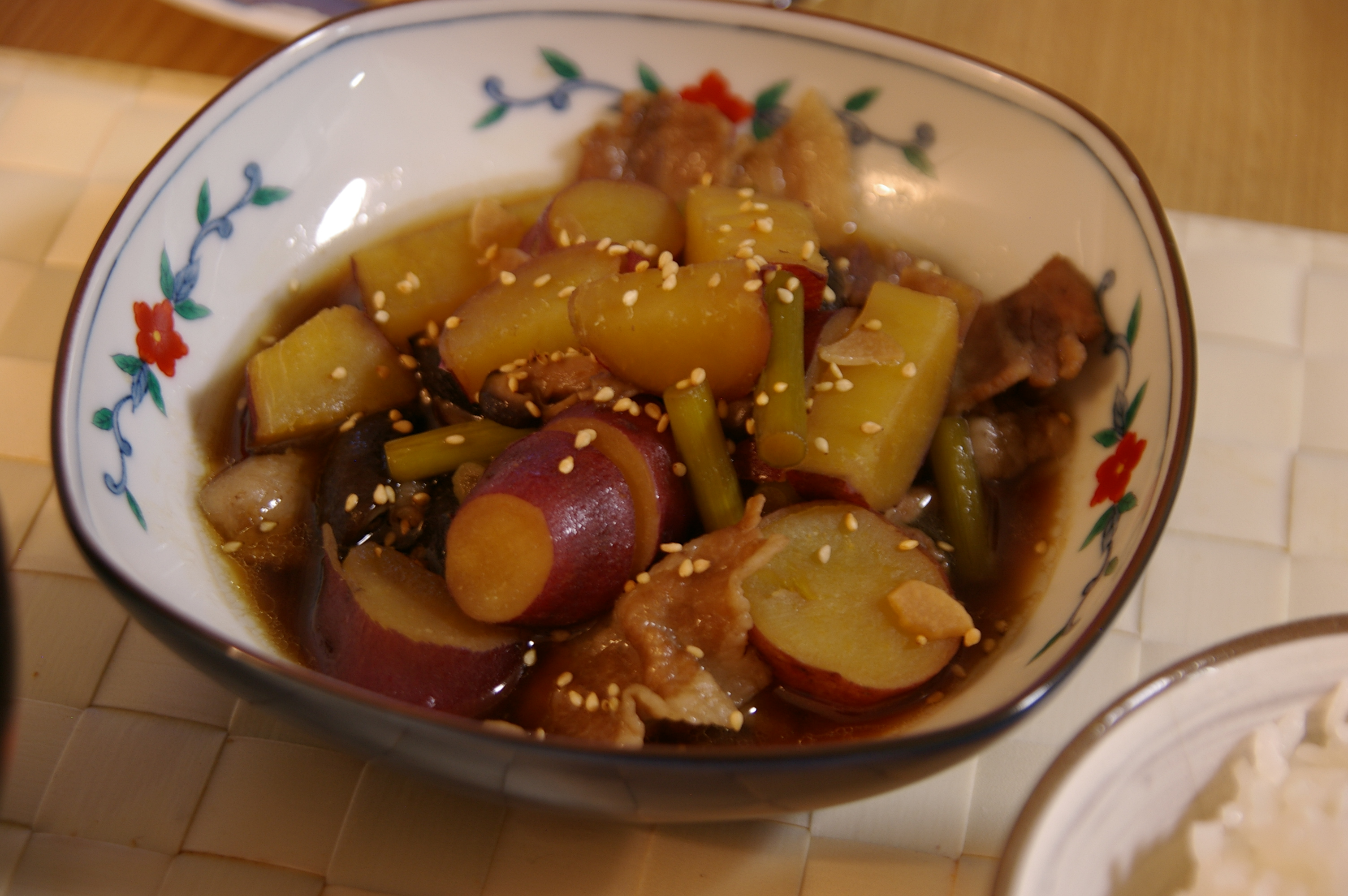
Свинина, варена з бататом, страва окінавської кухні
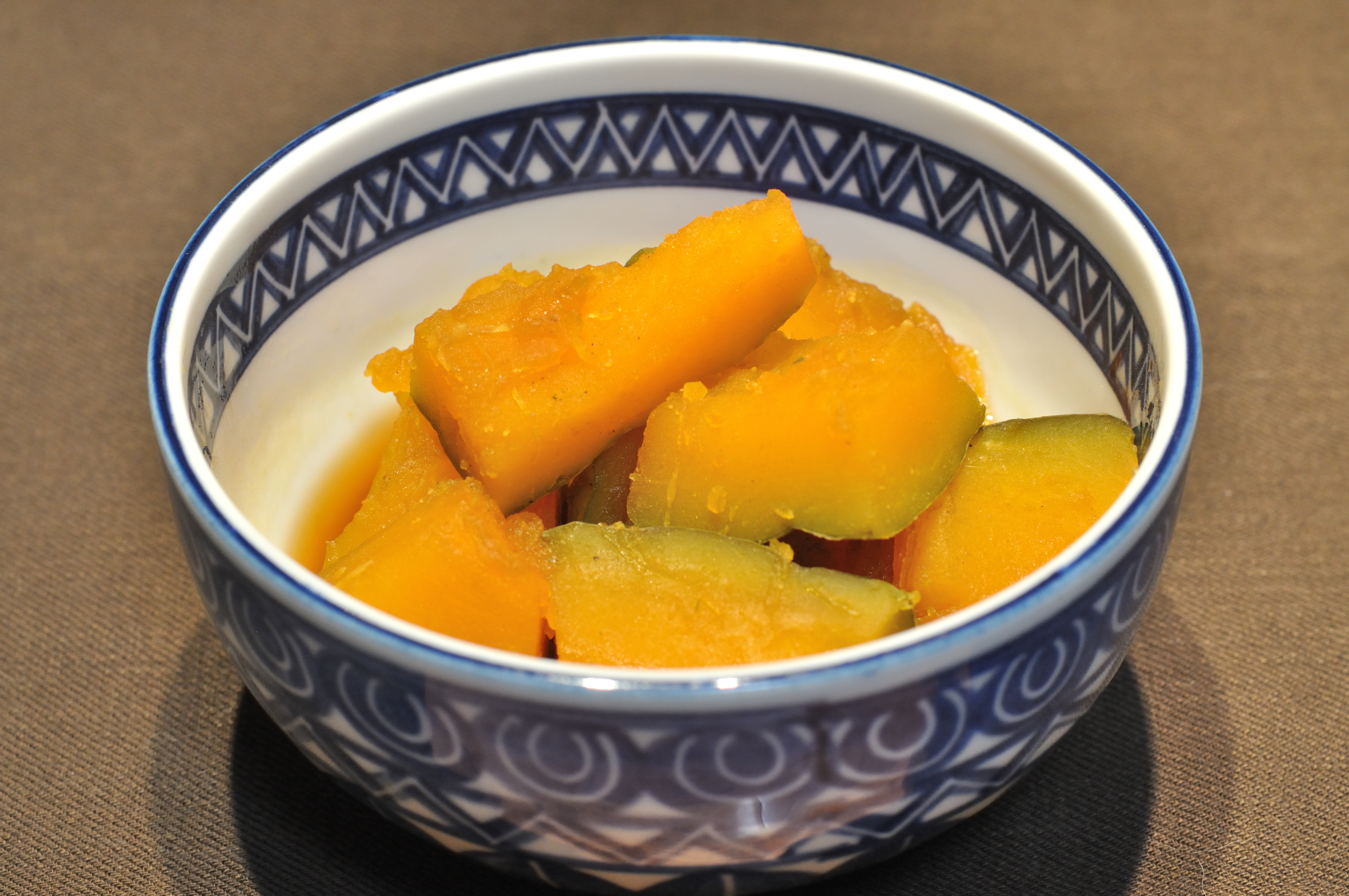
Варений гарбуз
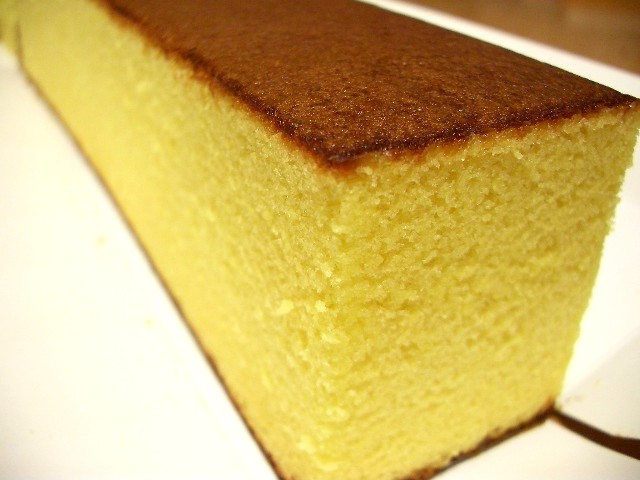
Кастела

### Приготування їжі та сервування столу
Повсякденна їжа залишалася без суттєвих змін аж до XIX століття: рис, суп і кілька невеликих страв з гарнірами . Підноси «Осікі» замінили невеликі столики, їжу стали подавати з розрахунком на те, щоб можна було взяти додаткову порцію, а не викладаючи все приготоване в посуд одразу . Традиція обідати була прийнята самурайським станом в XVII столітті, і до кінця століття все японці їли тричі на день .
Найбагатші обіди включали рис, два супи й сім гарнірів, проте відомий бенкет з вісьмома супами і 24 гарнірами . ПІд час такого багатого обіду кожному гостеві ставили декілька столиків зі стравами. Цей стиль сервування відомий під назвою  хондзен-ріорі , він розвивався в XIII столітті, став офіційним стилем придворних обідів у період Муроматі (1392—1568), після чого поширився серед простого народу і залишався головним стилем сервування на важливих застіллях аж до середини XX століття . Весь посуд в хондзен-ріорі мав бути лаковоним, і в багатьох відомих родинах навіть в XX столітті зберігалися величезні набори лакованих мисок і тарілок . Згодом від хондзен-ріорі відділилося кілька кулінарних шкіл, правила в яких поступово ускладнювалися. Наприклад, такі школи розрізнялися способами розрізування риби за певних подій, які обґрунтовувалися певними філософськими концепціями .
На противагу цій дедалі громіздкішій системі з'явилася кухня кайсекі . Для неї використовувалася керамічний (а не дерев'яний лакований) посуд, в ранні роки існування кайсекі це часто була проста низькотемпературна кераміка, яку після бенкету викидали . Використання керамічного посуду запровадили майстри чайної церемонії, які протегували гончарів і цінували якісну продукцію, а це в свою чергу привело до бурхливого розвитку японської кераміки . Основний увага майстрів кайсекі зосереджувалася на елегантному сервуванні столу, саме завдяки їм в японській кулінарній традиції встановився звичай ретельно добирати посуд .

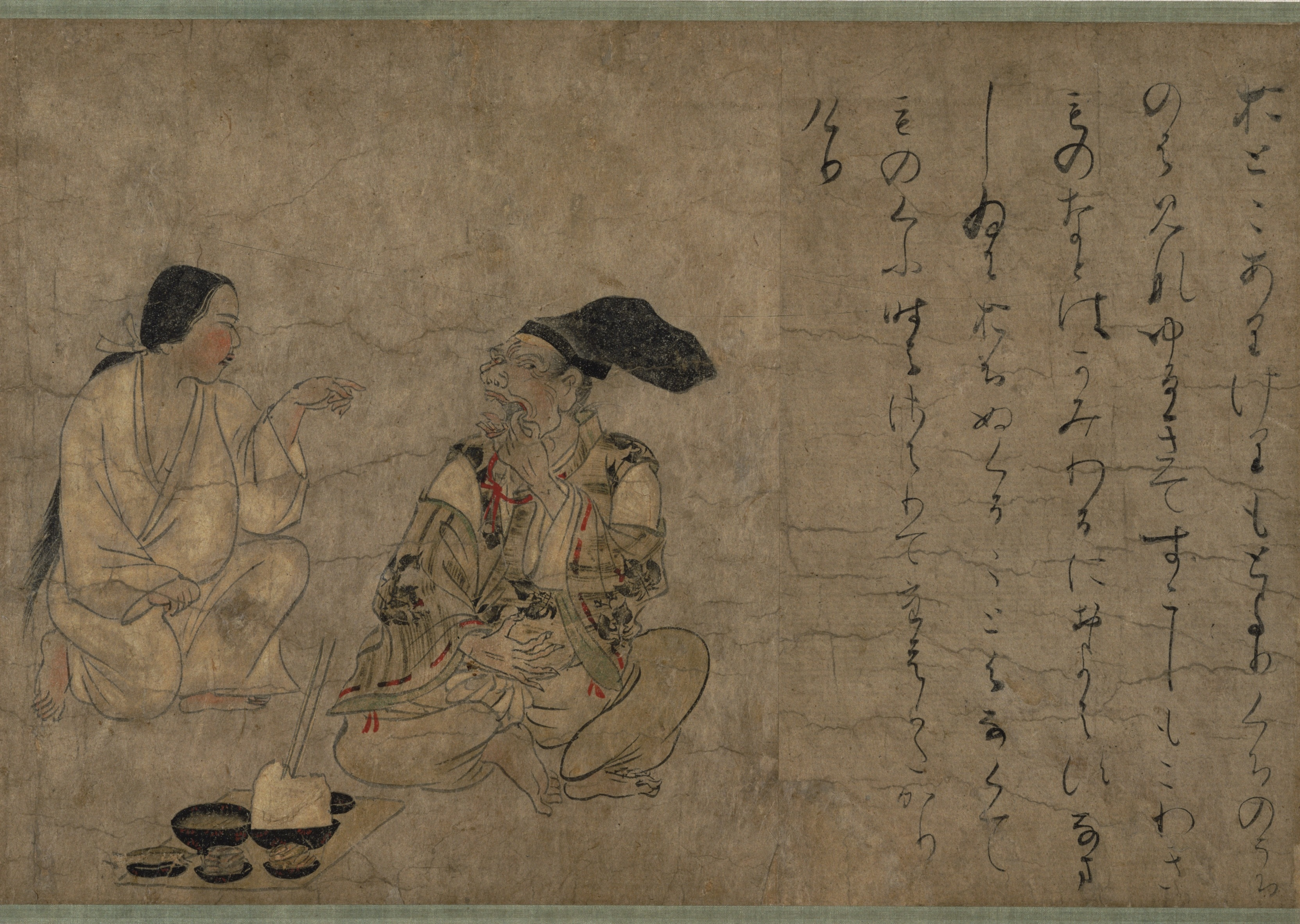
Фрагмент сувою  Ямай-но ссі [fr] XII століття, хейанське сервування столу на підносі осікі
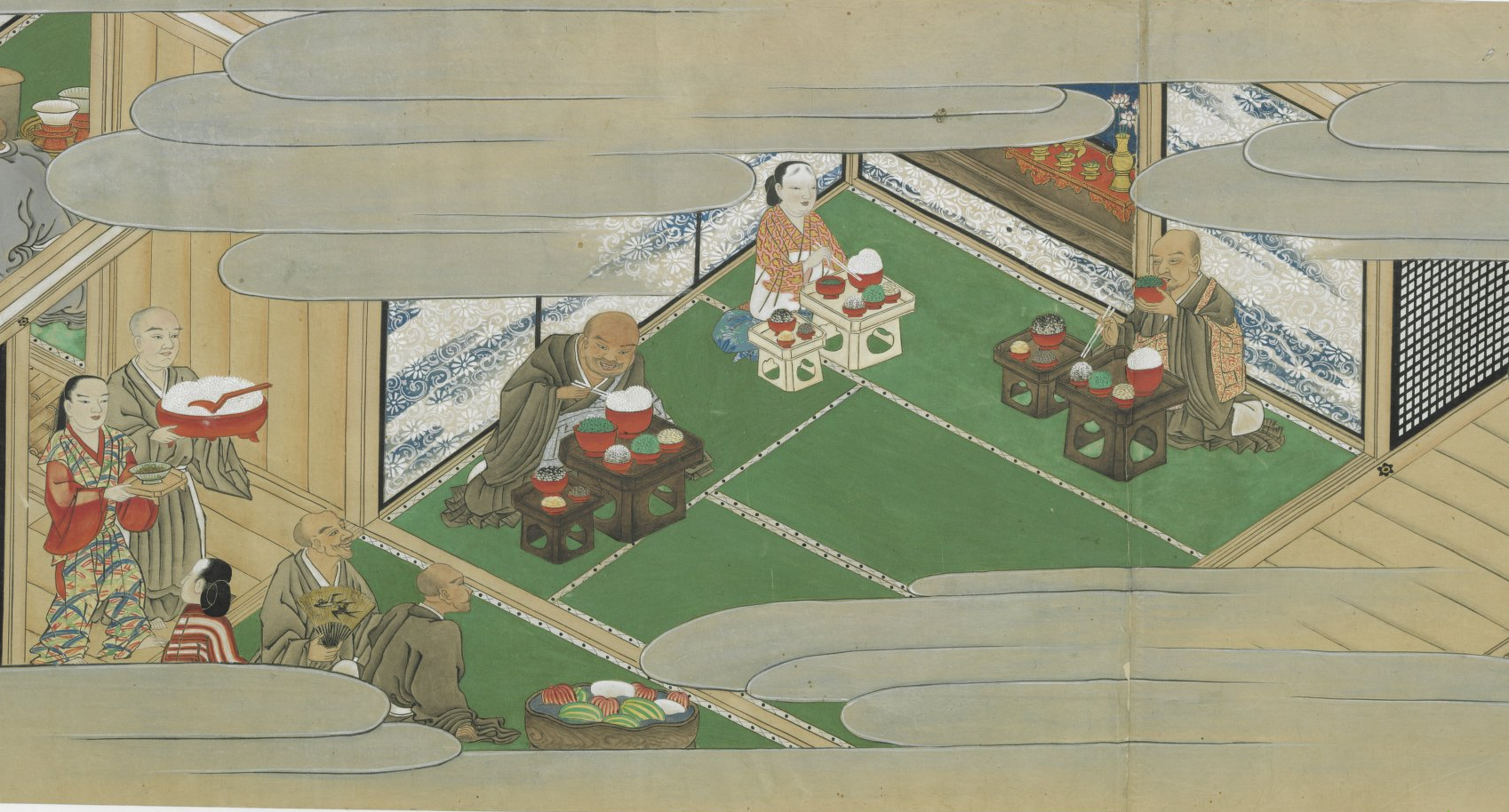
Копія емакімоно XVI століття  Сюханрон емакі [fr], Сервування на окремих столиках в період Муроматі

## Період Едо(1603—1868)

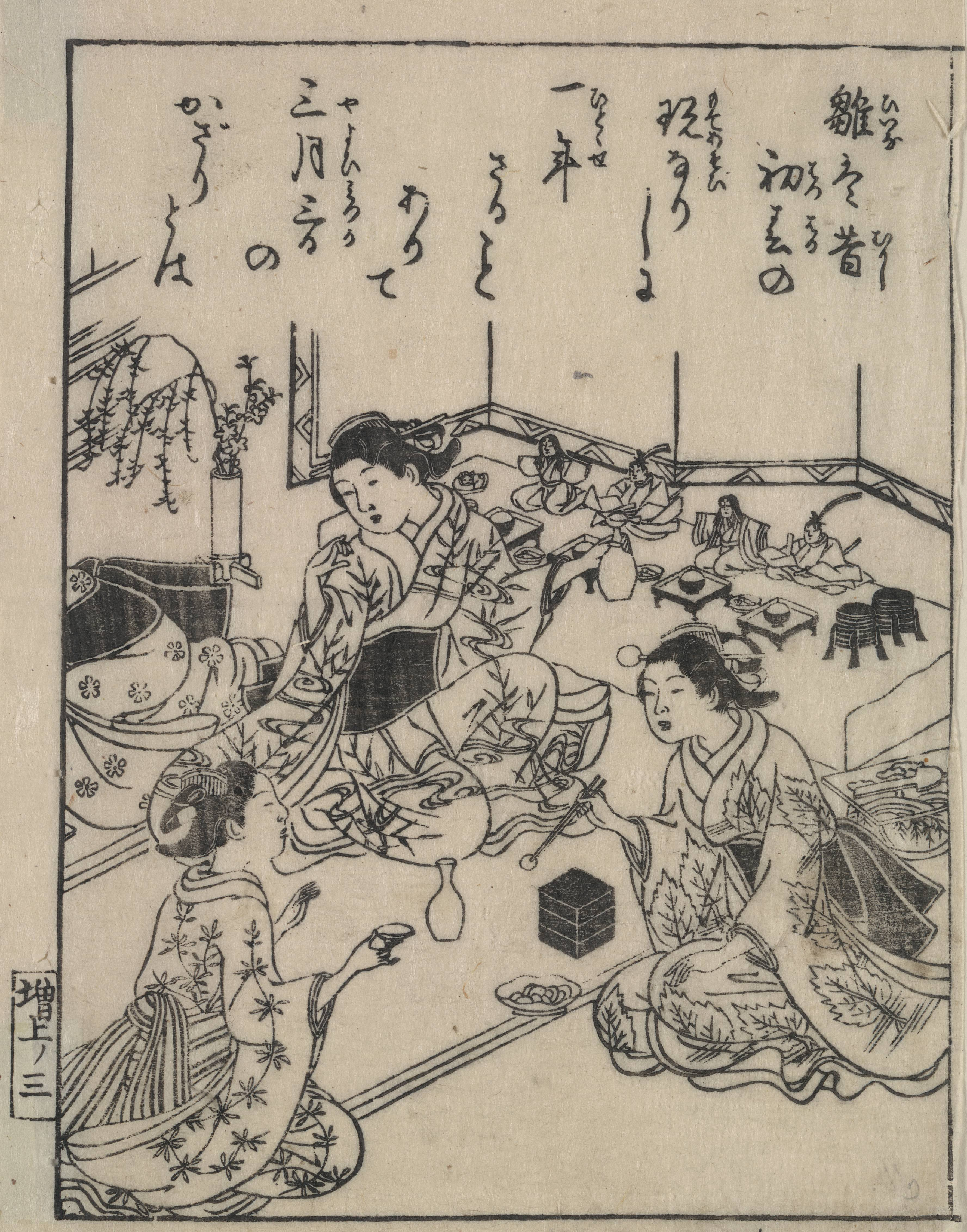
Жінки, що святкують Хіна-мацурі. Нісікава Сукенобу 1720—1750

З 1630-х років Японія була майже повністю відрізана від зовнішнього світу протягом більше двохсот років. Саме в цей період відбулося остаточне становлення «традиційної» японської кухні. У цей період Японія продовжувала бути феодальною країною, і даймьо продовжували користуватися великою свободою в управлінні своїми землями. Рис також незмінно залишався основною грошовою одиницею: даймьо збирали податки в коку (близько 180 л), а потім продавали рис торговцям. З одного боку, це призвело до збільшення посівних площ, а з іншого боку — до росту експлуатації селянства, саме в цей період вперше в японській історії люди, які, власне, й вирощували рис, не завжди могли дозволити собі його споживати. Селяни заміщали рис просом, бататом і овочами, тоді як в містах рис був доступний навіть найбіднішим верствам населення.
Самураї формально знаходилися на верхньому щаблі суспільства, проте до XVIII століття дуже розбагатіла верства торговців, які фактично змістили самураїв з перших ролей. Торговців не стримували ні естетичні ідеали самурайства, ні закони, що забороняли селянству жити в мінімальній розкоші, тож законодавцями мод в японській кулінарії, одязі, зачісках стали саме торговці, члени їхніх родин, актори кабукі та юдзе. У 1750-х роках у Едо, Хейан-ке і Осаці з'явилося безліч закладів громадського харчування: ресторанів і наметів з фастфудом. Однією з кулінарних столиць країни стала Осака. Це стало можливим через її столичне положення в 645—655 роках та при Оді Нобуназі, а також завдяки зручнішій та безпечнішій бухті, ніж Токійський затока, куди стікалися товари з усієї Японії. Три японських міста — Кіото, Осака та Едо (Токіо) — розвинули дві основні кулінарні традиції Японії, західну (Кіото і Осаки) та східну (Токіо).

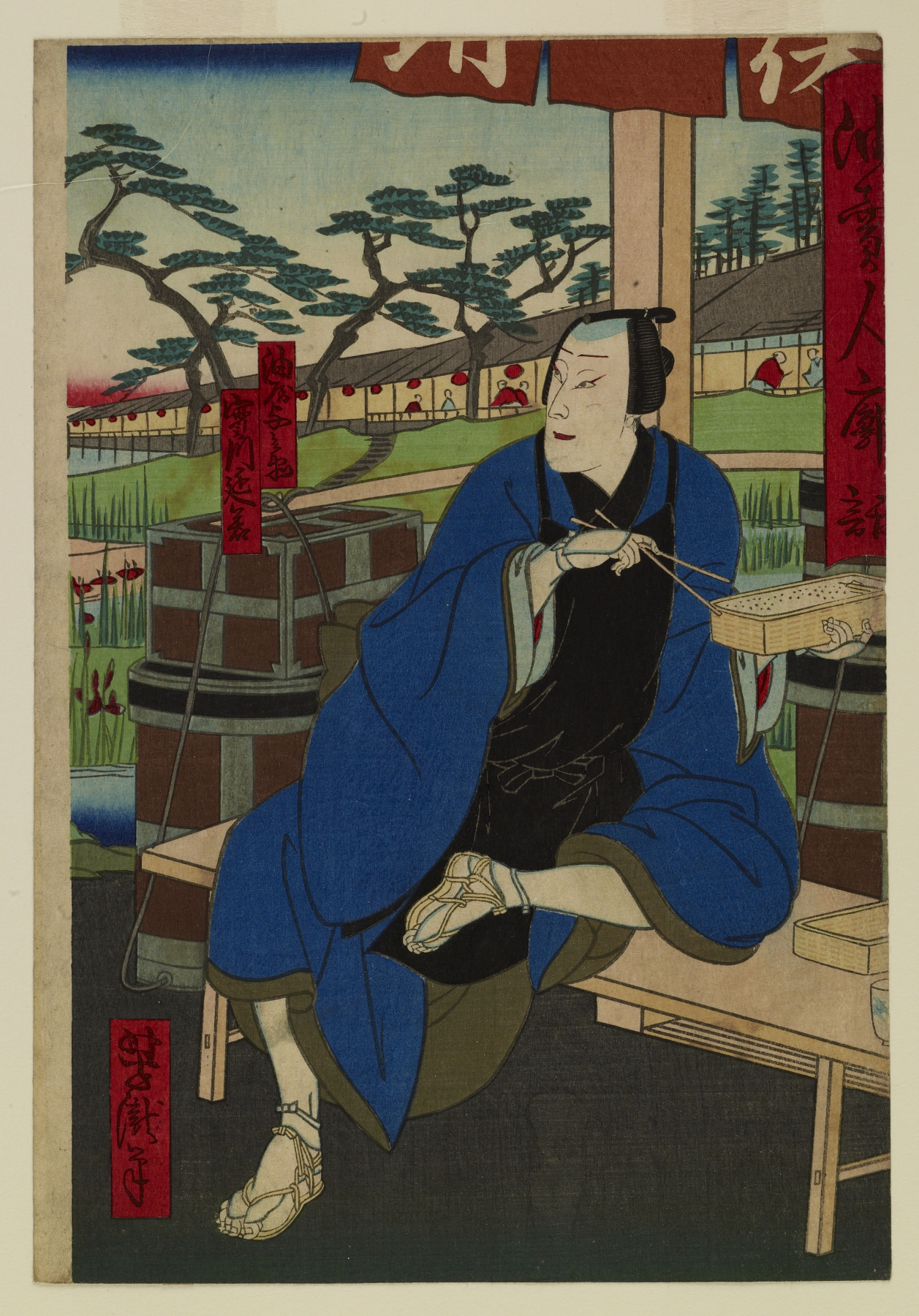
Актор в ролі городянина, що споживає Бенто на станції
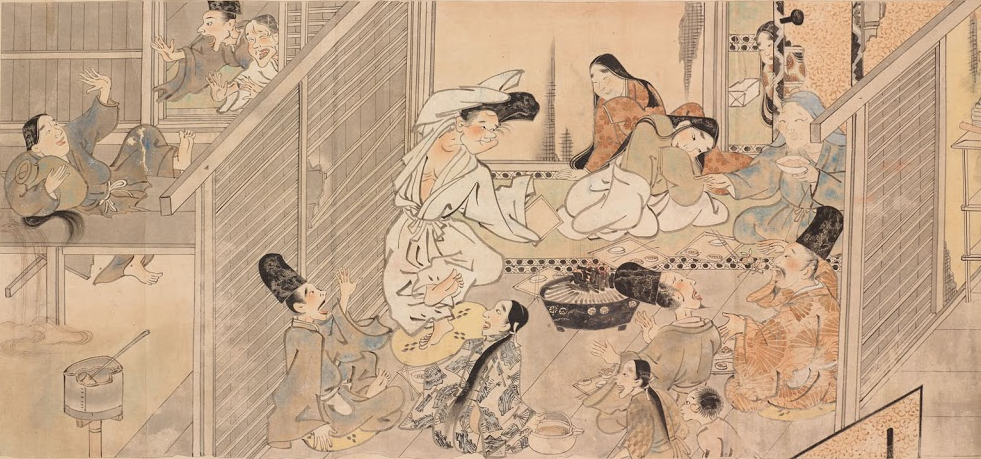
Есі-но сосі [fr], деталь.  Тоса Міцуокі

### Сільська кухня
Після голоду 1641—1642 років сьогунат заборонив продаж землі, побоюючись збільшення кількості безземельних селян, нездатних платити податки. Цей указ фактично закріпив селян, вони більше не могли виїжджати в міста і переходити на інші наділи. Єдиним дозволеним матеріалом для виробництва одягу була бавовна, торгівля за гроші на сільських ринках заборонялася. Крім цього:
- селянам заборонялося їсти рис як повсякденну їжу,
- локшина, тофу, мандзю та інші продукти, для приготування яких було потрібно багато зернових, оголошувалися предметами розкоші і заборонявся їхній продаж у селах,
- у селах заборонявся продаж і виробництво саке,
- селянам заборонялося відвідувати міста з метою вживання алкогольних напоїв,
- у селах заборонялося вирощувати тютюн[106].

Вирощений селянами рис повинен майже повністю слід було передавати даймьо, і в багатьох регіонах селяни стали харчуватися сумішшю ячменю, проса та хіе з додаванням бадилля дайкона та інших овочів і мізерною кількістю рису. При цьому в багатьох провінціях рис залишався основою раціону, і повідомлення про те, що по всій Японії селяни не могли їсти той самий рис, який вирощували, є перебільшенням.
Незважаючи на заборони, культивація і продаж за гроші тютюну, ріпака (з якого виготовляли олію для ламп), чаю, бавовни і овочів тривала, селяни продовжували продавати землю обхідними шляхами і за першої нагоди прямували до міст. У селах, які були поряд з містами, тофу, локшину, саке та інші заборонені продукти можна було купити на ринках, а у віддалених поселеннях купували тільки саке, інші продукти виробляли вдома і вживали на свята.

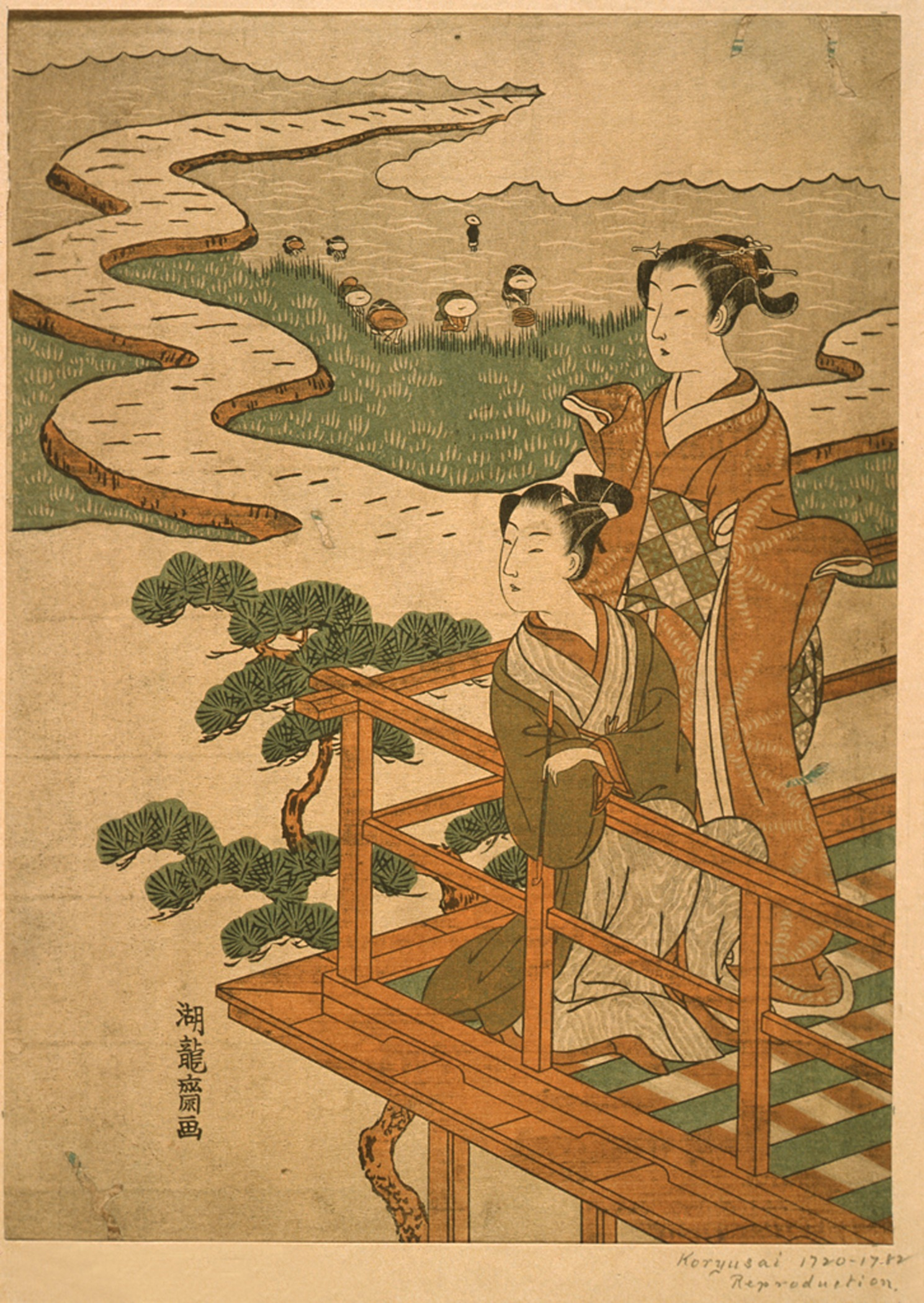
Пара спостерігає за посадкою рису. Корюсай
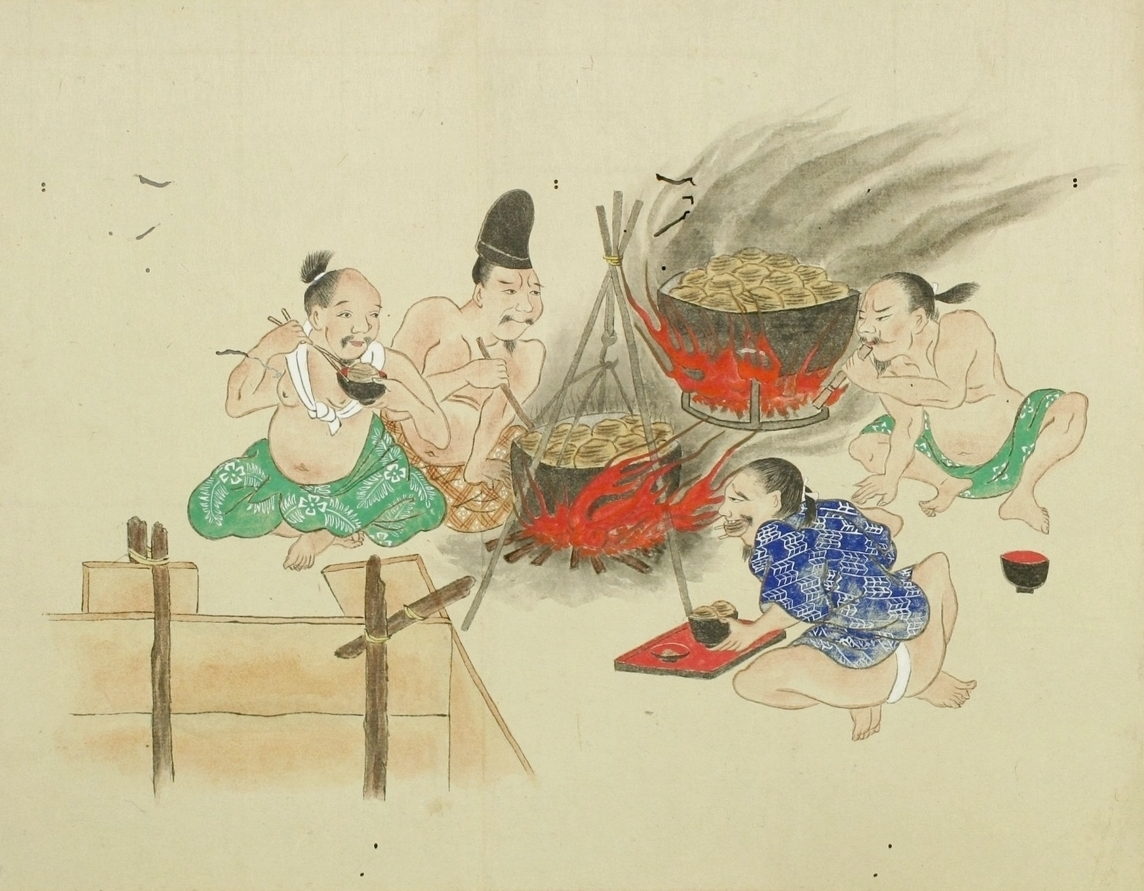
Група чоловіків варить їжу на вогнищах. Хохі-гассен
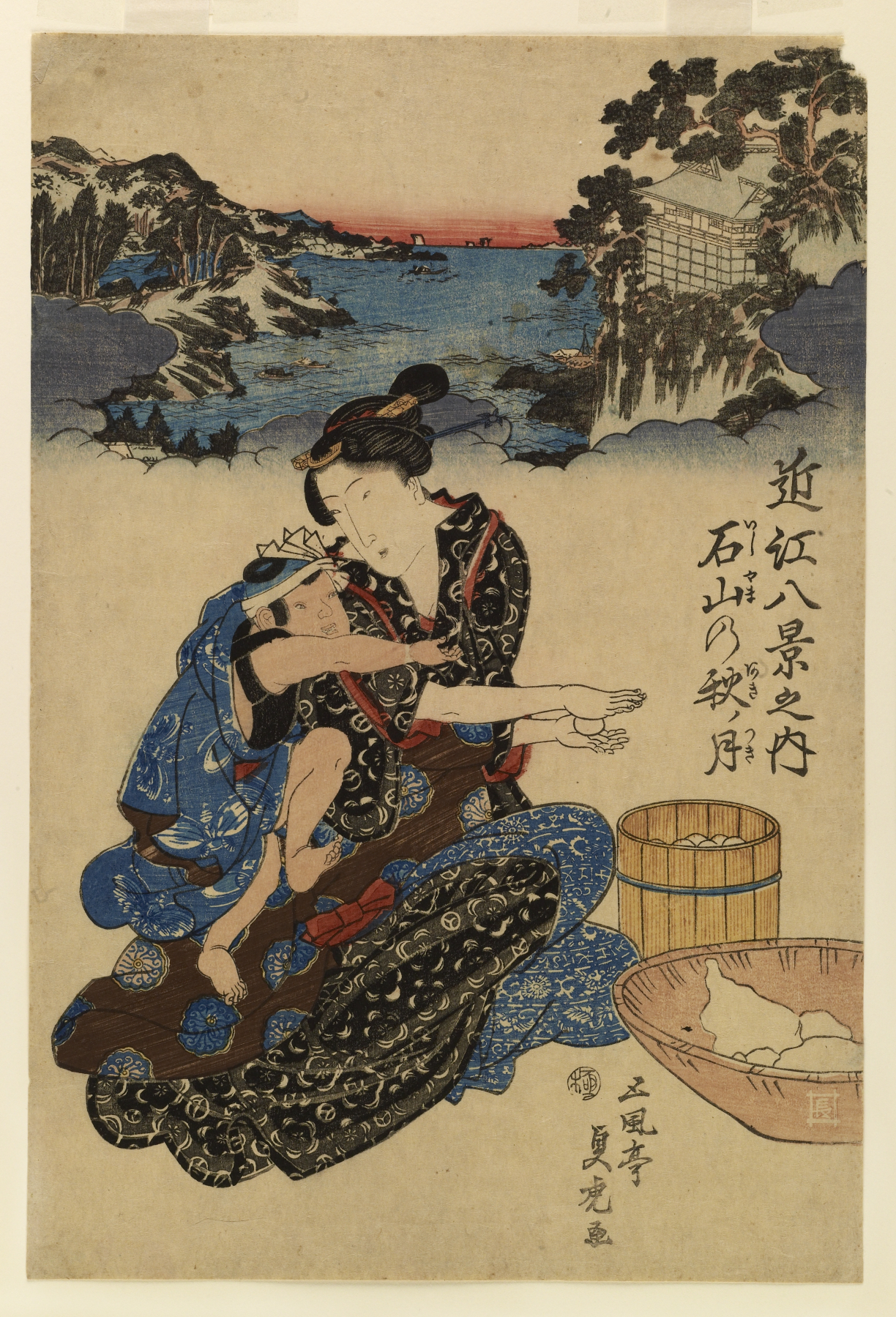
Приготування данґо

### Мешканці міст
У період Едо самураї переважно проживали біля замків. Вони отримували забезпечення рисом та іншими продуктами, надлишки яких продавали. Крім цих продуктів в їхній раціон входили овочі і фрукти, які вирощували на городах поруч з будинком, а також місо і соєвий соус, який виробляли вдома.
З поступовим руйнуванням натуральної економіки самурайський клас занепадає, і в XIX столітті багато самураїв були змушені шукати підробіток. Одночасно з цим самурайська етика вимагала від них аскетизму.
У трьох найбільших містах Японії все населення харчувалося чистим рисом, що у XVIII столітті призвело до поширення бері-бері. Нижчі класи мешканців Едо вживали рис, місошіру і мариновані овочі на сніданок, а на обід і вечерю додавали до цього ж меню тушковані овочі, тофу, варену або смажену на грилі рибу. Для заможніших мешканців великих міст їжа стала модним аксесуаром, люди стали намагатися споживати сезонні продукти якомога раніше, а в XVIII—XIX століттях з'явилися перші змагання «хто більше з'їсть».

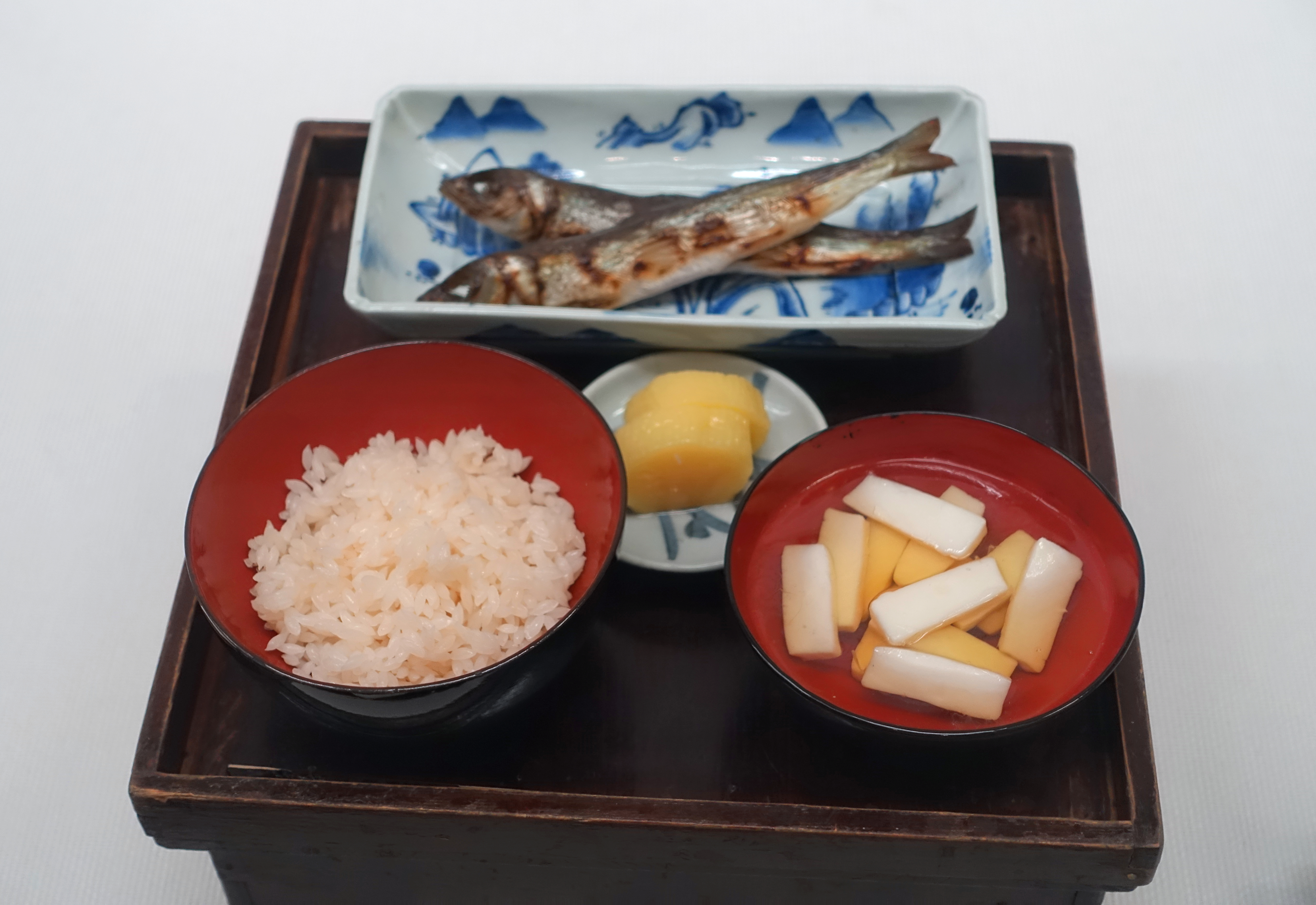
Проста їжа городян: рис, сардини, тофу, засолені овочі.
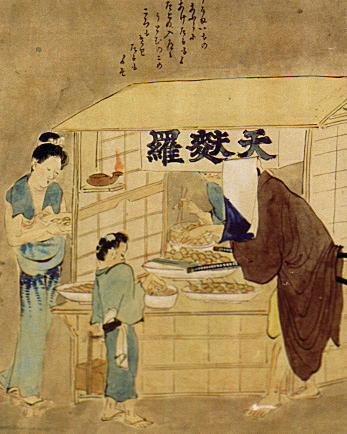
Темпура
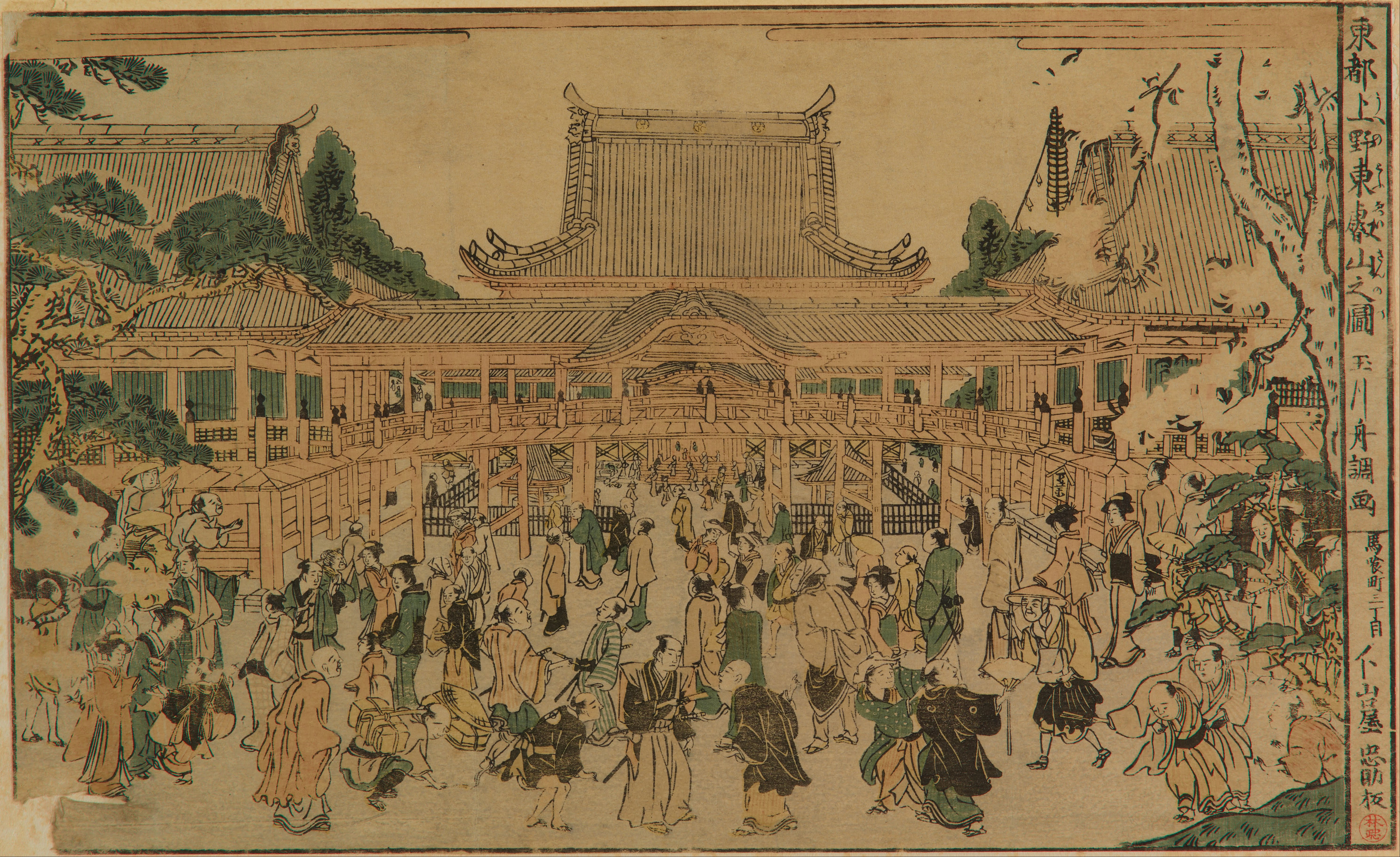
Район Токіо Уено, Тамагава Сюте[ja], 1789-1804-ті роки

### Соєвий соус і місо
Прототип соєвого соусу з'явився в Китаї в II ст. до н. е.- II ст. н. е. і звідти був привезений до Кореї і Японії; перша письмова згадка про соєвий соус в Японії є в Кодексі Тайхо за 701 рік . Разом з соусом в Кодексі згадані кукі, хама-натто (яп. 浜納豆), місо та хісіо, суміш ферментованих соєвих бобів, зерна і саке.
Основне застосування місо в XXI столітті — приготування місошіру, супу з розведеним у бульйоні даші пасти місо з додаванням овочів та/або риби; більшість японців їдять його щодня. Перша згадка про місошіру належить до X століття, проте в середньовіччі цей суп через дорожнечу місошіру їли набагато рідше, використовуючи місо як приправу під час приготування страв, або як соус для вмочування. З плином часу в регіонах з'явилися власні різновиди, які готують з рису або сої, або з їхньої суміші.
Соєвий соус стали масово виробляти в Кансаї в XVI столітті, звідки його розвозили по всій Японії. Наприкінці XVII століття виробництво з'явилося і в Канто, у сучасній префектурі Тіба. Кансайський соєвий соус не такий інтенсивний на смак і прозорий, тоді як соус з Канто густіший і має сильніший смак. За 200 років соєвий соус замістив місо в якості основної приправи в багатьох містах і прилеглих до них селах, тоді як у віддалених регіонах його вживали тільки на свята аж до XX століття: приготування місо легше, не залишає відходів і дає значно більше продукту на кілограм сировини.
Поширення соєвого соусу також призвело до того, що сиру рибу перестали подавати политою соусами: тепер завданням кухаря було вдало сервувати шматочки риби на таці, а додавання до риби приправ стало справою тих, хто їсть. Також в цей час з'явилися сучасні різновиди ніґірі-дзусі з сирою рибою, темпури і теріякі. У ресторанах в період Едо виникла естетична вимога зберігати природний смак страв, який лише підкреслюється соєвим соусом, його виражає приказка «найкращий спосіб готування — не готувати».

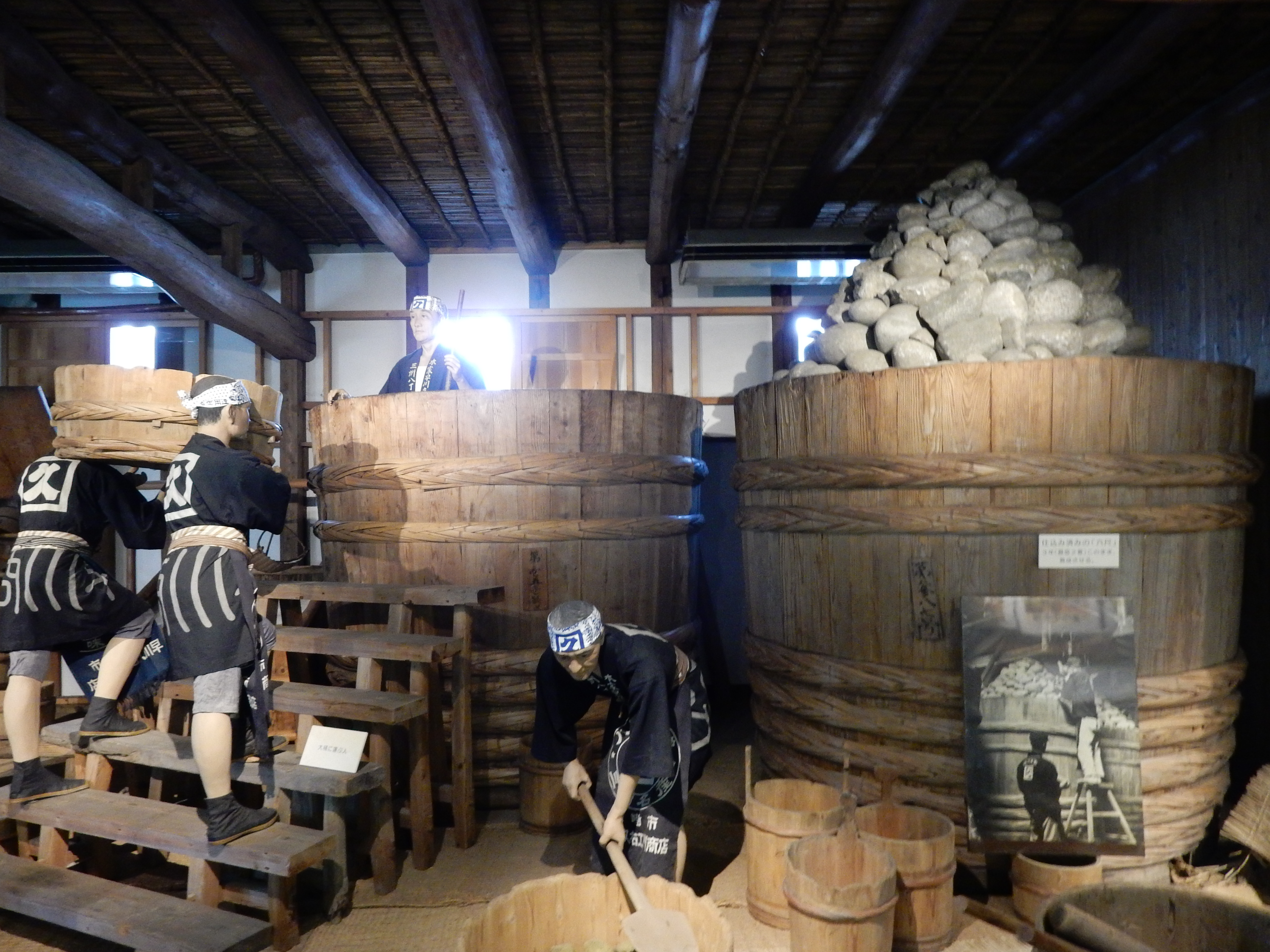
Приготування місо
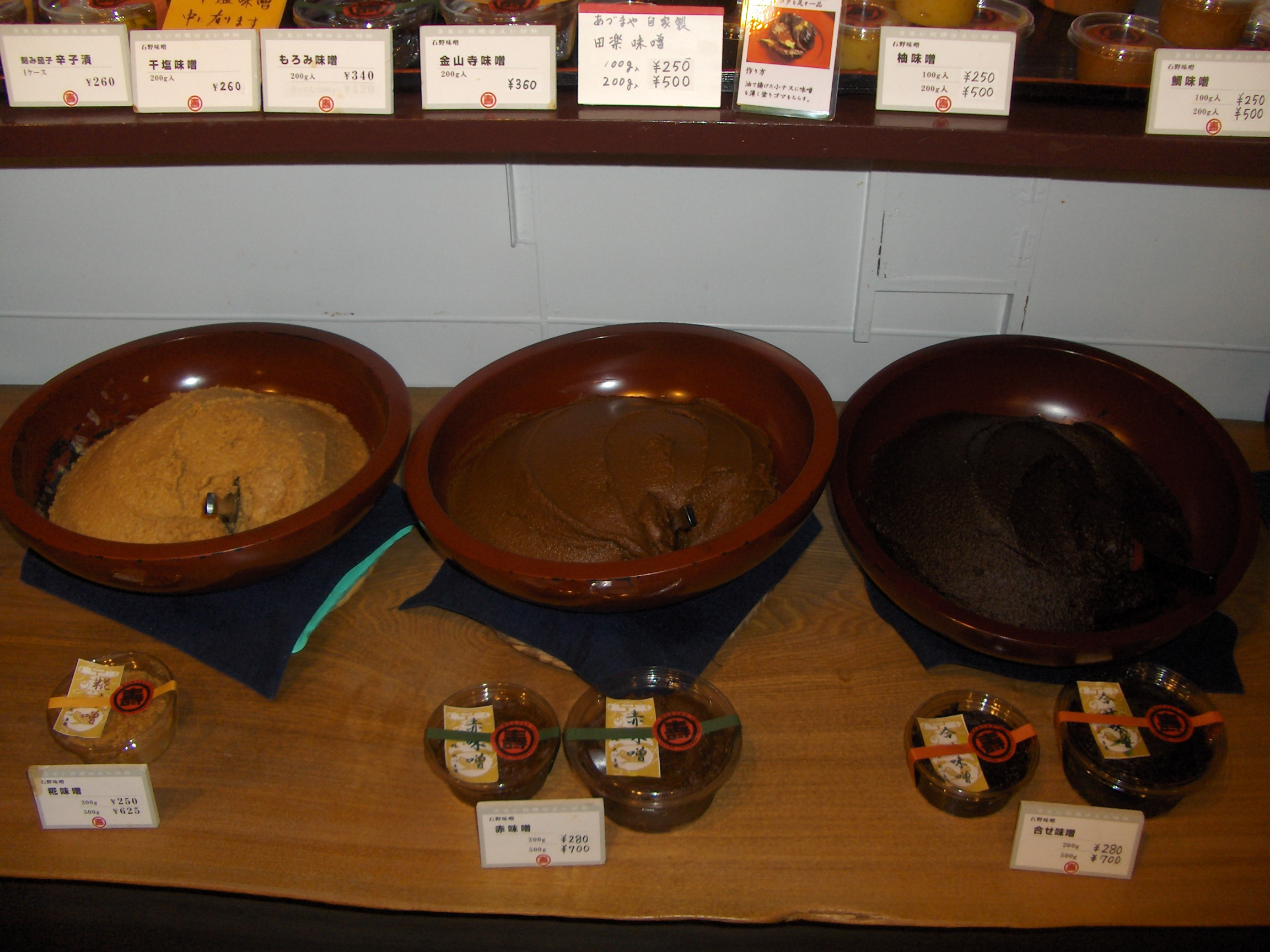
«Світле» шіромісо "з рису, червоне "акамісо" - соєве, витримане, чорне "авасемісо" - змішане
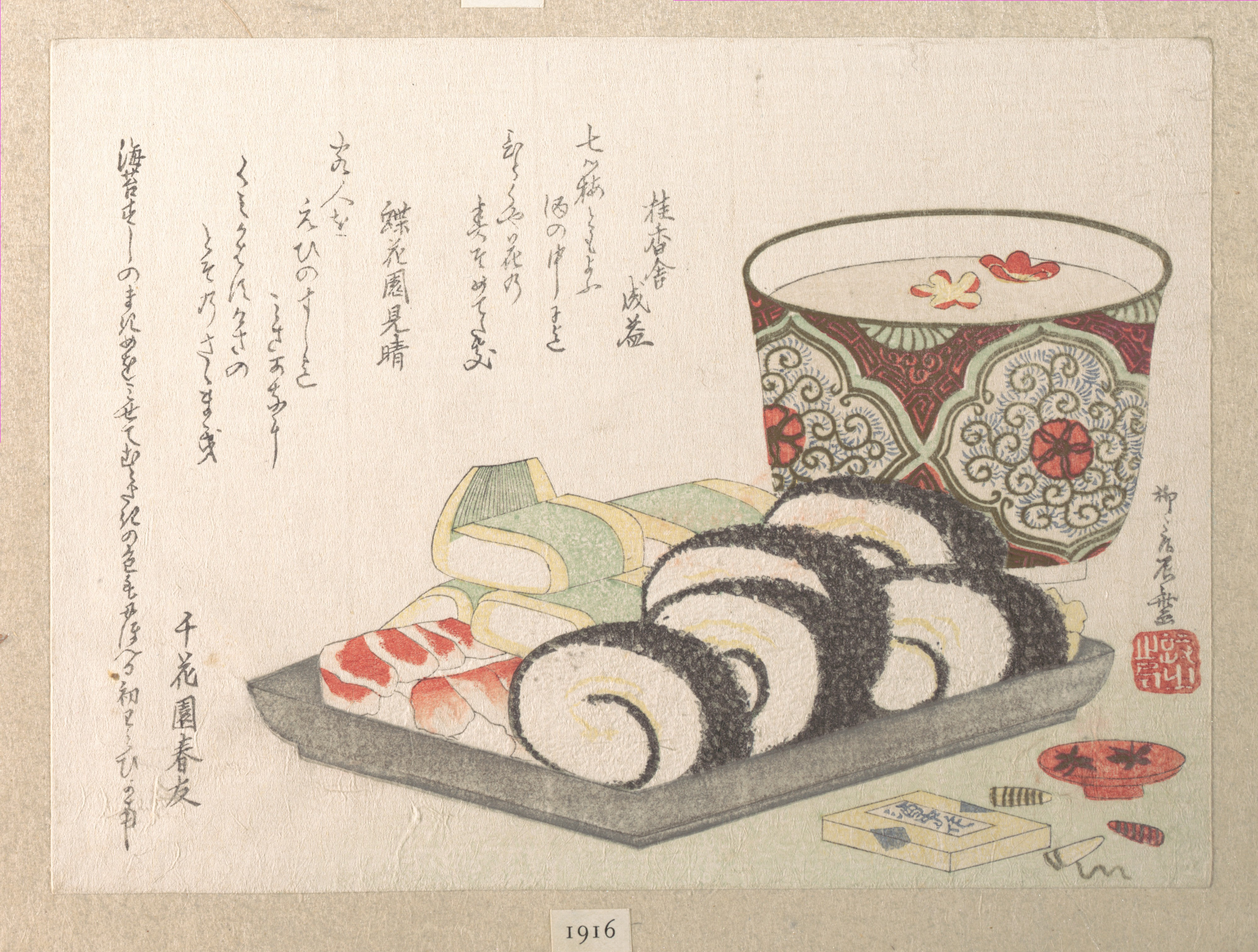
Макідзусі, онігірі, суп і мисочка для соєвого соусу. Рюрюке Сінсай
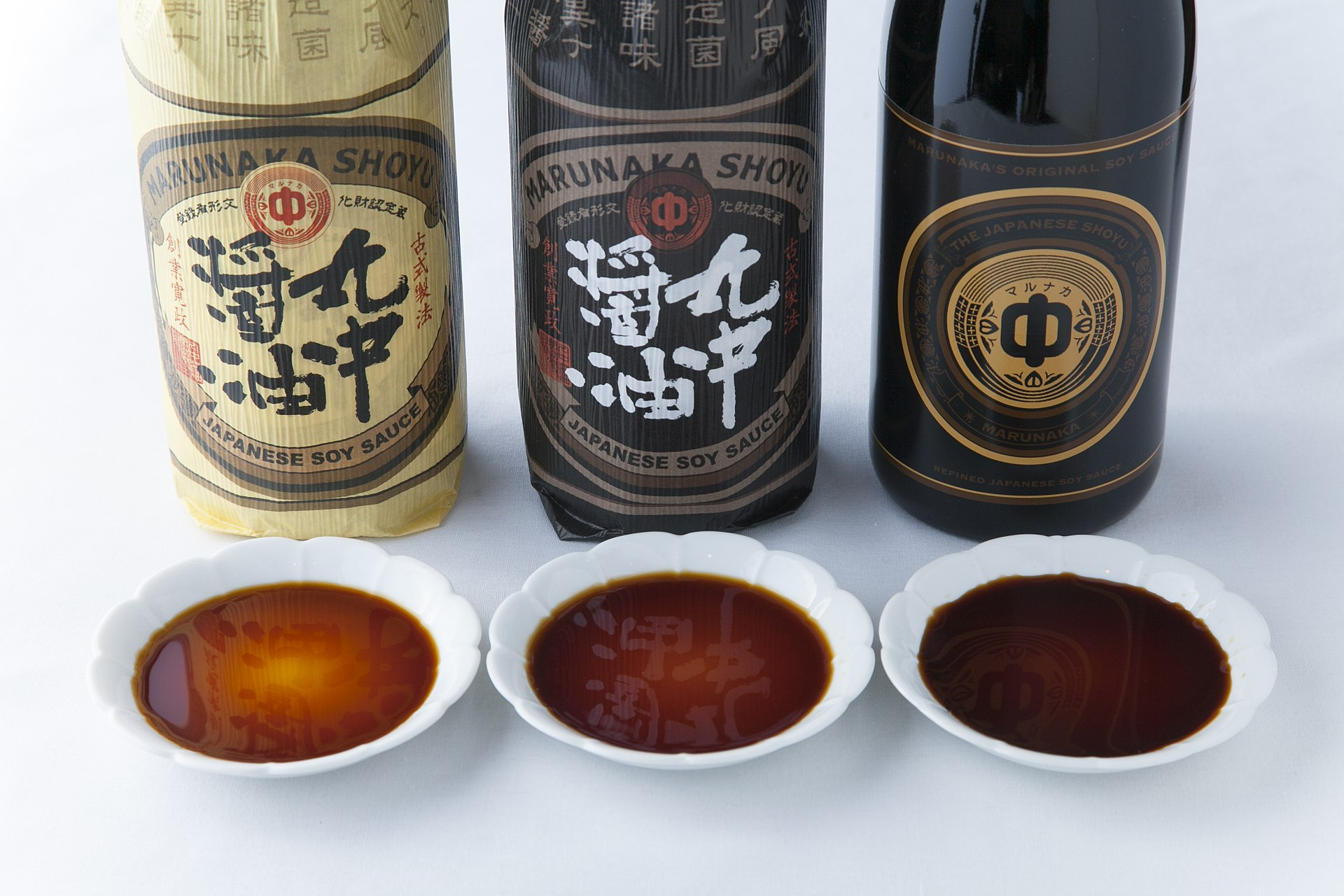
Різні види соєвого соусу
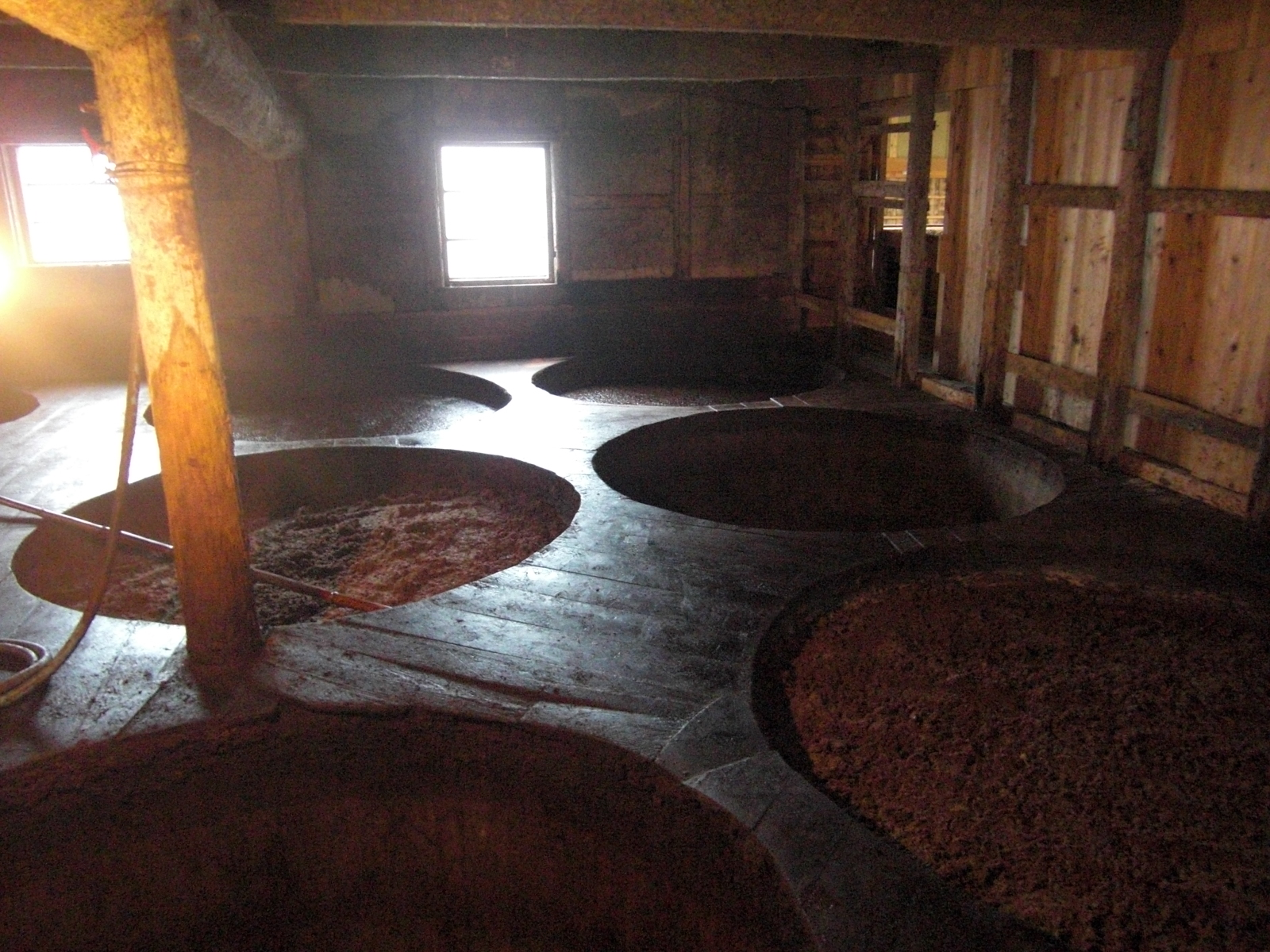
Фабрика з виробництва соєвого соусу

### Ресторани, їдальні та кафе
В Японії ресторани з'явилися одночасно з Європою, у XVIII столітті . Як і в Європі, до XVIII століття простий народ міг поїсти лише вдома і на заїжджому дворі або в таверні, де подавали дуже просту їжу . Існувало два типи таверн: кітін'ядо, де відвідувачі готували собі самі, та  хатаго , де подавали готову їжу; в XVII столітті з розвитком туризму хатаго перетворилися на «ріорі-рекани», де можна було як повечеряти, так і зупинитися на декілька днів . На відміну від Європи, де розвиток індустрії громадського харчування стався через повалення монархії та звільнення придворних кухарів, у Японії для цього соціальна революція не знадобилася: торгово-ремісничий клас досить збагатився для того, щоб мати можливість масово харчуватися в закладах . Перший ресторан Едо відкрився 1657 року, там подавали знамениту страву з Нари, нара-тямесі . 1804 року в Едо працювали понад 6000 закладів громадського харчування, не рахуючи візків-ятаїв .
Зі збільшенням кількості паломників в XVI столітті біля відомих храмів поряд з візками, з яких продавали гарячий фастфуд, стали з'являтися й постійні «чайні будинки» очая , яким було законодавчо заборонено як надавати нічліг, так і подавати ситну вечерю, тож вони обмежувалися алкоголем і чаєм з легкими закусками і десертами . Через сто років о-чая почали відкриватися і в містах. Їхні власники намагалися наймати гарних з себе офіціанток, які б залучали клієнтів, і через деякий час в укійо-е з'явився окремий жанр із зображеннями «красунь з о-чая» . У міру розвитку індустрії розваг з'явилися о-чая, основною спеціалізацією яких було надання місця для розваги гостей і побачень (матчіаі-джая), проведення часу відвідувачів змагань сумо, театрів тощо .
Велика пожежа в Едо 1657 року, в якій згоріли 2/3 міста, дала поштовх до розвитку іншого типу о-чая . Відновленням міста займалися великі групи робітників, які збиралися в ніурі-джая, де подавали легкі гарячі страви і саке . Ніурі-джая поступово перетворилися в сучасні ізакая . Також після пожежі в Едо відкрилося безліч їдалень, де подавали собу .
Ресторани високої кухні, ріорі-джая (яп. 料理 茶屋, «кухня-чая»), стали відкриватися в Кіото і Осаці з 1680-х років . Гості там сиділи на татамі й насолоджувалися видом на японський сад, споживаючи красиво подані й смачні страви (на відміну від хондзен-ріорі, ріорі-джая головний акцент робили саме на смак страв); простим робітником і ремісникам такі заклади були не по кишені . Представники даймьо, русуї, призначали в таких ресторанах наради і зустрічі з торговцями та політиками; звідси ж походить сучасна японська традиція проведення бенкетів з партнерами по бізнесу в ресторанах . Ріорі-джая поступово ставали дедалі доступніші для середнього класу, і до XIX століття там стали проводити поетичні читання, виставки каліграфії й живопису, а також збори: відомий випадок, коли 900 пожежників Едо зібралися в двоповерховому ресторані для обговорення спірного питання .
Більшість закладів щодня обслуговували простих городян; там подавали собу, суші й темпуру, а також дорожчі страви, такі як кабаякі з вугра . Їдальні соба-я (яп. 蕎麦 屋) в Едо стояли через кожні 120 метрів, а в густонаселених районах міста в половині будинків були розташовані їдальні й ресторани . Така висока щільність пояснюється не тільки величиною міста, а й тим, що в Едо було дуже багато самотніх чоловіків: в 1710-1740-х роках на 10 чоловіків припадало менше 6 жінок . Там не було прийнято приносити з собою приготовані вдома бенто, як в Кіото, або бенто, куплені в спеціпльному закладі, як в Осаці; токійці їли майже виключно в закладах громадського харчування .

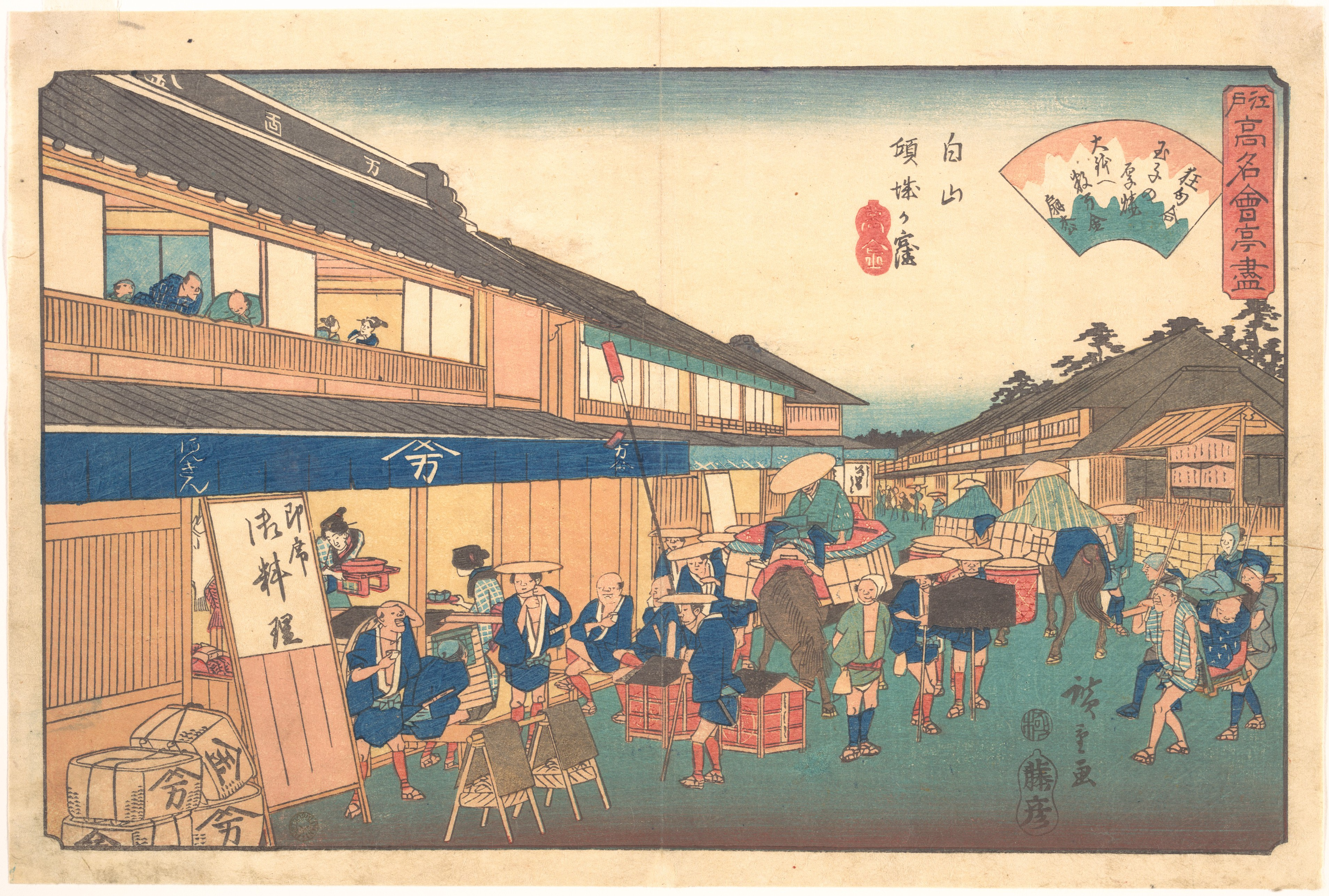
Ресторани в кварталі Хакусан[ja]
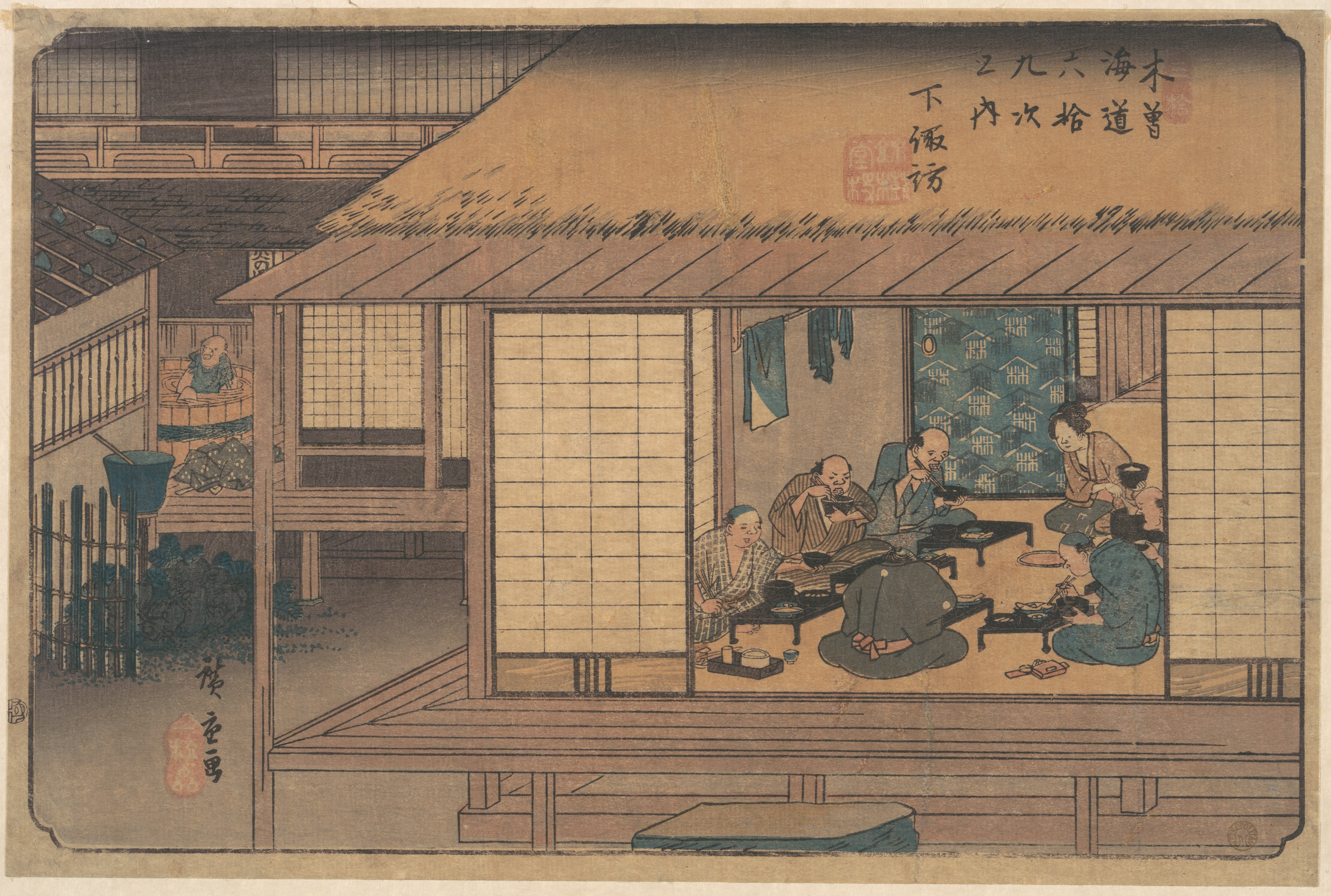
Ресторан на станції Сімоно-Сува, бл. 1835
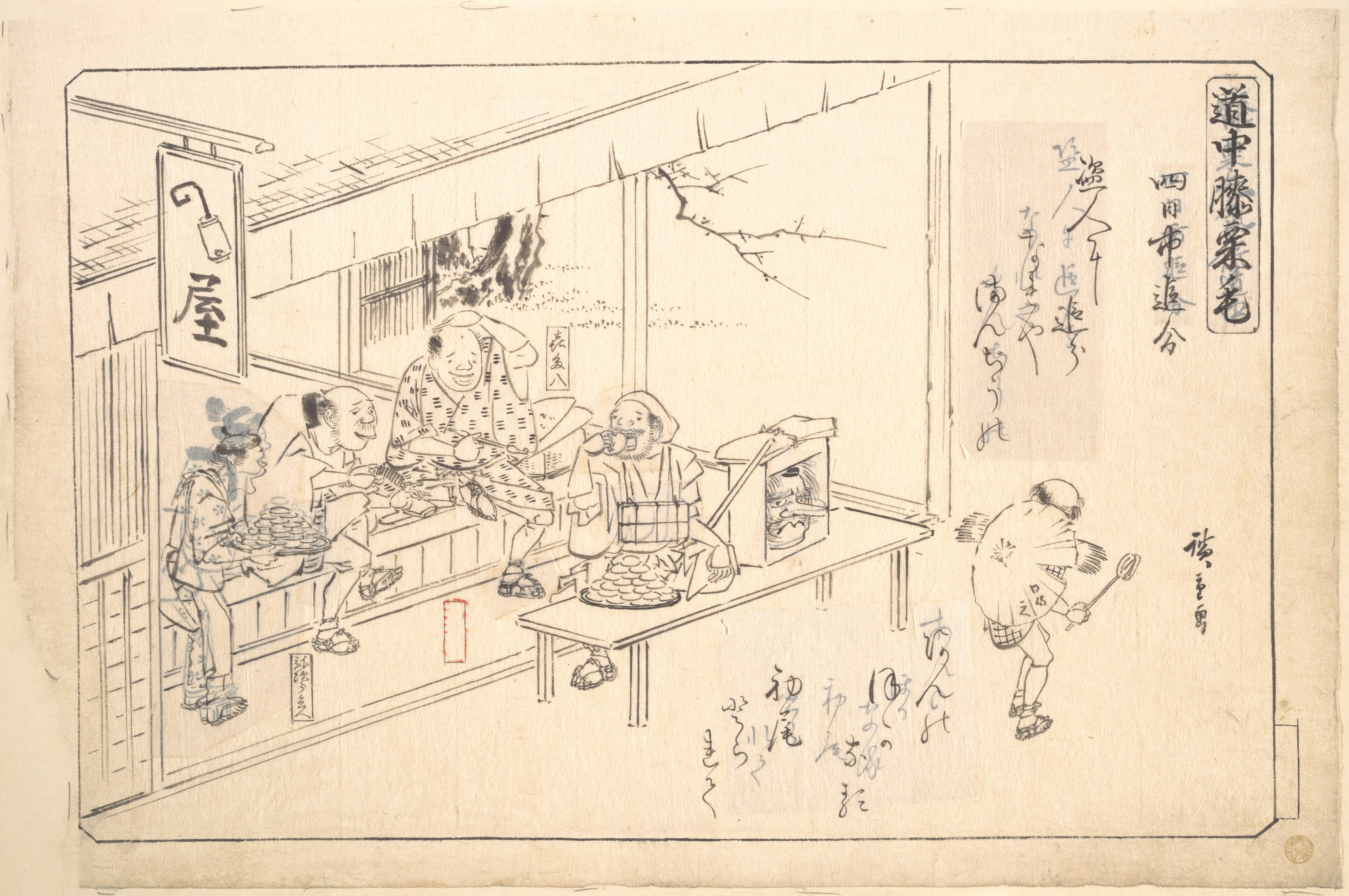
Токайдочу хіджакуріґе, неподалік від Йоккаїчі, бл. 1840
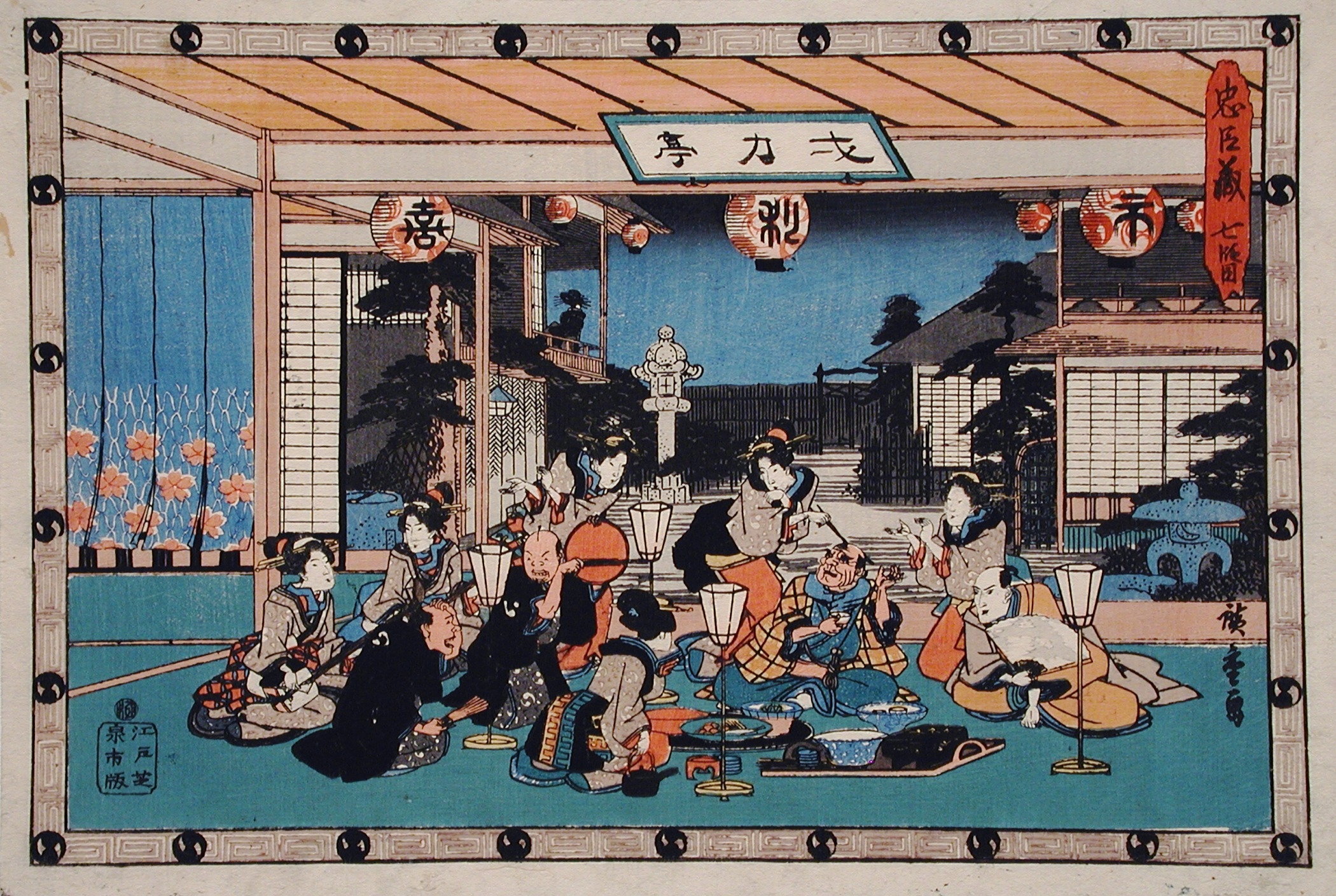
Вечеря в знаменитому о-чая Ічірікі[en]

### Кулінарні книги та путівники
Чимало мешканців Едо були грамотні, тож у період Едо в столиці з'явилося безліч кулінарних книг. Донині збереглося понад 120 друкованих книг та більше 240 рукописних. Перша сучасна кулінарна книга,  ріорі-моногатарі , включала не лише рецепти, але і багато згадок про страви без наведення їхніх рецептів. Це дозволяє зробити висновок, що її аудиторією були кухарі. Згодом кулінарні книги стали орієнтуватися на широкий загал, на відміну від давніших видань на кшталт Тюдзі руйкі (яп. 厨事類記), написаних для придворних кухарів, де містилася інформація про сервування на бенкетах . Також в цей час стали виходити книжки, присвячені їжі та її впливу на організм. Характерним зразком такої літератури є 12-томна енциклопедія  Хончо сьоккан  пера Хітомі Хіцудаї (яп. 人見必大).
З розвитком в містах ресторанної культури з'явився й новий жанр кулінарних книг: «Веселі рецепти». Такі книжки були багато ілюстрованими й приваблювали насамперед своєю літературною цінністю як книги для читання. Як приклад такої книги можна згадати видану в Осаці Тофу хякучін: тут окрім рецептів було подано ілюстрації страв, зображення ресторанів, про які йшла мова в тексті, цитати з японської та китайської літератури, а також нарис історії тофу. Неймовірна популярність Тофу хякучін привела до того, що «Веселі рецепти» стали окремим жанром.
Також в цей час почали з'являтися путівники та списки найкращих ресторанів. Очевидно, в той час популярних закладів стало так багато, що виникла потреба в орієнтирі. 1848 року був опублікований Едо сюхан тебікікуса (яп. 江戸名物酒飯手引草), де містилася інформація про 594 найкращих ресторанів, їдалень із собою, суші та вугром.

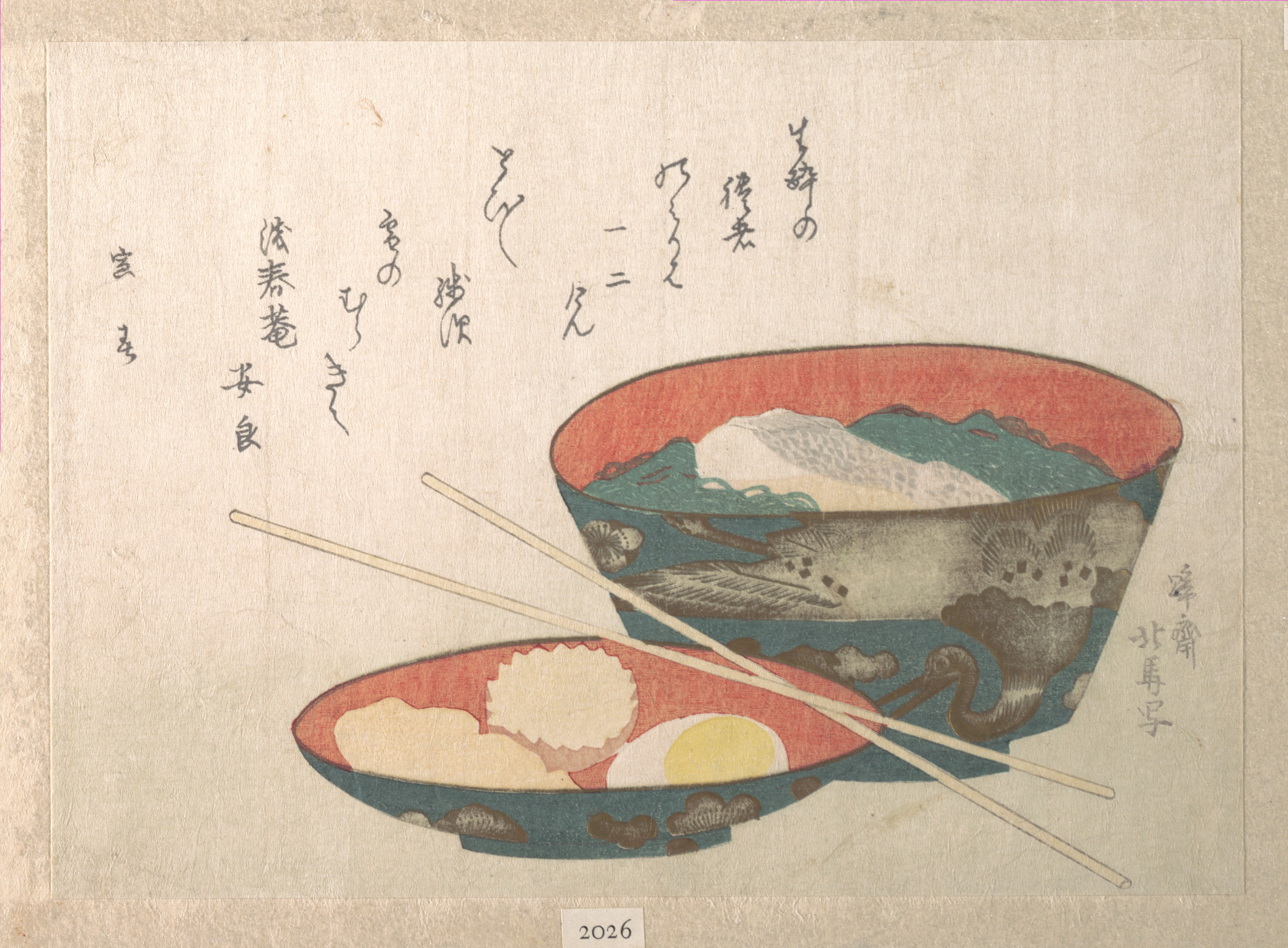
Натюрморт із рибою, бататом та яйцем,  Тесай Хокуба [ja]
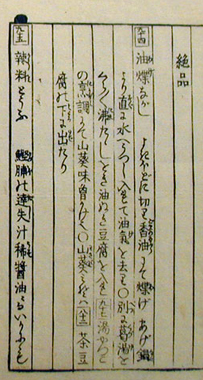
Тофу хякучін 1782 рік
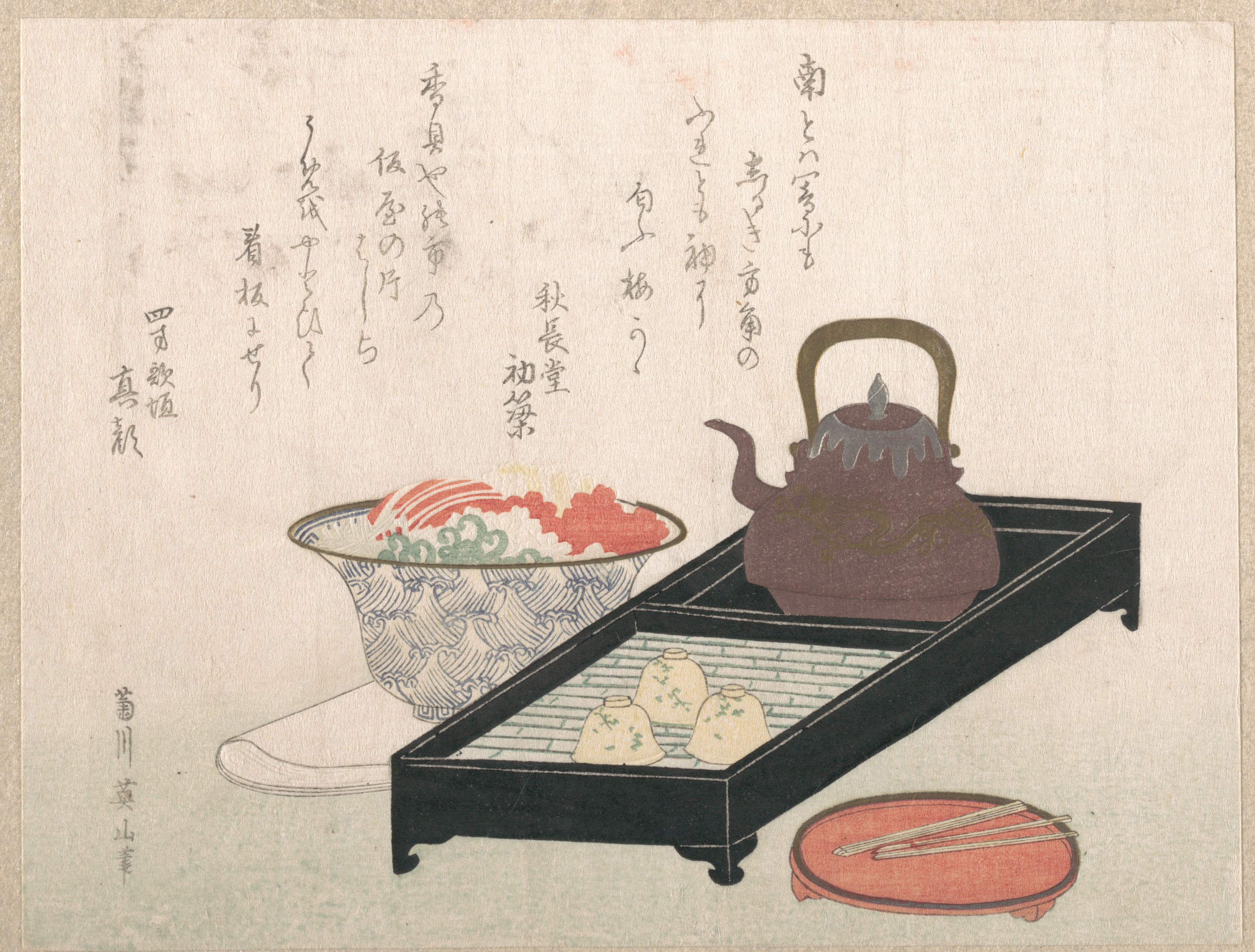
Домбурі та чайник із саке. Кікукава Ейдзан
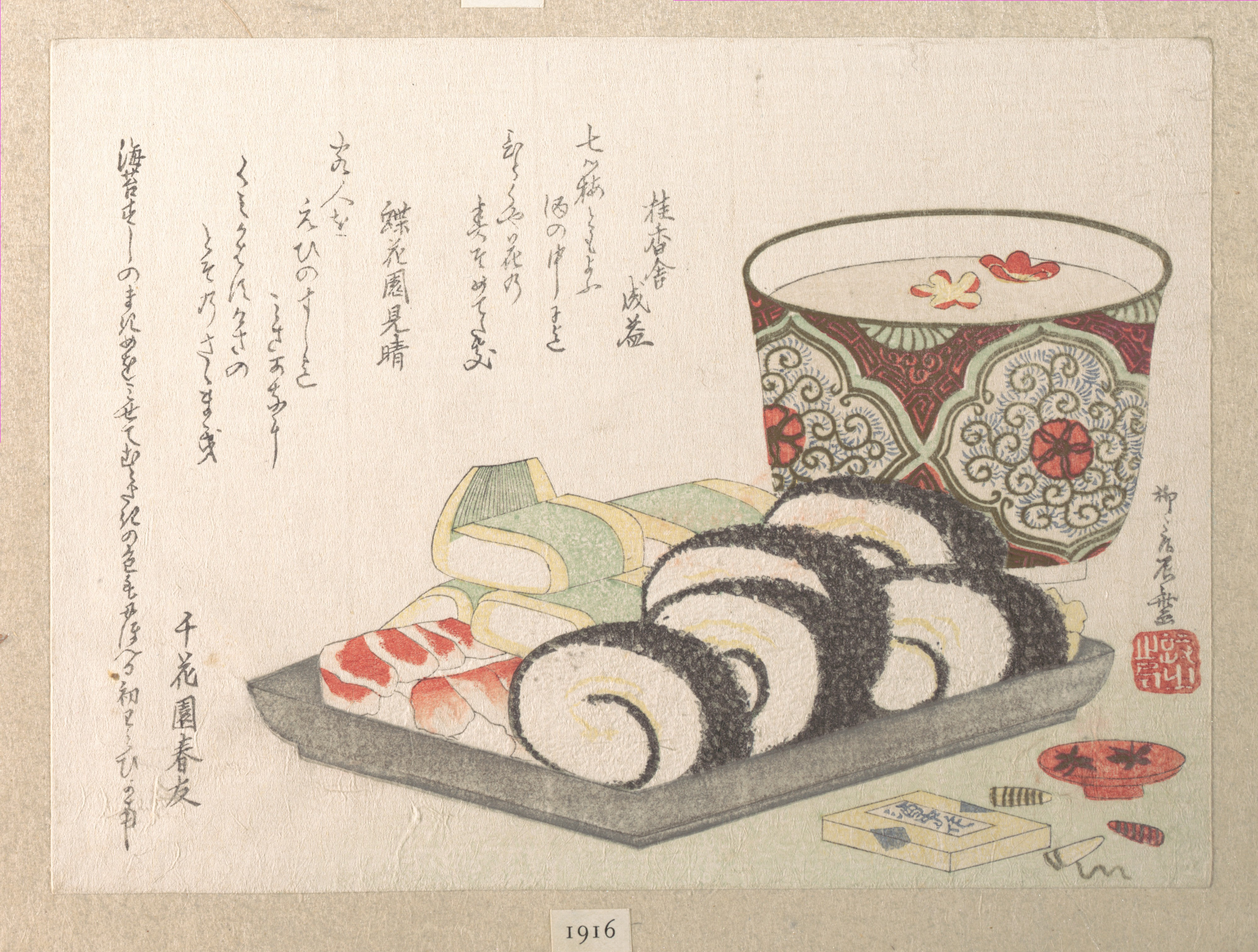
Макідзуші, онігірі, суп та мисочка для соєвого соусу. Рюрюкьо Сінсан

## Новітні тенденції

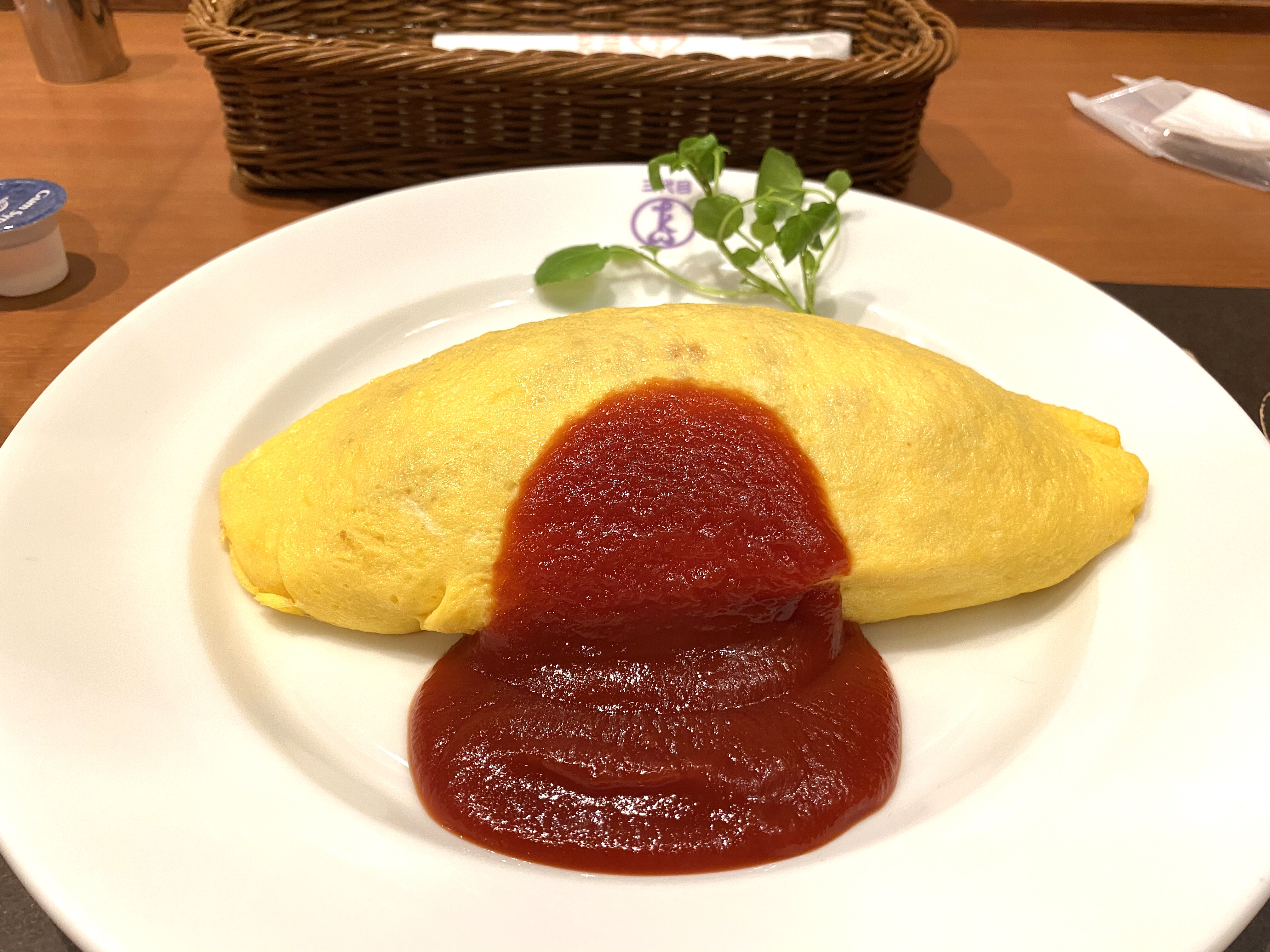
Омурайсу.

### Запозичення в період Мейдзі
На початку періоду Мейдзі, що тривав з 1868 до 1912 року, імператор Мейдзі вирішив відмовитися від самоізоляції країни й зробити її відкритою до інновацій із Заходу. Ідеї та меню західної кухні стали вважатися гідними для наслідування. Серед реформ, які стосувалися харчування, імператор Мейдзі зняв заборону на споживання м'яса та заохочував перехід на західну систему харчування, оскільки західна дієта вважалася причиною того, що люди на Заході мають вищий зріст. Зміни в стилі харчування японців у цей період визначаються двома тенденціями. По-перше, в Японії з'являється велика кількість іноземних рецептів та технік приготування, що значно розширило гаму смаків японської кухні. По-друге, зняття заборони на споживання м'яса сприяло швидкому росту його споживання, а також споживання молока, інших молочних продуктів та хліба, що в свою чергу призвело до зменшення споживання рису, протеїни якого замінялися протеїнами тваринного походження. Рецепти із західних та сусідніх країн були пристосовані до японських смаків та інгредієнтів. ці модифіковані рецепти зараз вважаються у світі приналежними до японської кухні, тоді як в самій Японії вони стоять осторонь традиційної національної кухні.
В японській кухні, термін Йошоку (яп. 洋食, кухня Заходу) позначає страви, які були запозичені із Заходу під час реставрації Мейдзі та були адаптовані до місцевих смаків. Часто ці страви зберігають в назві своє європейське походження і записуються катаканою, як іншомовні слова. Найчастіше тут ідеться про страви з м'яса, які походять з французької, англійської, італійської кухонь. Японські варіанти цих страв нерідко суттєво відрізняються від оригінальних європейських рецептів.
У 1980-ті роки в Японії стали відкривати багато європейських ресторанів з автентичними стравами, таким чином стала наочною різниця між ними та стравами «йошоку».
Типовими прикладами йошоку є такі страви, як:
- Омурайсу (яп. オムライス) — скручений в трубочку омлет зі смаженим рисом всередині.
- Супагетті (яп. スパゲティ) — японський варіант спагеті.
- Напоритан — японський варіант спагеті з кетчупом, сосисками чи комбасою та дрібно порізаною цибулею.
- Корокке — картопляні крокети.

Японське карі також з'явилося в цей період, але це запозичення прийшло з Індії, яка перебувала тоді під адміністрацією Британської Ост-Індійської компанії. Саметому карі вважається в Японії європейською, а не азійською стравою. Протягом цього ж періоду завдяки відкритості країни до Японії потрапила велика кількість страв китайської та корейської кухні, що також пройшли процес адаптації до япоонських смаків та інгредієнтів. Ці страви не відносяться до йошоку, оскільки походять з азійських країн. Найбільш відомими азійськими запозиченнями того часу є такі страви, як:
- Рамен — страва з пшеничною локшиною.
- Сябу-сябу — страва з тонко нарізаного м'яса та овочів, зварених у воді[128][129]
- Гіоза — страва з тіста, подібна до вареників, з начинкою з м'яса (найчастіше — свинячого фаршу) і овочів (найчастіше — капусти), рідше тільки з м'яса.

Разом з цими стравами було запозичено і нові техніки приготування, зокрема ітамемоно, тобто готування на сковорідці вок.

### Зменшення споживання рису
Внаслідок впливу західних кухонь м'ясо, молоко та хліб стали в Японії звичними продуктами харчування.. Молоко стало класичним харчовим продуктом для маленьких японців. До Другої світової війни споживання рису було раціоноване з розрахунку 330 грамів рису на день і на особу. У 2000 році споживання рису впало до 165 грам на день і на особу, оскільки роль рису, як джерела протеїнів, замінило м'ясо. Протягом 1960—2000 років споживання м'яса зросло на 400 %, а в середині вісімдесятих років 20 століття співвідношення у споживанні м'яса та риби змінилося на користь м'яса..

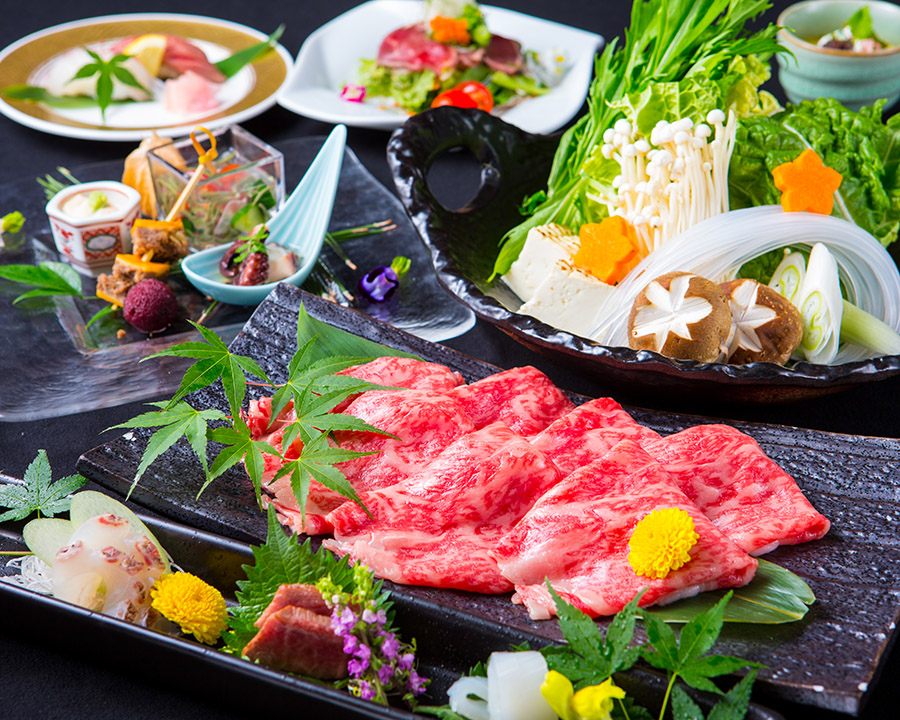
Сябу-сябу
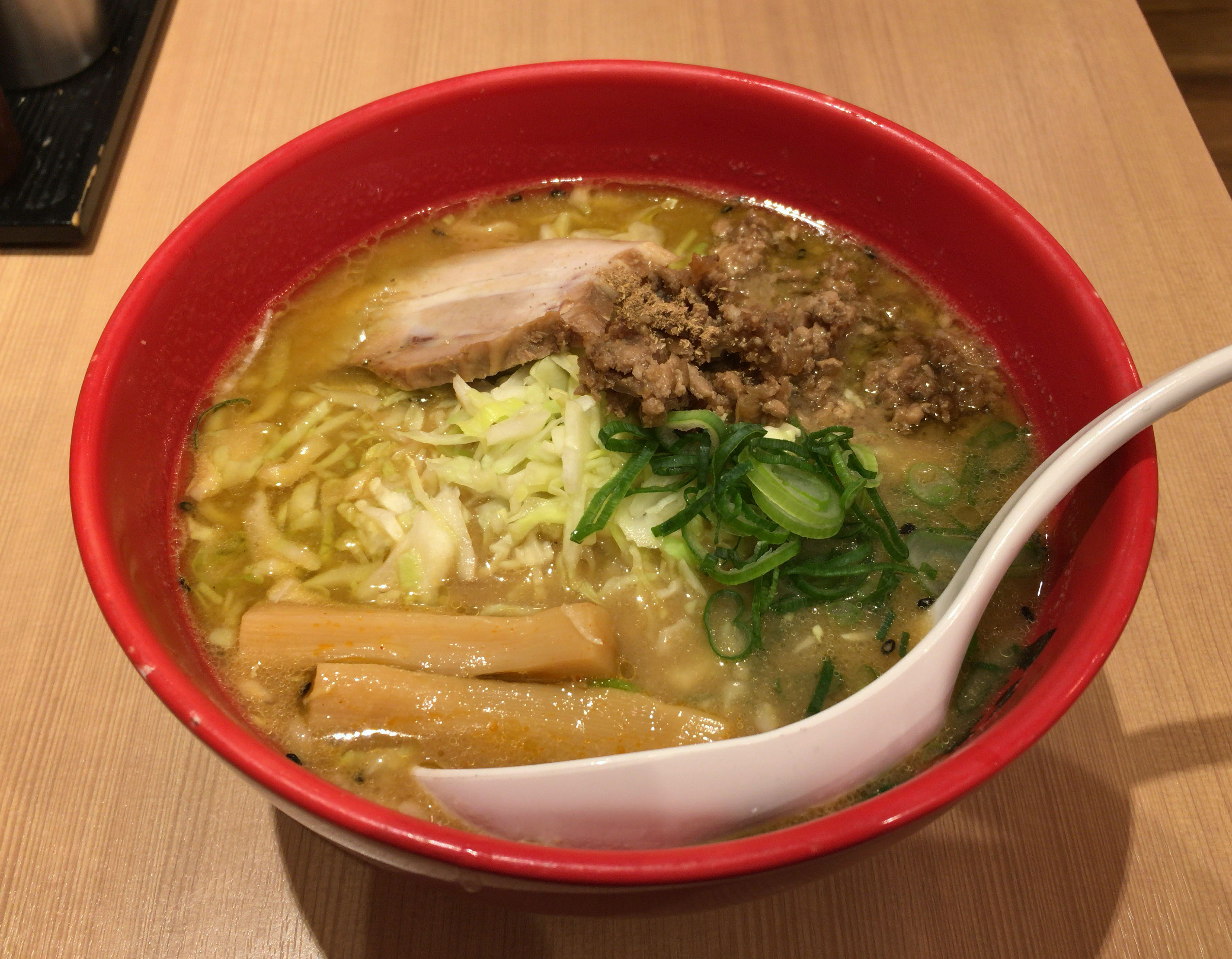
Рамен
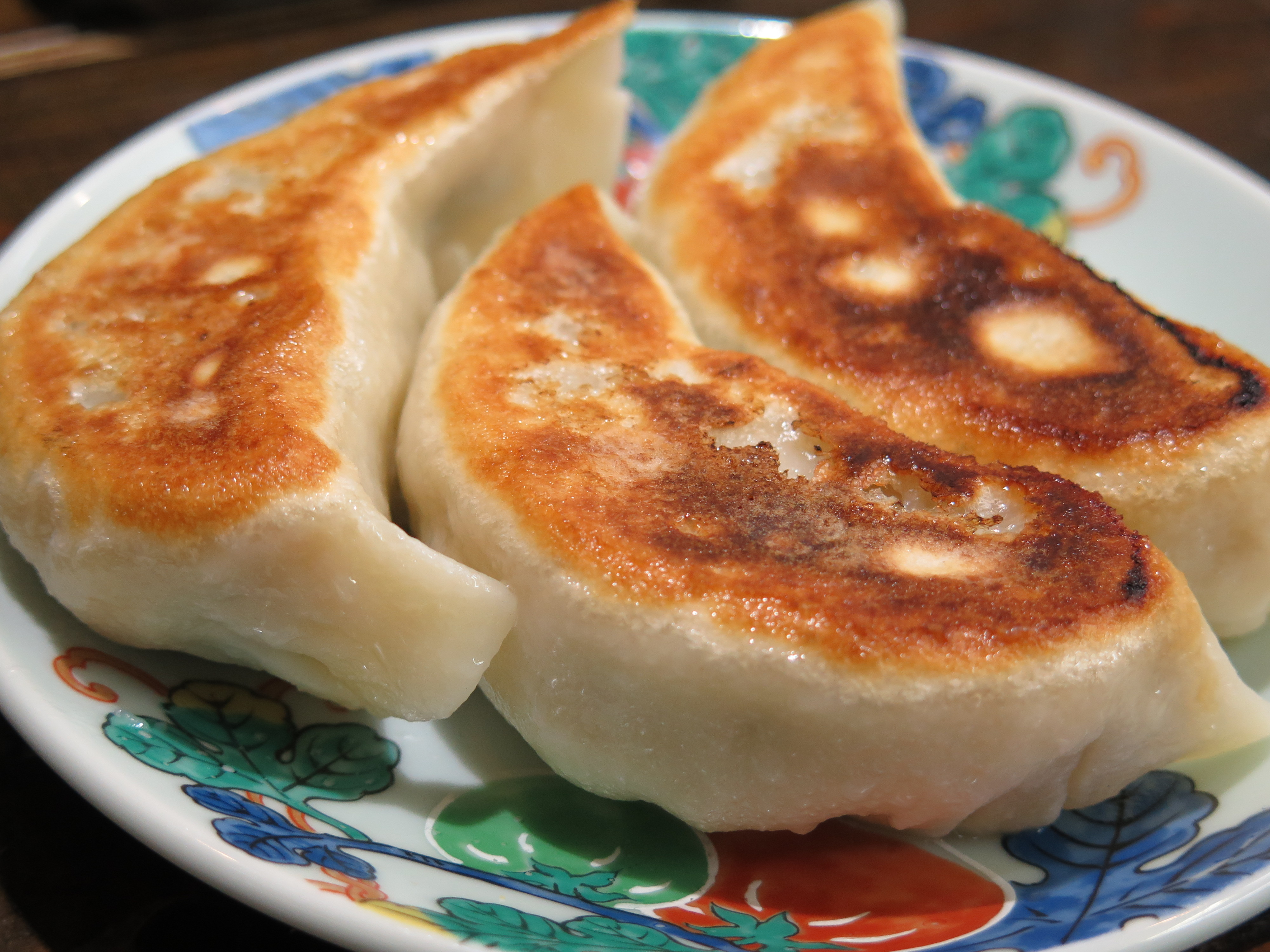
Гіоза – страва, що походить з Китаю
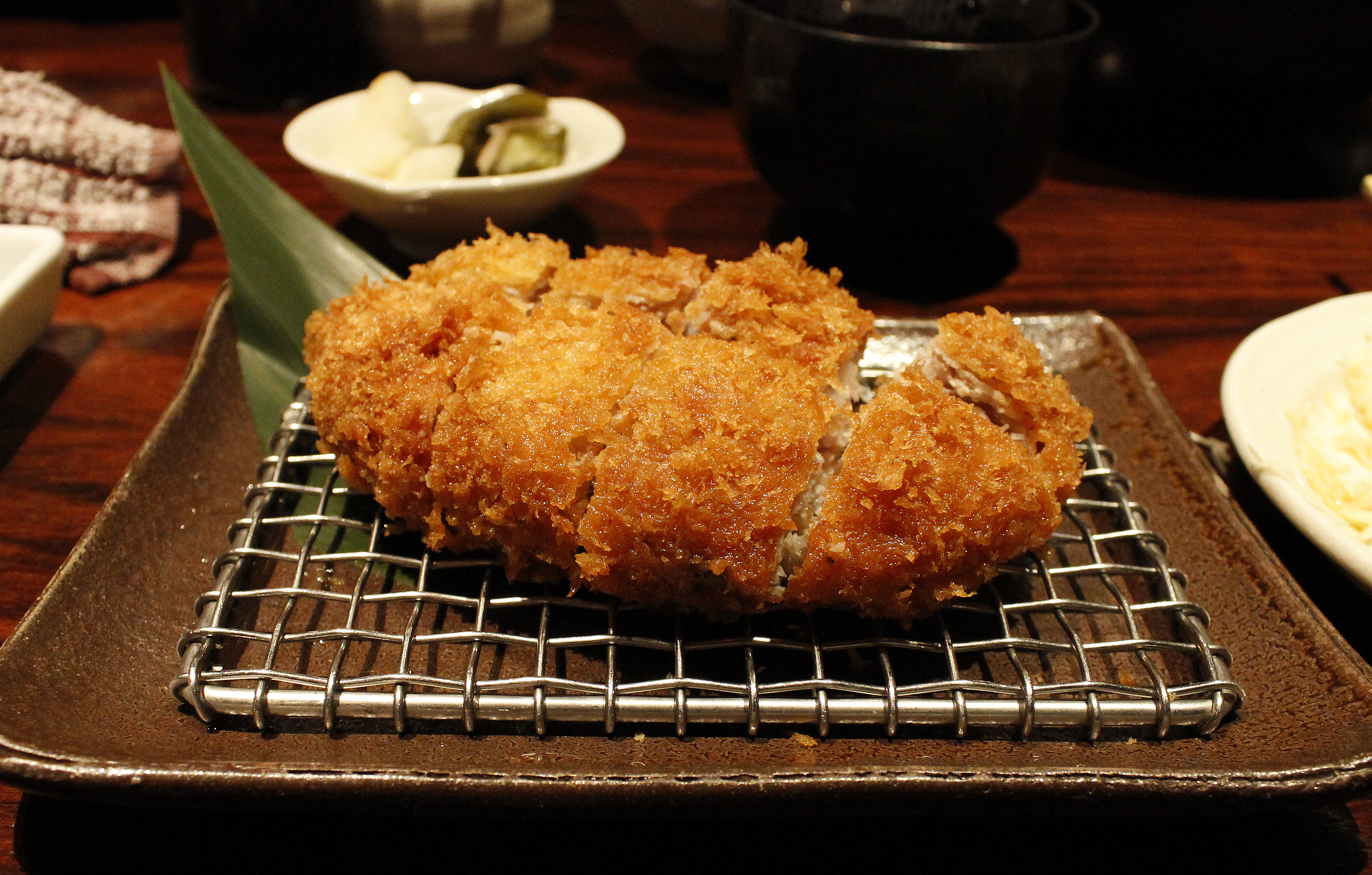
Тонкацу, ще один приклад йошоку (кухні, запозиченої з Європи)
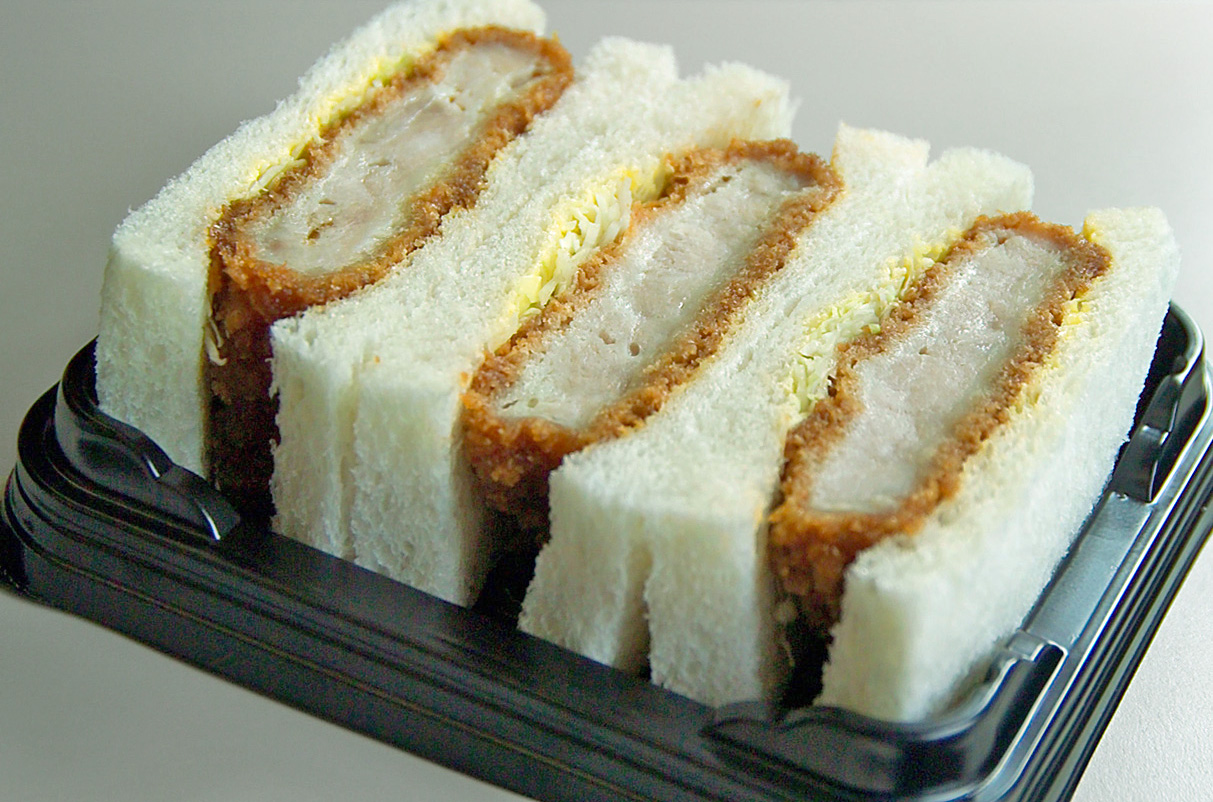
Японські сендвічі

## Японська кухня за кордоном
Страви японської кухні доступні у всіх країнах першого світу, причому в багатьох країнах японська кухня присутня на всіх рівнях, від дешевих забігайлівок до дорогих ресторанів високої кухні та закладів «здорового харчування» . Бурхливе поширення і пропагування кухні почалося в колоніальний період японської історії разом з кількома мільйонами японців, які жили за кордоном . Бум японської кулінарії у США почався з прийняття її молодіжної культурою 1960-х років. Згодом Японія стала однією з провідних світових держав, і в 1970-1990-х роках суші зрівнялися в популярності з піцою та буріто, проклавши шлях для теппан-які, окономіякі, сукіякі та інших страв .
Демократизація японської кухні за кордоном відбулася як завдяки появі суші-конвеєрів, так і через те, що відвідувачі не вимагали від закладів автентичності та найму виключно японських кухарів . Клієнти зазвичай не знають, які страви з'явилися в Японії, а які — за кордоном; головне, щоб вони відповідали уявленням про образ сучасної Японії . Аби екзотична японська кухня стала доступнішою і не надто контрастувала з місцевими смаками, кухарі стали експериментувати з рецептами, що призвело до появи адаптованих різновидів японських страв на кшталт ролів «Каліфорнія» та нігірі зі спаржею .

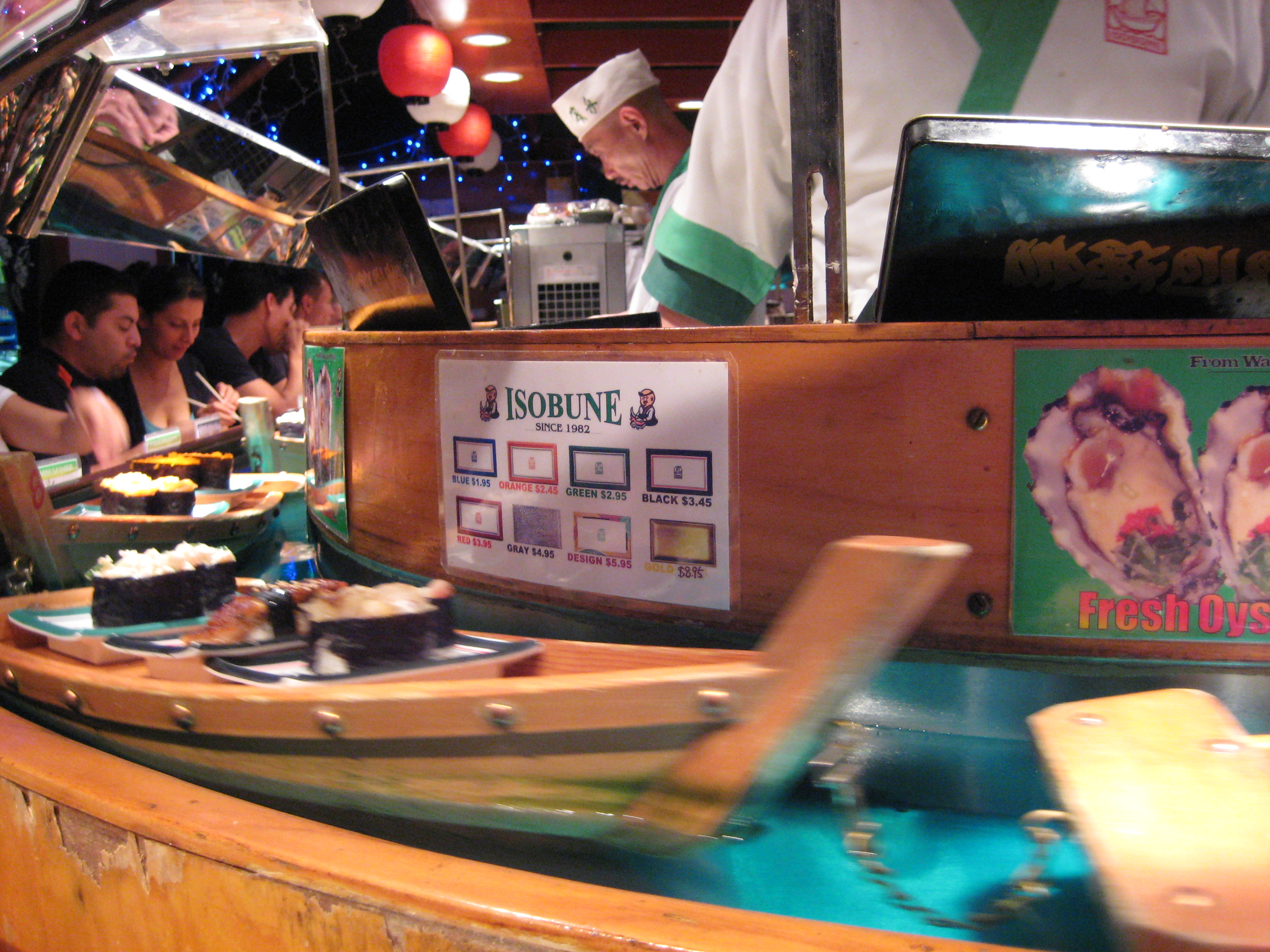
Кайтен-дзуші бар у Сан-Франциско
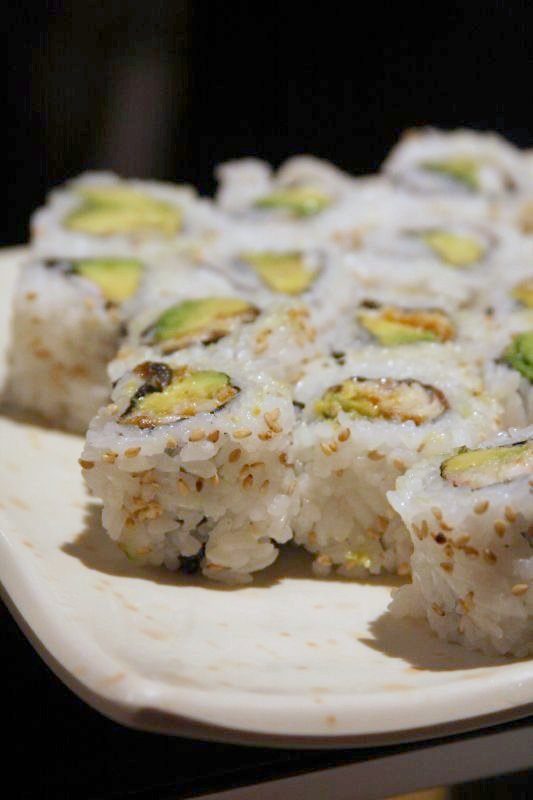
Ролл «Каліфорнія»
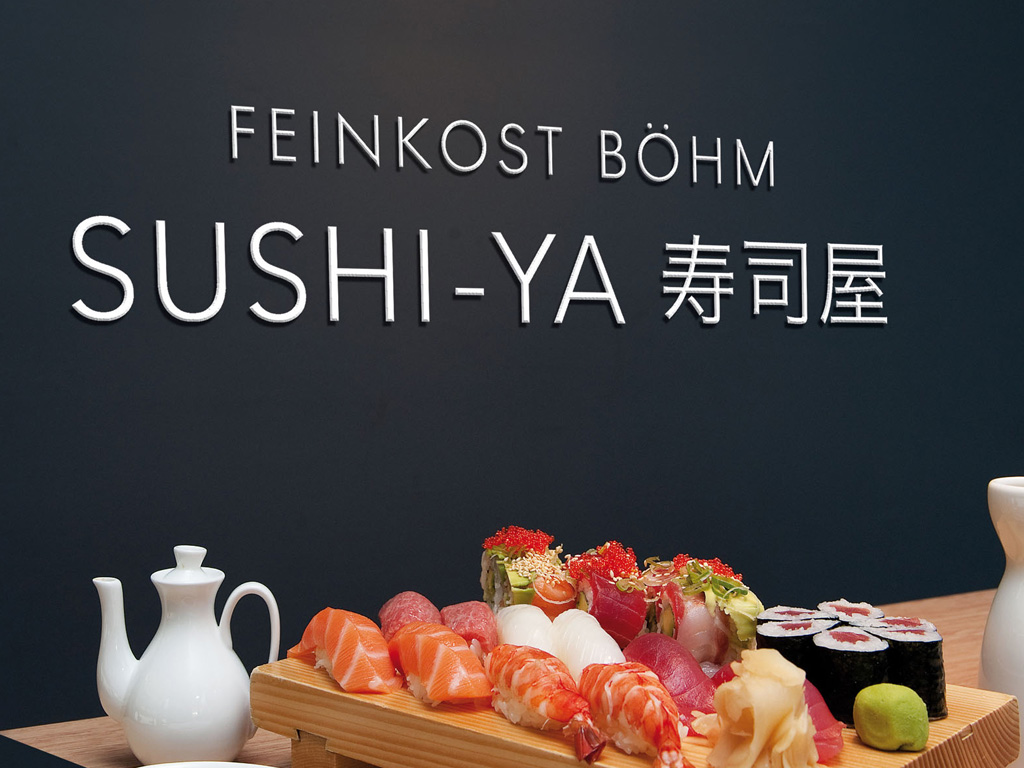
Суші-ресторан у Штуттгарті
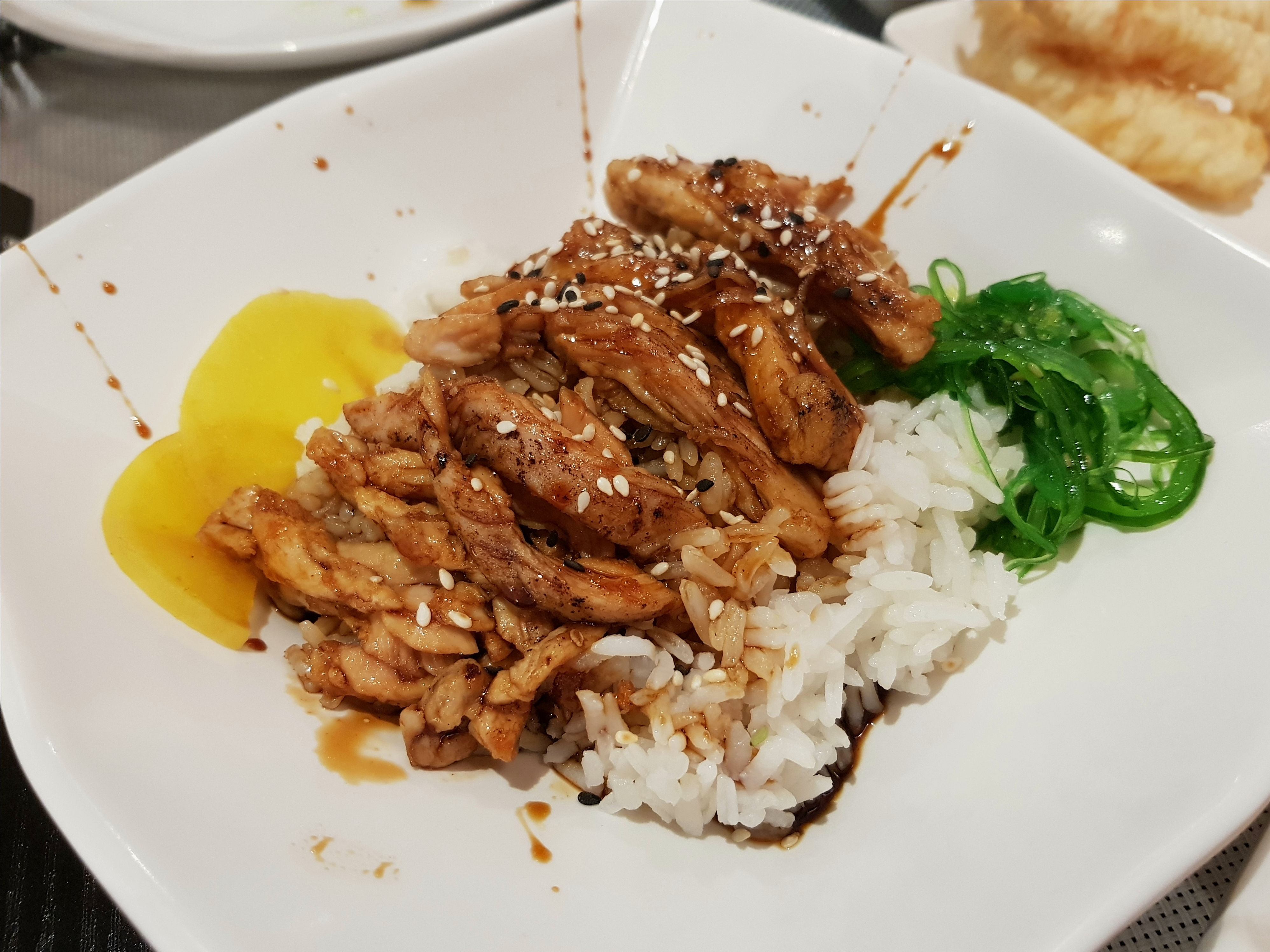
Курячий домбурі в Хавеа
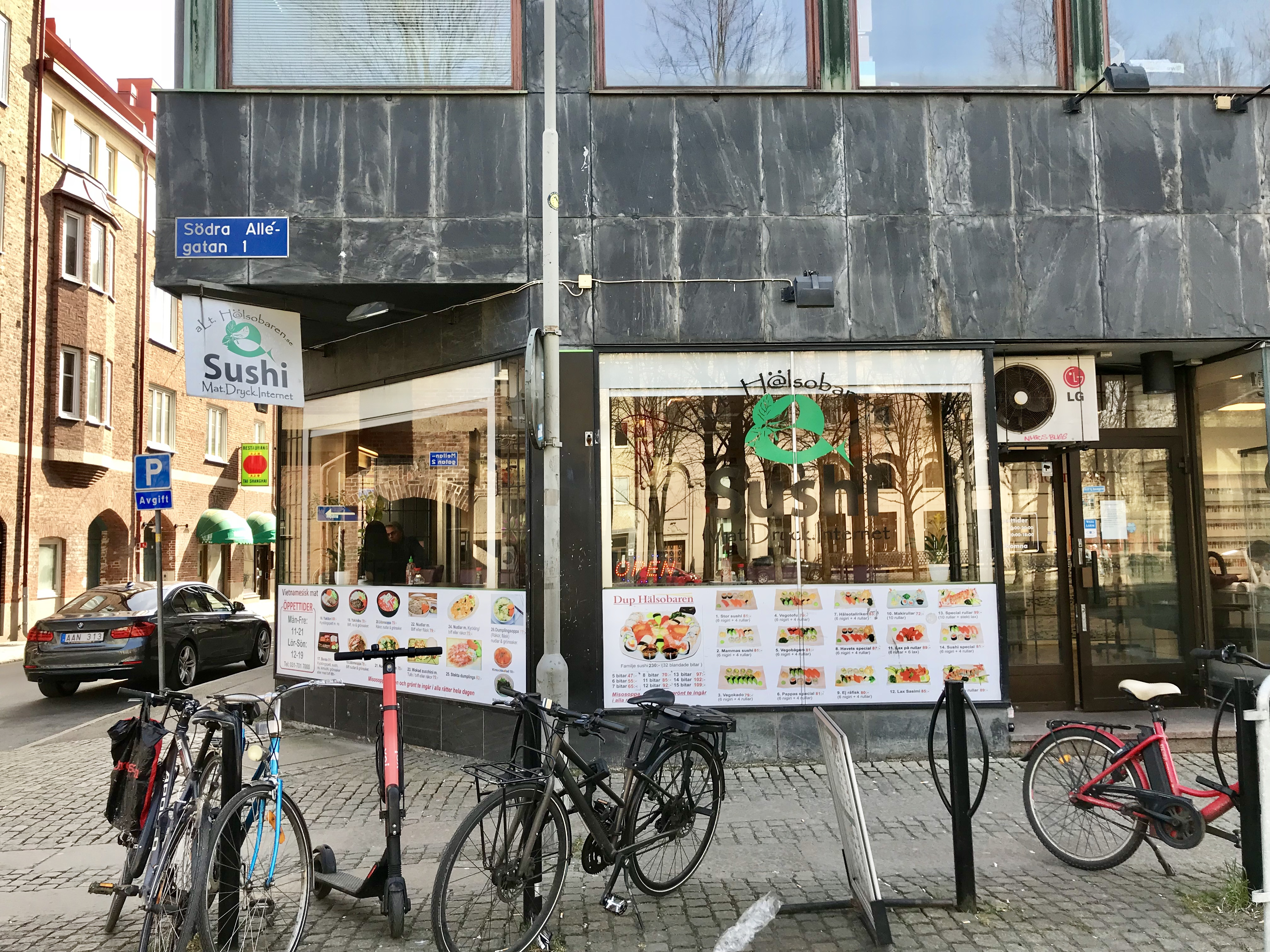
Суші-ресторан у Гетеборзі